# Тирасполь
Тира́споль, также Тира́спол (молд. и рум. Тираспол, Tiraspol; в 1920—30-е годы также молд. Тири́шполя; укр. Тирасполь) — город на левом берегу Днестра, столица непризнанной Приднестровской Молдавской Республики; второй по численности населения город, расположенный в пределах официальных границ Молдовы, после Кишинёва, и крупнейший в Приднестровье.
Основан в 1792 году русским генералом А. В. Суворовым как крепость Средняя, в 1795 году поселение около этой крепости получило статус города и название Тирасполь.
С 1795 года Тирасполь — уездный город Вознесенского наместничества, с 1796 года — Новороссийской губернии, с 1802 года — Николаевской губернии. Затем с 1806 года и вплоть до 1920 года город являлся центром Тираспольского уезда Херсонской губернии (вначале Российской империи, а после 1917 года — УНР и Украинской ССР). С 1929 по 1940 год Тирасполь был столицей Молдавской АССР (являлась частью Украинской ССР), а затем находился в составе Молдавской ССР. 8 августа 1941 года в ходе Великой Отечественной войны оккупирован румынскими войсками. С августа 1941 года по апрель 1944 года входил в губернаторство Транснистрия, созданное румынскими оккупационными властями (в августе — октябре 1941 года был его столицей). Освобождён частями Красной армии 12 апреля 1944 года. Со 2 сентября 1990 года и по настоящее время является столицей непризнанной Приднестровской Молдавской Республики (ПМР).
Город находится приблизительно в 105 км от Одессы и в 75 км от Кишинёва, с которыми он связан автомобильным и железнодорожным транспортом, и расположен на левом берегу реки Днестр в 90 км от её впадения в Днестровский лиман.
Население Тирасполя на 1 января 2022 года составляло почти 129 тыс. человек, территория города занимает 5556 гектаров. Также городским властям подчинены город Днестровск и село Кременчуг.
Тирасполь — важнейший политический, экономический, научный и культурный центр Приднестровья. Здесь находятся органы власти ПМР, а также сосредоточены многие учебные заведения. Он является одним из самых посещаемых туристами городов Приднестровья и располагает значительным потенциалом культурно-исторических ценностей (частично сохранилась Средняя крепость, а также имеются памятники архитектуры XIX—XX веков). В городе работают пять музеев, театр драмы и комедии, шесть клубных учреждений и государственный культурный центр «Дворец Республики».

## Этимология
Название города происходит от греческого названия реки Днестр — Τύρας и др.-греч. πόλις — «город». Греческие названия Тирасполя и некоторых других городов региона связаны с популярным в 1780—1790-е годы «Греческим проектом» императрицы Екатерины II.

## Символика

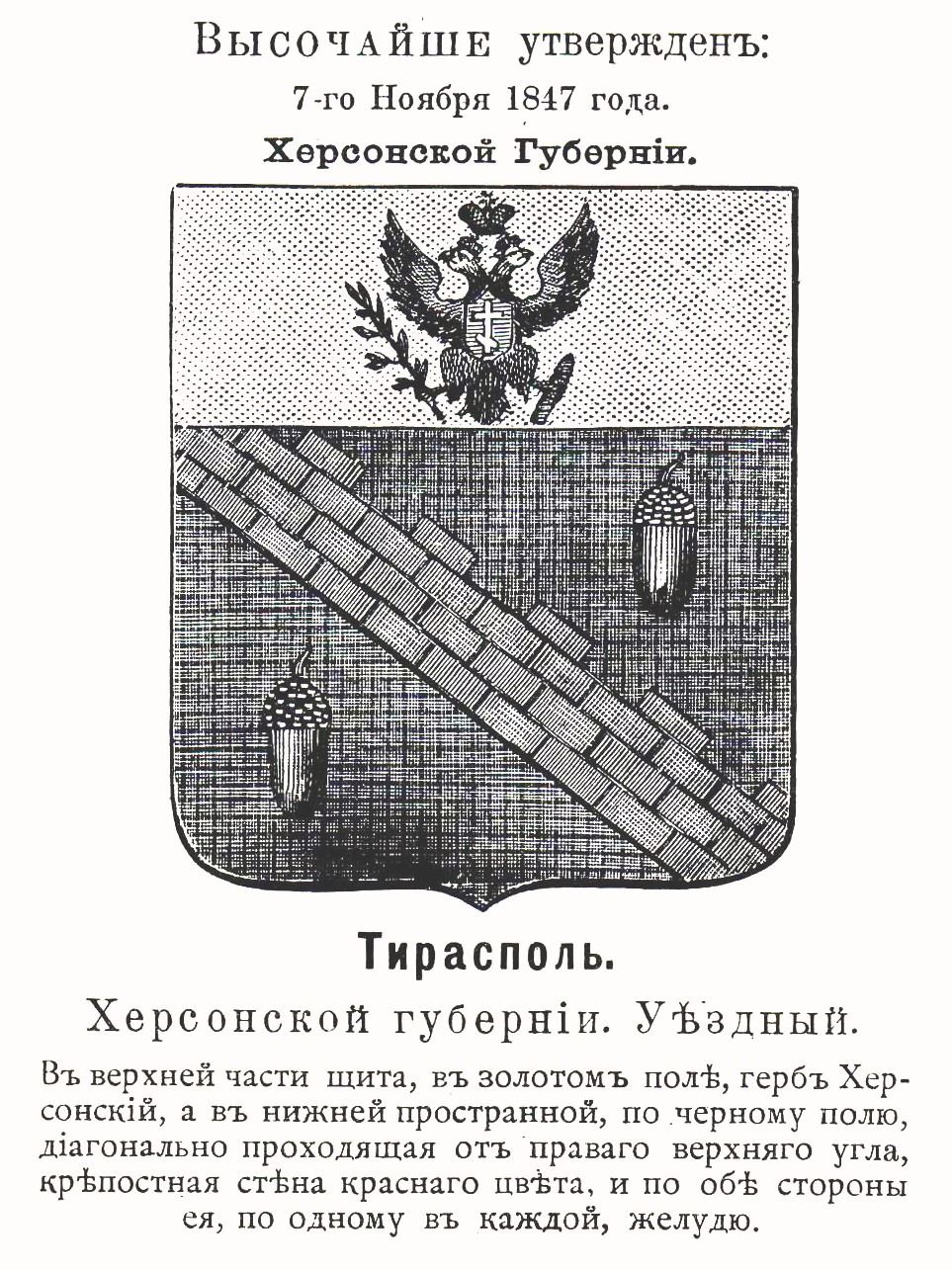
Герб Тирасполя, 1847 год

В соответствии с законом Приднестровской Молдавской Республики о статусе столицы, у города есть три официальных символа — герб, флаг и гимн. Описание символов и порядок их использования утверждаются местным представительным органом государственной власти города Тирасполя.
Первый городской герб Тирасполя был утверждён 7 ноября 1847 года высочайшим рескриптом российского императора Николая I. Он представлял собой щит, в верхней части которого в золотом поле располагался герб Херсонской губернии 1803 года, а в нижней, пространной, — по чёрному полю, диагонально проходящая от правого верхнего угла, крепостная стена красного цвета, и по обе стороны её — по одному жёлудю.
В советское время у города появился новый герб, который был утверждён 29 марта 1978 года решением исполкома городского совета народных депутатов и является официальным символом Тирасполя по настоящее время. В верхней части на фоне крепостной стены, в золотом поле указана дата основания города «1792». В нижней части герба диагонально из левого верхнего в правый нижний угол проходят волны голубого цвета, символизирующие реку Днестр. В верхней правой части на красном фоне золотым цветом изображена шестерня, символизирующая промышленность города. В левой нижней части на зелёном фоне золотое изображение грозди винограда. Цвета герба — красный и зелёный — ассоциируются с цветами флага бывшей Молдавской ССР и нынешнего Приднестровья.
Флаг Тирасполя появился 14 октября 2002 года и представляет собой прямоугольное полотнище с отношением ширины к длине 2:3, красно-зелёного цвета с диагональной полосой сине-голубого цвета на белом фоне. Сине-голубая полоса символизирует реку Днестр. Ширина диагональной полосы составляет одну треть ширины флага.
Гимн Тирасполя был утверждён 27 сентября 2007 года на заседании городского совета народных депутатов.
20 августа 2018 года президент Приднестровья Вадим Красносельский предложил вернуть городам Приднестровья их исторические гербы.

## История

### Крепость

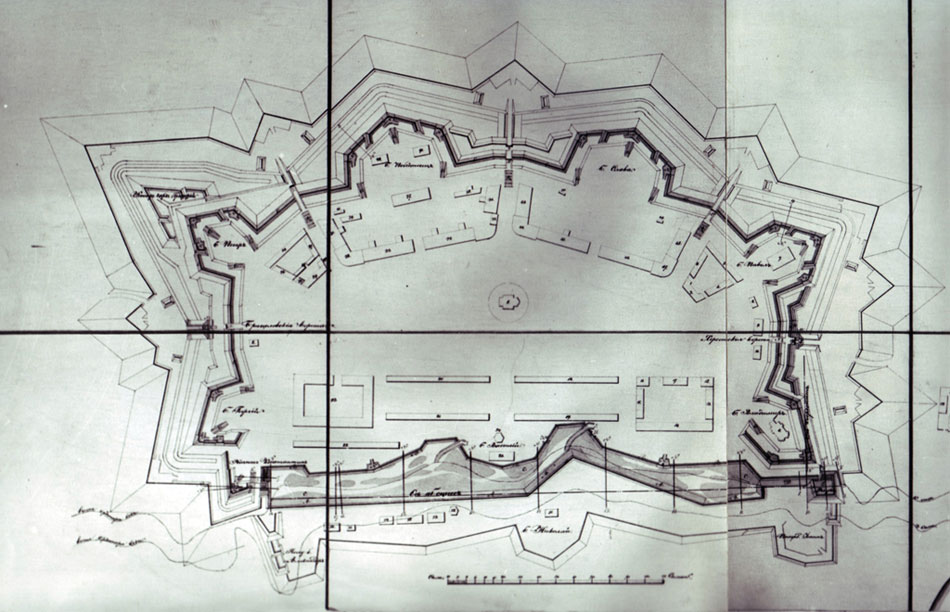
План Тираспольской крепости 1856 года

После русско-турецкой войны 1787—1791 годов был заключён Ясский мир, согласно которому Османская империя уступала России земли между Южным Бугом и Днестром — так называемую Очаковскую область. Днестр стал пограничной рекой, поэтому для укрепления новых границ империи в 1792 году началось возведение ряда крепостей вдоль левого берега Днестра (на правом берегу располагались принадлежавшие туркам мощные крепости Бендеры и Аккерман), получивших название Днестровской или третьей линии крепостей.
В 1792 году по особому указанию А. В. Суворова в рамках организации Днестровской линии на левом берегу Днестра, напротив впадения в него реки Ботны и близ турецкой крепости Бендеры, была заложена крепость Средняя. Строительство велось под руководством де Рибаса и состоявшим под его командой инженер-полковником де Волланом.
В январе 1792 года императрица Екатерина II повелела Екатеринославскому губернатору В. В. Каховскому присоединить новые земли к Екатеринославскому наместничеству, исследовать их и представить план обустройства, устроения городов и деления на уезды. В сентябре того же года он сделал ряд предложений, среди которых предложил «четвёртый уездный город построить при „Средней-крепости“, против устья реки Бонты». Так при возводимой земляной крепости Средней был основан город Тирасполь. В связи с постройкой города, жители села Суклея переселились на три версты ниже по Днестру. К 1795 году в прикрепостном поселении проживало более 2,5 тыс. человек.

### Уездный город

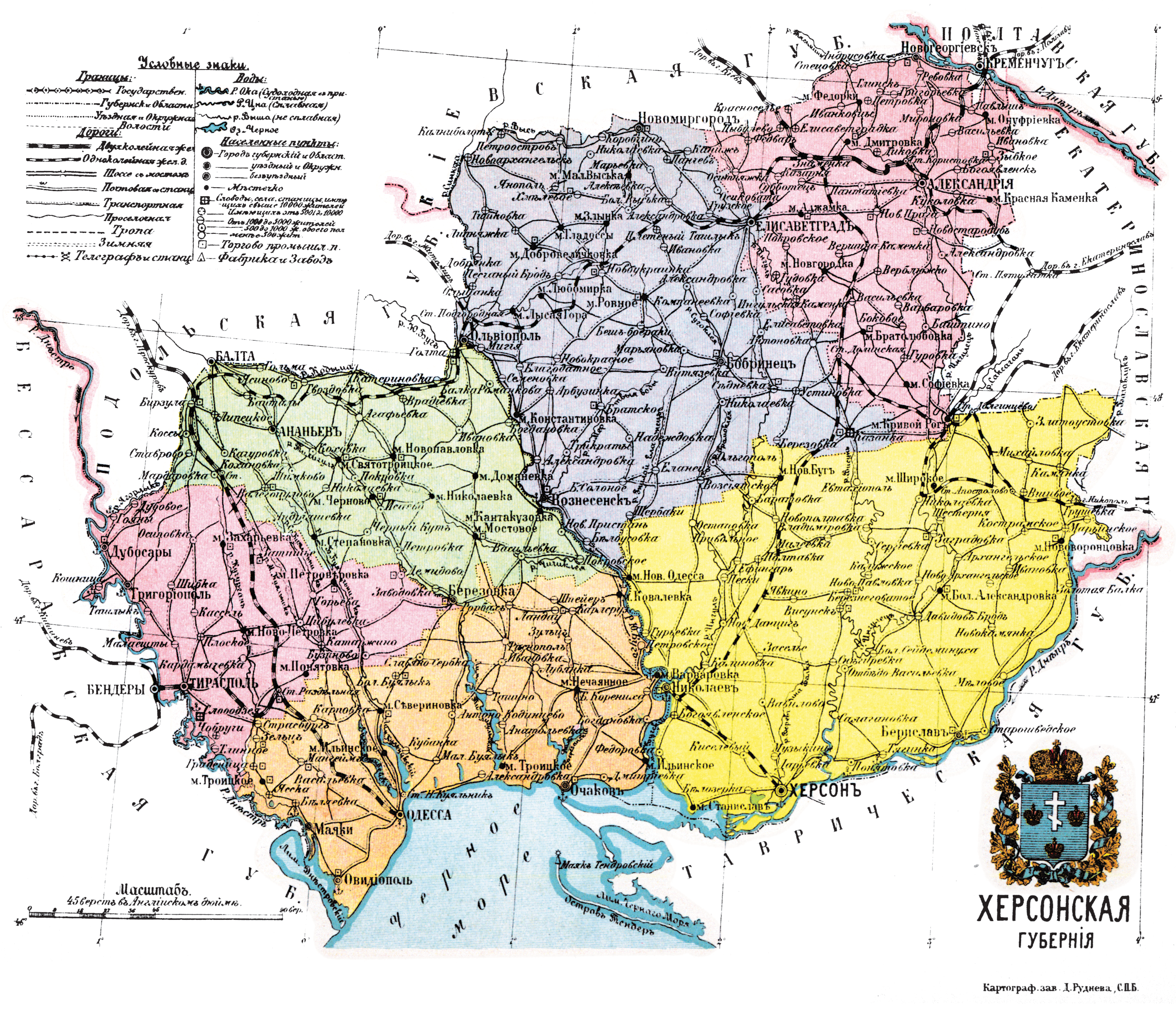
Тирасполь и Тираспольский уезд на карте Херсонской губернии Российской империи, 1913 год

27 января 1795 году поселение при крепости обрело статус города и получило наименование Тирасполь, от древнегреческого названия реки Днестр — Τύρας (Тирас). Тирасполь стал центром одноимённого уезда Новороссийской губернии.
В 1802 году Тираспольский уезд вошёл в состав Николаевской губернии, которая в 1806 году была переименована в Херсонскую.
В 1816 году в городе насчитывалось около 5,3 тыс. жителей, к концу первой половины XIX века — около 10 тыс.
С присоединением Бессарабии в 1812 году и формальным лишением её статуса автономии в 1828 году военное значение города снизилось. В 1835 году Тираспольская крепость была упразднена, но город продолжал развиваться, теперь уже в качестве уездного центра, выполняя преимущественно административные и торговые функции.

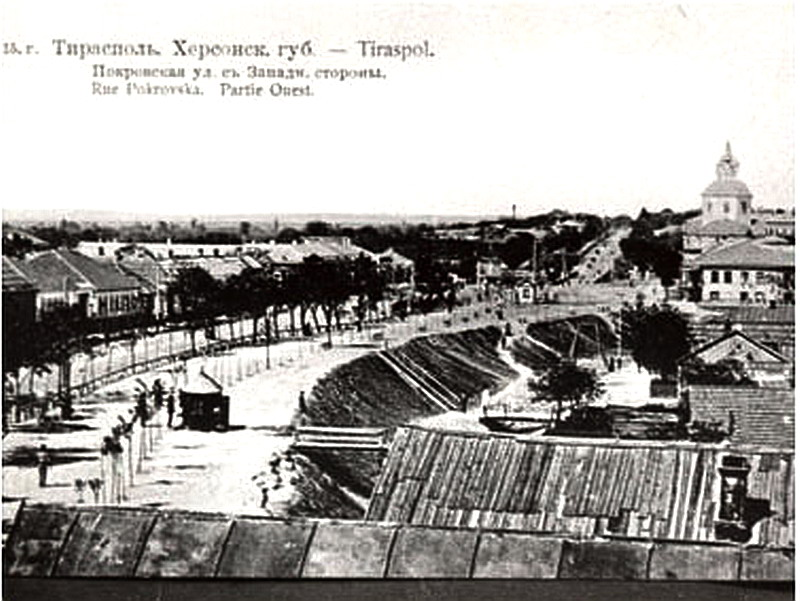
Покровская улица.
Конец XIX века

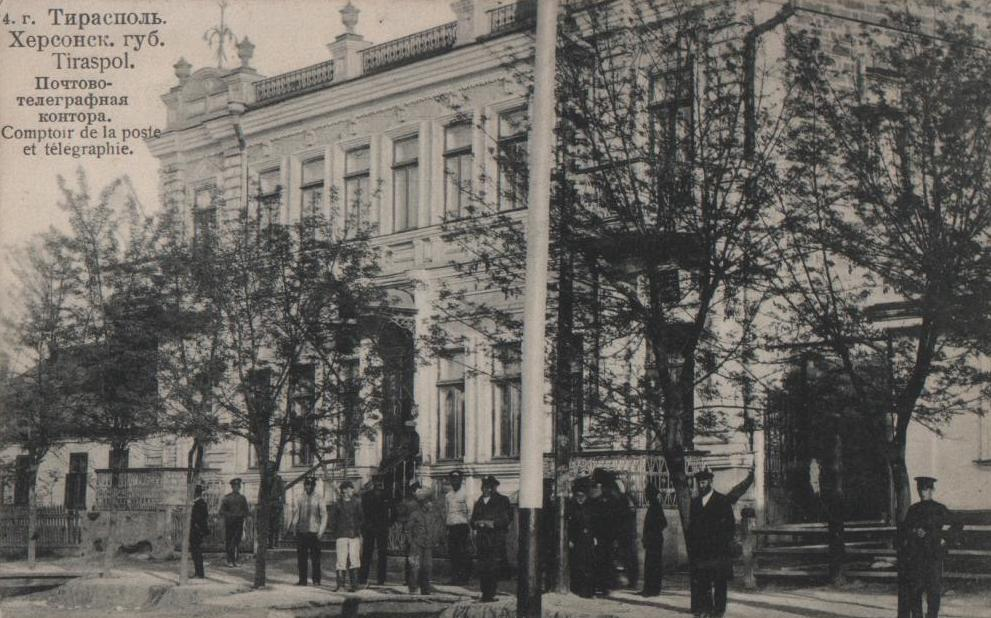
Почтово-телеграфная контора

В 1867 году была проложена железная дорога от станции Раздельная до Тирасполя, в результате открылось железнодорожное сообщение с Одессой. В 1873 году организовано железнодорожное сообщение между Тирасполем и Кишинёвом, благодаря чему значительно выросла торговля хлебом и вином, а также увеличилась сама территория города. Бо́льшая часть товаров продавалась здесь же, на трёх самых крупных торговых площадях (ярмарках) — Среднепостной, Вознесенской и Покровской. В 1898 году начал работу литейно-механический завод Карла Питча, на основе которого впоследствии образовался государственный механический завод, в дальнейшем — Завод литейных машин имени С. М. Кирова (позже стал называться ПО «Точлитмаш»).
В 1897 году в городе построен очистной склад, который скупал у населения виноматериал и изготавливал виноградную водку. C 1938 года предприятие начало производить коньячную продукцию, ставшую позднее узнаваемым брендом города (ныне это винно-коньячный завод «KVINT»).
В конце XIX — начале XX века в городе располагались 56-й пехотный Житомирский полк, 8-й драгунский Астраханский полк, 55-й пехотный Подольский полк, а также артиллерийские части и понтонный батальон.
На 1900 год в Тирасполе насчитывалось 28,9 тыс. жителей. В городе находились мужская и женская прогимназии, уездное училище, приходское училище, женское городское училище, а также ряд школ, включая две еврейских школы (так называемые хедеры). Работали типография, 4 библиотеки (при клубах), 4 книжных лавки. Функционировали земская больница, 2 аптеки и аптекарский склад. В Тирасполе имелись одна гостиница и семь постоялых дворов. Промышленная сфера была представлена небольшими производствами, среди них: 6 паровых мельниц, 3 лесопильни, 20 кузниц, 13 бондарных и 10 столярных мастерских, завод восковых свечей, табачная фабрика и др. Работал городской водопровод, действовала скотобойня. В городе проходили три ярмарки, работало 83 торговых предприятия. Существовали переправа через реку Днестр и пристань.

### XX век
Город начала XX века занимал центральную часть современного Тирасполя. Покровская улица была основной, здесь располагались административные и торговые учреждения, дома обеспеченных горожан. На северо-западной окраине размещались воинские казармы, на северо-восточной — железнодорожный вокзал. В то время в городе насчитывалось 31 тыс. жителей.
Первая мировая война приостановила развитие города. В ноябре 1915 года император Николай II устроил в Тирасполе смотр частям 7-й армии Юго-Западного фронта, командующим которой был генерал Д. Г. Щербачёв.
27 февраля 1917 года в России произошла буржуазно-демократическая революция, в результате которой появилось двоевластие: с одной стороны — Советы рабочих и солдатских депутатов, с другой — Временное правительство.
В Тирасполе первые Советы возникли 8 марта 1917 года, когда был образован Временный Совет рабочих депутатов Тираспольского уезда. А уже 12 марта 1917 года на постоянной основе начал работу Тираспольский городской совет рабочих депутатов, избравший на следующий день исполнительный комитет из семи человек. В Совет рабочих было избрано 15 депутатов. Спустя месяц после Октябрьской революции, 25 ноября 1917 года Исполнительный комитет и Совет крестьянских депутатов Тираспольского уезда избрали комиссаром Тираспольского уезда члена исполнительного комитета Владимира Шопунова. 11 января 1918 года в городе Тирасполе установлена советская власть.
В начале 1918 года Бессарабия была присоединена к Румынии, а река Днестр превратилась в демаркационную линию. На территории Одесской губернии создана Бессарабская советская социалистическая республика, которая прекратила своё существование под ударами польских интервентов осенью 1919 года.

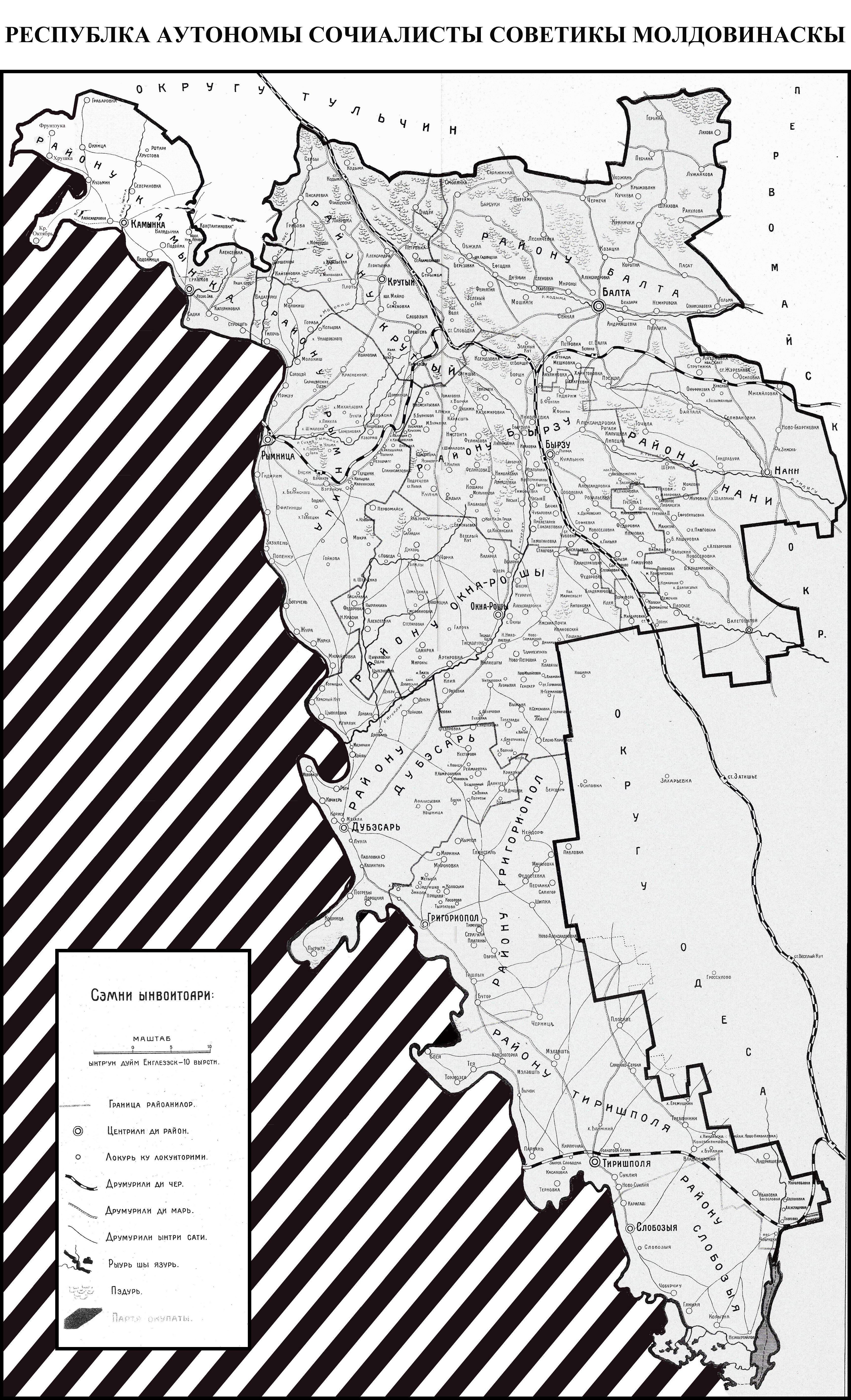
Тирасполь на карте Молдавской АССР (на молдавском языке) обозначен как Тиришполя, 1929 год

В феврале 1920 года в Тирасполе начался поход отряда войск ВСЮР под командованием генерала Н. Э. Бредова на соединение с польскими войсками. Весной 1920 года уезд неоднократно переходил из рук в руки, пока наконец кавалерийская бригада Г. И. Котовского не установила в городе власть большевиков. С 1924 по 1929 год столицей новообразованной Молдавской АССР (в составе Украинской ССР) был город Балта, а в 1929 году столицей автономии стал Тирасполь (на молдавском языке в это время город иногда упоминался под названием Тиришполя), который оставался ей до преобразования автономии в союзную республику в 1940 году.
В 1920—1930-е годы здесь были построены консервные заводы имени Первого Мая и имени Ткаченко. В 1930 году открыт Тираспольский институт народного образования — будущий Приднестровский университет, в 1932 году созданы Высшая коммунистическая сельскохозяйственная школа и Тираспольский институт овощеводства. В 1936 году начал работу городской театр, и тогда же сформировалась труппа Молдавского музыкально-драматического театра, создателем которого был Давид Гершфельд. В тот же период в Тирасполе создан хор «Дойна».
Во время Великой Отечественной войны румынские власти на захваченной территории между Днестром и Южным Бугом создали губернаторство Транснистрия, столицей которого с 10 августа по 16 октября 1941 года был Тирасполь (17 октября центр губернаторства перенесли в Одессу). В городе образован лагерь для советских военнопленных. Всего за время оккупации в Тирасполе погибло более четырёх тысяч человек.
Во время нацистской оккупации были убиты или депортированы в лагеря смерти большинство евреев Тирасполя (в 1926 году в городе проживало 6398 евреев — 29 % всего городского населения, имелось несколько синагог и две еврейские школы).
12 апреля 1944 года Тирасполь освобождён войсками 37-й армии 3-го Украинского фронта под командованием генерал-лейтенанта М. Н. Шарохина. К 40-летию Победы город был награждён орденом Отечественной войны первой степени за мужество и стойкость, проявленные его жителями в годы Великой Отечественной войны. За годы войны пять тираспольчан стали Героями Советского Союза: Михаил Аркадьевич Павлоцкий, Георгий Георгиевич Черниенко, Владимир Александрович Бочковский, Павел Андреевич Щербинко, Сергей Иванович Полецкий.
Первое послевоенное десятилетие продолжался восстановительный период, позже началось формирование новых отраслей — машиностроения и лёгкой промышленности. В 1964 году запущена Молдавская ГРЭС в Днестровске (посёлке-спутнике Тирасполя). Новые промышленные предприятия размещались в основном в специально оборудованных зонах, преимущественно севернее железной дороги, в так называемом Кировском промышленном узле. Одним из первых заводов данного района в 1959 году стал НП ЗАО «Электромаш», а в 1960 году — «Молдавизолит». В ноябре 1967 года в Тирасполе было открыто троллейбусное движение.

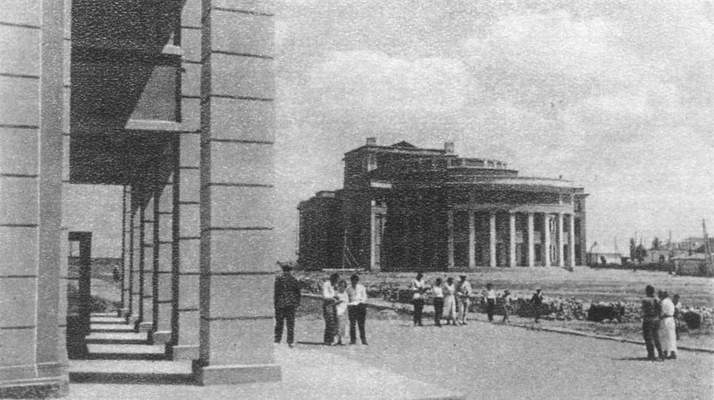
Театральная площадь
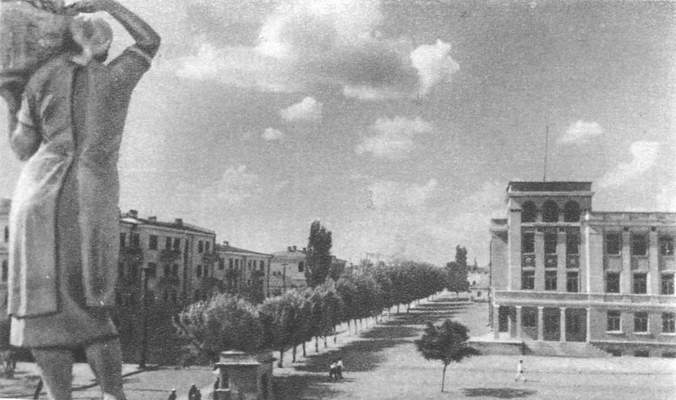
Улица Ленина
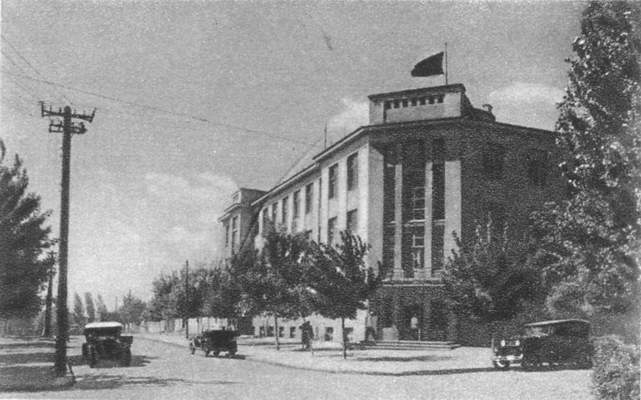
Переулок Днестровский

Ускоренное промышленное развитие изменило облик города. Уже к 1970 году численность населения Тирасполя превысила 100 тыс. человек; также увеличивалась площадь территории города: в городскую черту включили близлежащие сёла — Колкотовая Балка (в 1957 году), Закрепостная Слободка (в 1960 году). В 1973 году в Тирасполе было построено крупное текстильное предприятие — ныне ЗАО «Тиротекс». В 1979 году в центре города установлен бронзовый девятиметровый памятник А. В. Суворову, который стал одним из самых известных символов города Тирасполя и всего Приднестровья.
Тирасполь динамично развивался вплоть до конца 1980-х годов. Высокие темпы промышленного производства, строительство новых индустриальных и инфраструктурных объектов способствовали притоку населения, как из других районов Молдовы, так и из России и с Украины. По итогам последней переписи населения Молдавской ССР в 1989 году на территории, подчинённой Тираспольскому городскому совету (куда входили также посёлок Новотираспольский, город Днестровск и село Кременчуг) проживало более 200 тыс. человек.
12 декабря 1988 года в Тирасполе появилось первое в Приднестровье совместное предприятие «Старемо», учредителями которого выступили производственное швейное объединение имени 40-летия ВЛКСМ (51 %) и бразильская фирма «Старуп С. А.» (49 %). Предприятие занималось совместной разработкой и организацией производства швейных изделий.

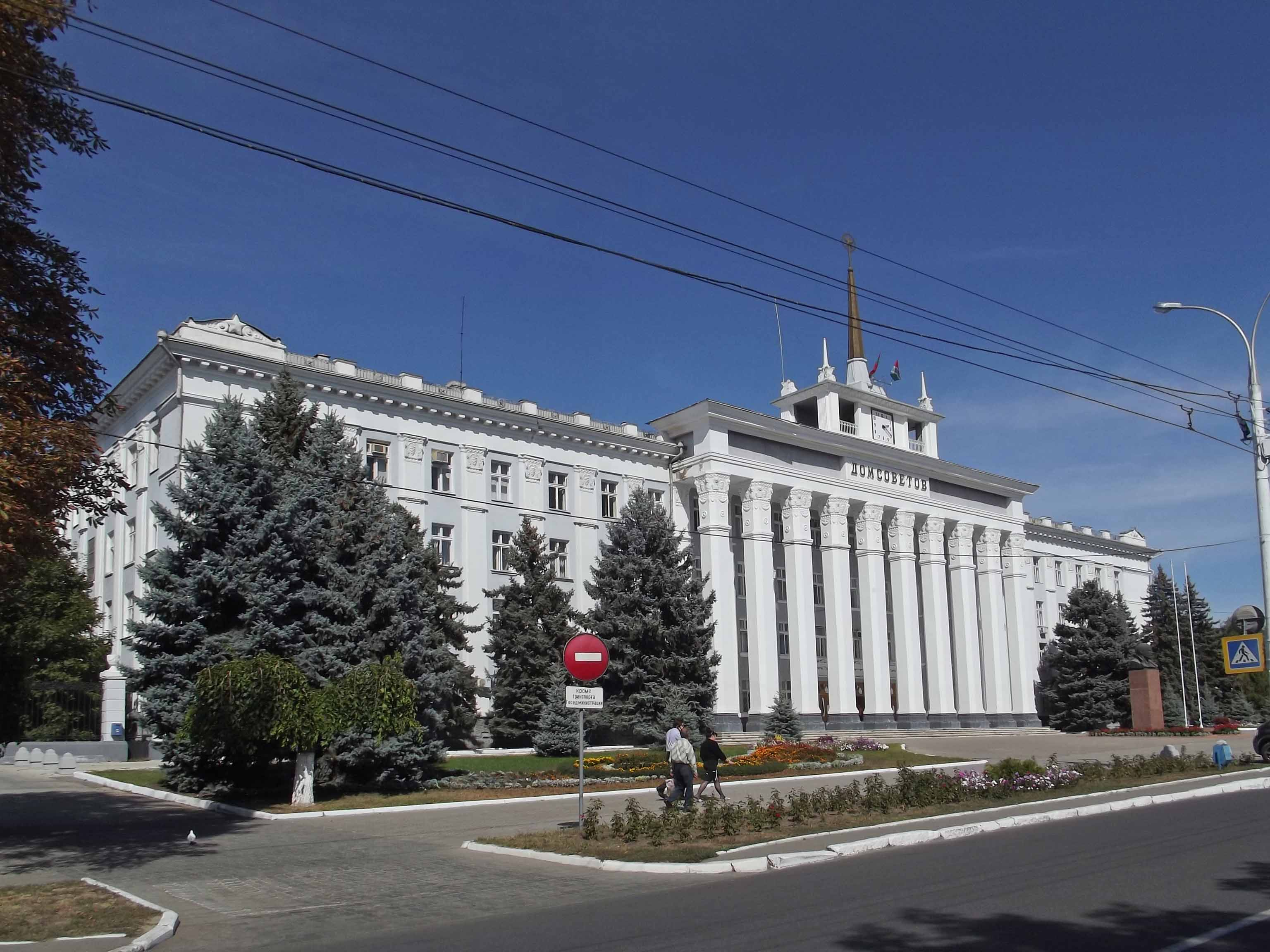
Дом Советов
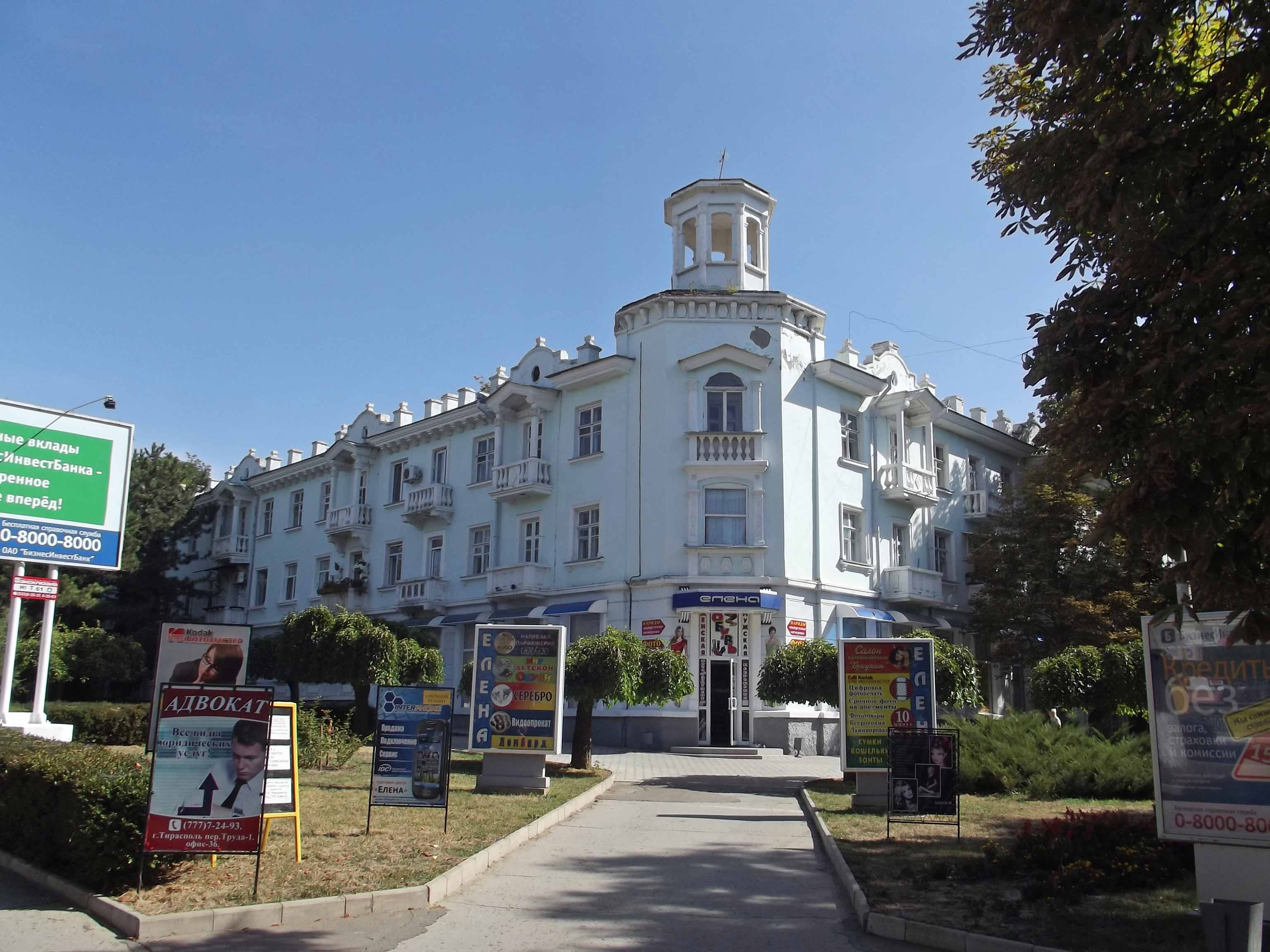
Жилой дом
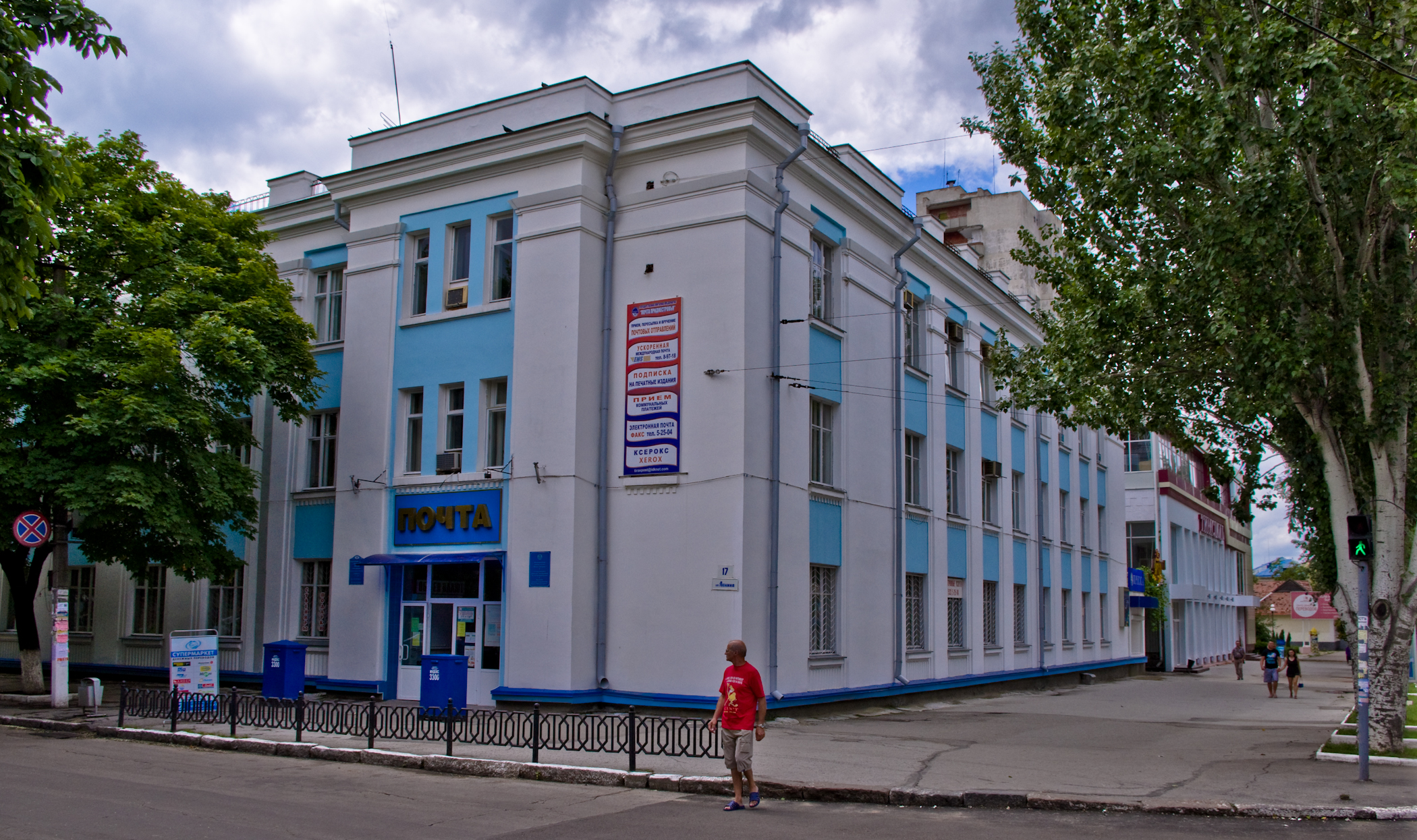
Центральное отделение ГУП «Почта Приднестровья»

### Во время ПМР
2 сентября 1990 года в Тирасполе была провозглашена Приднестровская Молдавская Республика. Согласно её конституции (раздел I, статья 13), Тирасполь является столицей республики. За короткий промежуток времени произошло переподчинение различных структур новому правительству, созданы собственные органы управления, независимые от Республики Молдова. Военный конфликт 1992 года усугубил тяжёлое социально-экономическое положение Приднестровья. Международного признания Приднестровская Молдавская Республика не получила.
В 1994 году в городе проходил III Международный кинофестиваль славянских и православных фильмов «Золотой Витязь», а в 1995 и 1996 годах I и II Международный кинофестиваль «Белый Аист».
В августе 2000 года на западе столицы Приднестровья началось строительство спортивного комплекса «Шериф». В июне 2002 года была введена в эксплуатацию главная арена — футбольный стадион, рассчитанный на 13 300 сидячих зрительских мест, а в сентябре того же года открылась Малая арена на 9300 зрителей. В 2005 году город стал членом Международного Черноморского Клуба.
В 2006 году холдинг «Шериф» построил комплекс «Акватир» по выращиванию и промышленной переработке осетровых рыб, в том числе и по производству натуральной чёрной икры. Летом того же года в городе произошло два взрыва в общественном транспорте, которые унесли жизни 10 человек, больше 30 получили ранения различной степени тяжести. По версии следствия, взрывы не являлись террористическими актами и не были связаны между собой.
В сентябре 2006 года Тирасполь вступил в Международную ассамблею столиц и крупных городов (МАГ).
В июне 2008 года в Тирасполе открылся ледовый комплекс «Снежинка».
В феврале 2013 года на территории спортивного комплекса «Шериф» был открыт пятидесятиметровый крытый бассейн. В том же году под эгидой АНО «Евразийская интеграция» в городе началось строительство и реконструкция ряда социальных объектов: корпуса детской клинической больницы в составе Центра матери и ребёнка, нового корпуса медицинского факультета ПГУ имени Т. Г. Шевченко, Онкологического центра с отделением лучевой и химиотерапии, детского сада ГУ «Республиканский молдавский теоретический лицей-комплекс имени Д. Кантемира». В октябре 2013 года в микрорайоне «Кировский» было открыто двухэтажное здание культурно-досугового центра «Мир», в котором работают филиалы библиотеки и музыкальной школы имени Чайковского, а также кружки, коллективы, студии, клубы по интересам для людей старшего поколения. В декабре 2013 года площадь Тирасполя увеличилась на 1 га, за счёт земельного участка в районе улицы Мира 50 и переулка Вишнёвого.
Весной 2014 года начались работы по реставрации порохового погреба бастиона Святого Владимира, которые закончились 14 октября этого же года. В одной части погреба развёрнута экспозиция, посвящённая истории Тираспольской крепости, а в другой обустроена церковь.
В ближайшие годы в состав Тирасполя войдёт три села Слободзейского района — Суклея, Ближний Хутор и Терновка.
В феврале 2015 года был открыт культурно-спортивный комплекс «Юбилейный», который расположен в микрорайоне «Западный», а в марте был открыт супермаркет украинской компании «Фуршет». В этом же году был заложен Парк Дружбы, который займёт территорию площадью 8,46 гектаров при въезде в город со стороны Бендер, впоследствии парк станет дендропарком и маточником для питомника.
В сентябре 2017 года в Тирасполе открыто Суворовское училище, на территории которого установлен бюст А. В. Суворову.
2 сентября 2019 года в центре города напротив кинотеатра «Тирасполь» открыт «поющий фонтан».
К 30-летию Приднестровской Молдавской республики, 1 сентября 2020 года в центре города открыт Екатерининский парк, который включает в себя территорию, начиная от входа на «Зелёный рынок» и заканчивая набережной реки Днестр.
Весной 2022 года началось строительство Музейного квартала, который будет расположен по улице 25 Октября и отражать историю Приднестровья начиная с древнейших времён и до сегодняшних дней. По просьбам жителей в 2024 году началось строительство сквера «Южный».

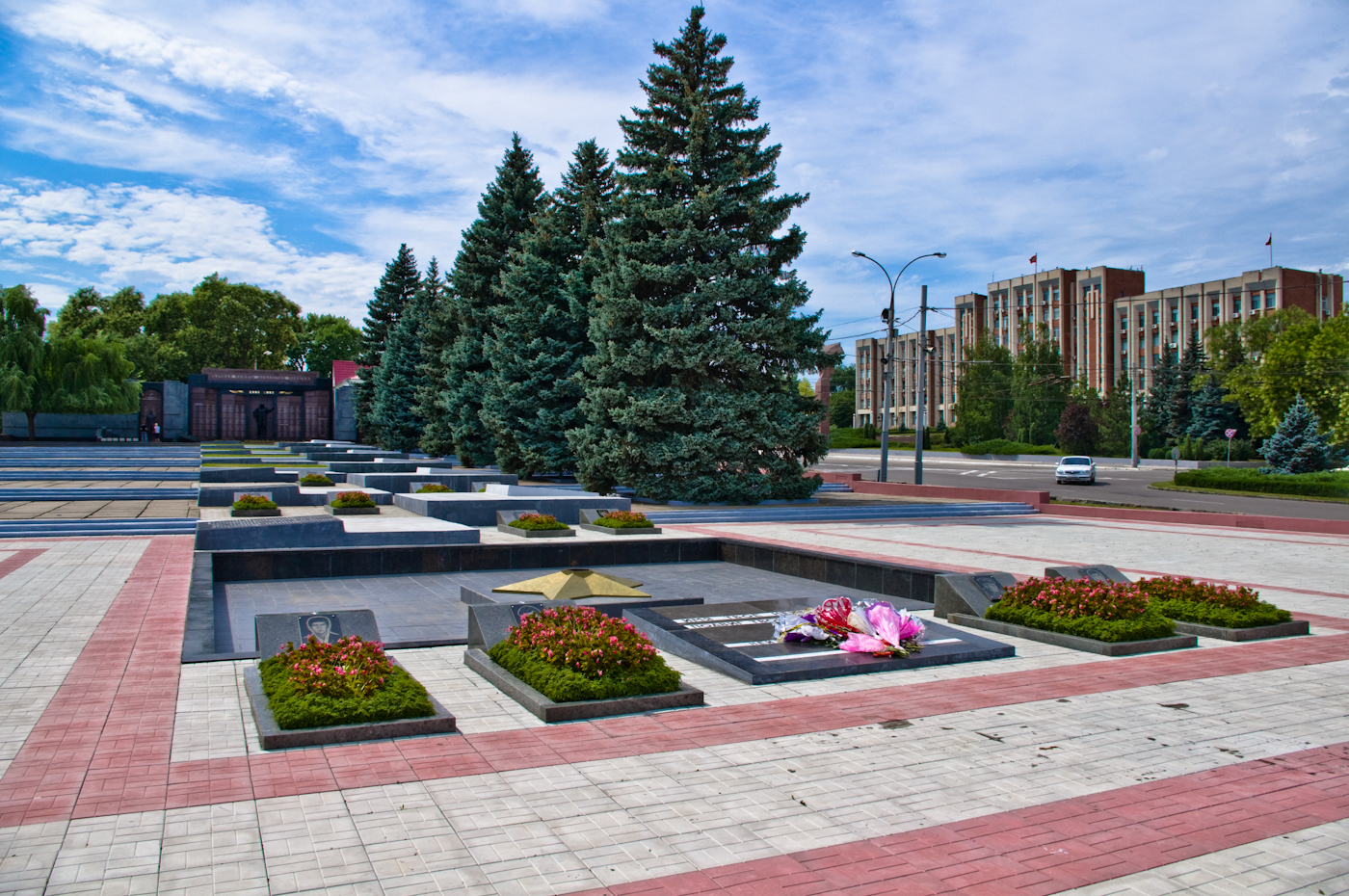
Мемориал Славы
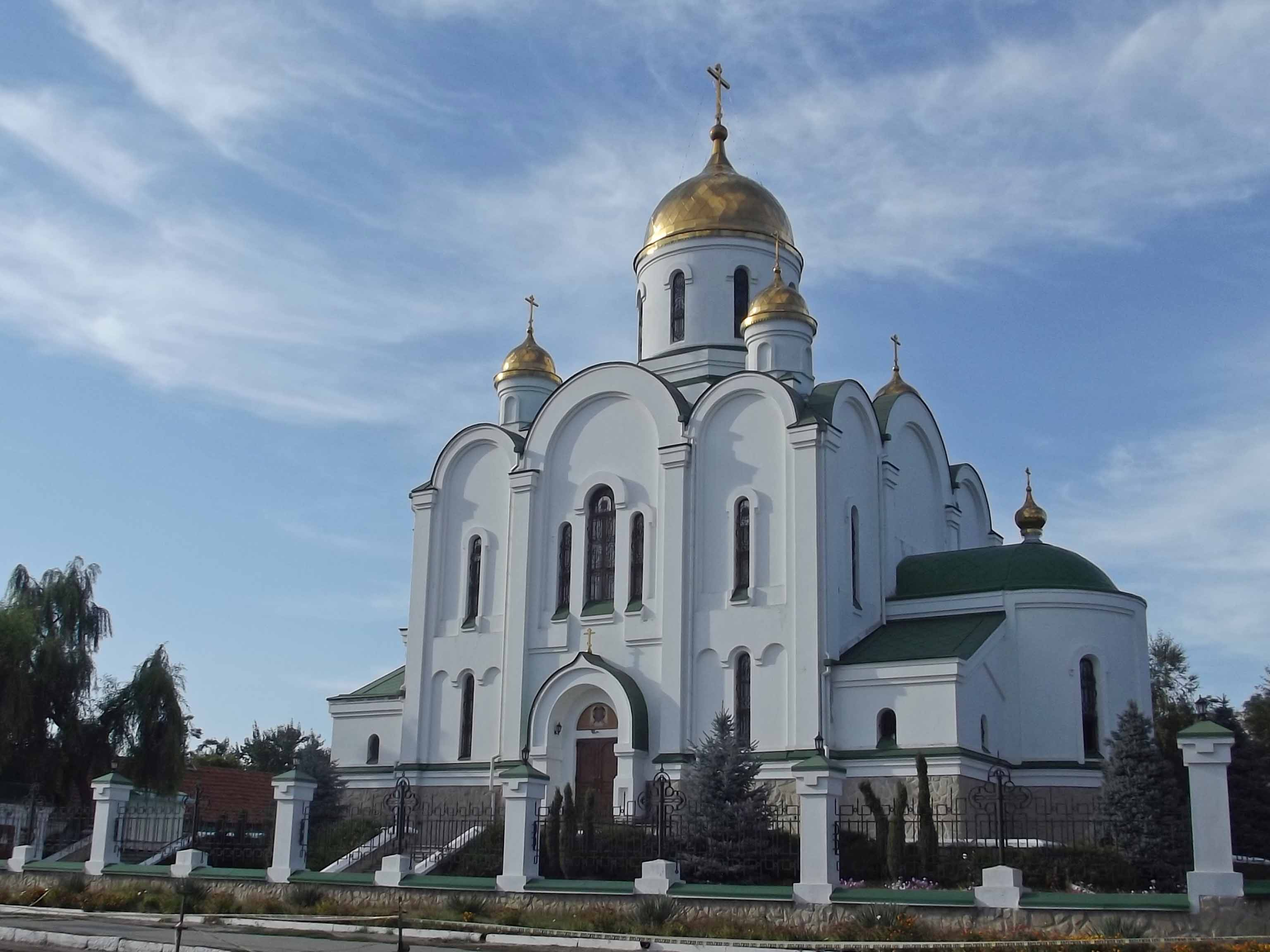
Собор Рождества Христова
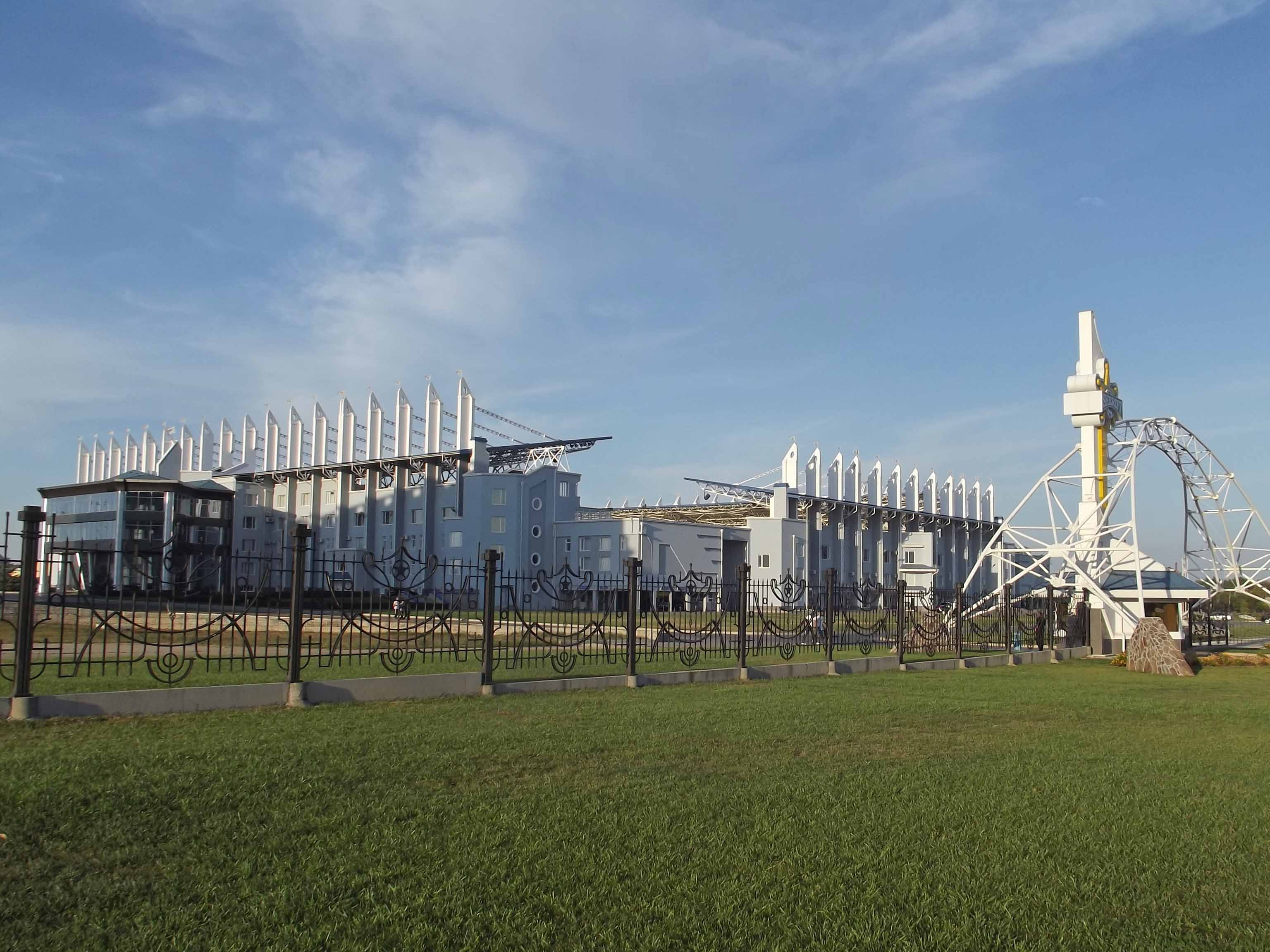
Спорткомплекс «Шериф»
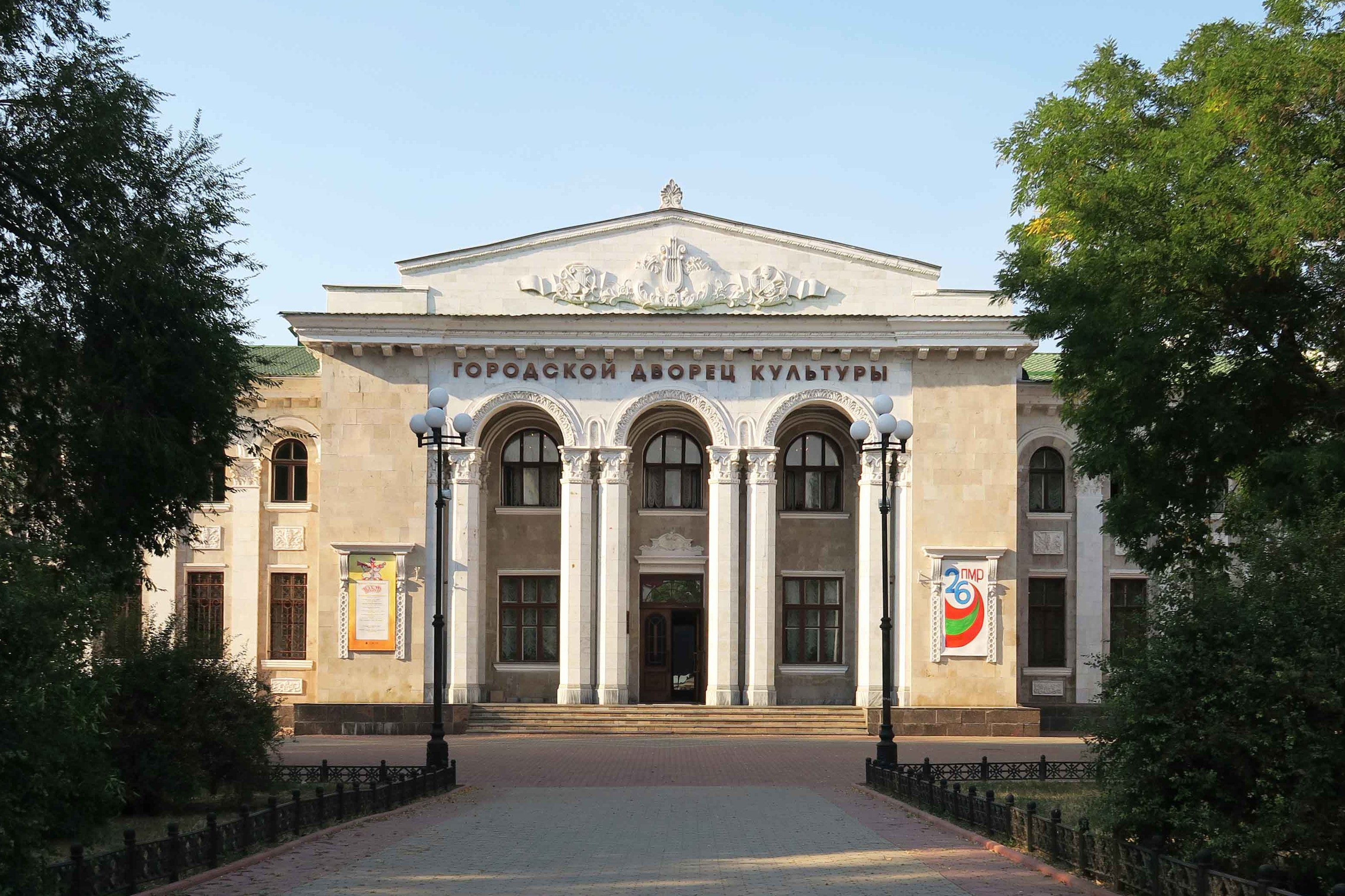
Городской Дом культуры

## Органы власти
После распада СССР и образования Приднестровской Молдавской Республики городом стали управлять глава государственной администрации и Совет местных депутатов. Главу администрации города назначает президент Приднестровья. В настоящее время главой города является Олег Довгопол, который был назначен мэром города 23 декабря 2016 года. Долгое время мэром города являлся Виктор Костырко (2002—2011 годы).
Совет народных депутатов города Тирасполь, избирается жителями на местных выборах по одномандатным округам сроком на пять лет. Данный орган, состоящий из 49 депутатов (46 — от Тирасполя и 3 — от Днестровска), возглавляется председателем совета депутатов (по состоянию на январь 2016 года — Альбина Иванова). Последние выборы в Совет народных депутатов состоялись 29 ноября 2015 года.

### Главы города
- Пасиковский, Александр Игнатьевич (1950—1953), председатель горисполкома
- Соловьёва, Валентина Сергеевна (1963—1964), 1-й секретарь Тираспольского городского комитета (горкома) Коммунистической партии Молдавии (КПМ)
- Петрик, Павел Петрович (1964—1972), 1-й секретарь Тираспольского горкома КПМ
- Соломко, Франц Михайлович (1972—1978), 1-й секретарь Тираспольского горкома КПМ
- Шапа, Пётр Иванович (1978—1980), 1-й секретарь Тираспольского горкома КПМ
- Мокану, Александр Александрович (1980—1985), 1-й секретарь Тираспольского горкома КПМ
- Костырко, Виктор Иванович — с 1 февраля 2002 года по 30 декабря 2011 года
- Безбабченко, Андрей Иванович — с 24 января 2012 года по 28 сентября 2016 года
- Данилюк, Сергей Валерьевич — с 28 сентября по 22 декабря 2016 года
- Довгопол, Олег Анатолиевич — с 23 декабря 2016 года по 1 ноября 2021 года
- Горох, Геннадий Дмитриевич — с 2 ноября по 29 декабря 2021 года (и. о.)
- Довгопол, Олег Анатолиевич — с 29 ноября 2021 года по 20 ноября 2024 года
- Тюряева, Илона Петровна — с 21 ноября 2024 года

## Физико-географическая характеристика
Город расположен на южной окраине Восточно-Европейской равнины в степной зоне. Его географические координаты — 46°50` северной широты и 29°37` восточной долготы. Расстояние от Тирасполя до Одессы приблизительно 105 км, до Кишинёва — 75 км.
Тирасполь находится в основном на левом берегу реки Днестр, в 90 км от её впадения в Днестровский лиман. Максимальное его возвышение над уровнем моря — 70 м (Октябрьский микрорайон). Город занимает территорию в 153,02 км², также городским властям подчинены город Днестровск (его площадь — 1481 гектар) и село Кременчуг (2298 гектаров). Тирасполь разделён на 11 микрорайонов: Октябрьский, Центр, Западный, Текстильщики, Кировский, Нахаловка, Красные Казармы, Белые Казармы, Кирпичная Слободка, Бородинка и Южный. В состав города также входят посёлок Ново-Тираспольский и сёла Суклея и Ближний Хутор.

### Природа

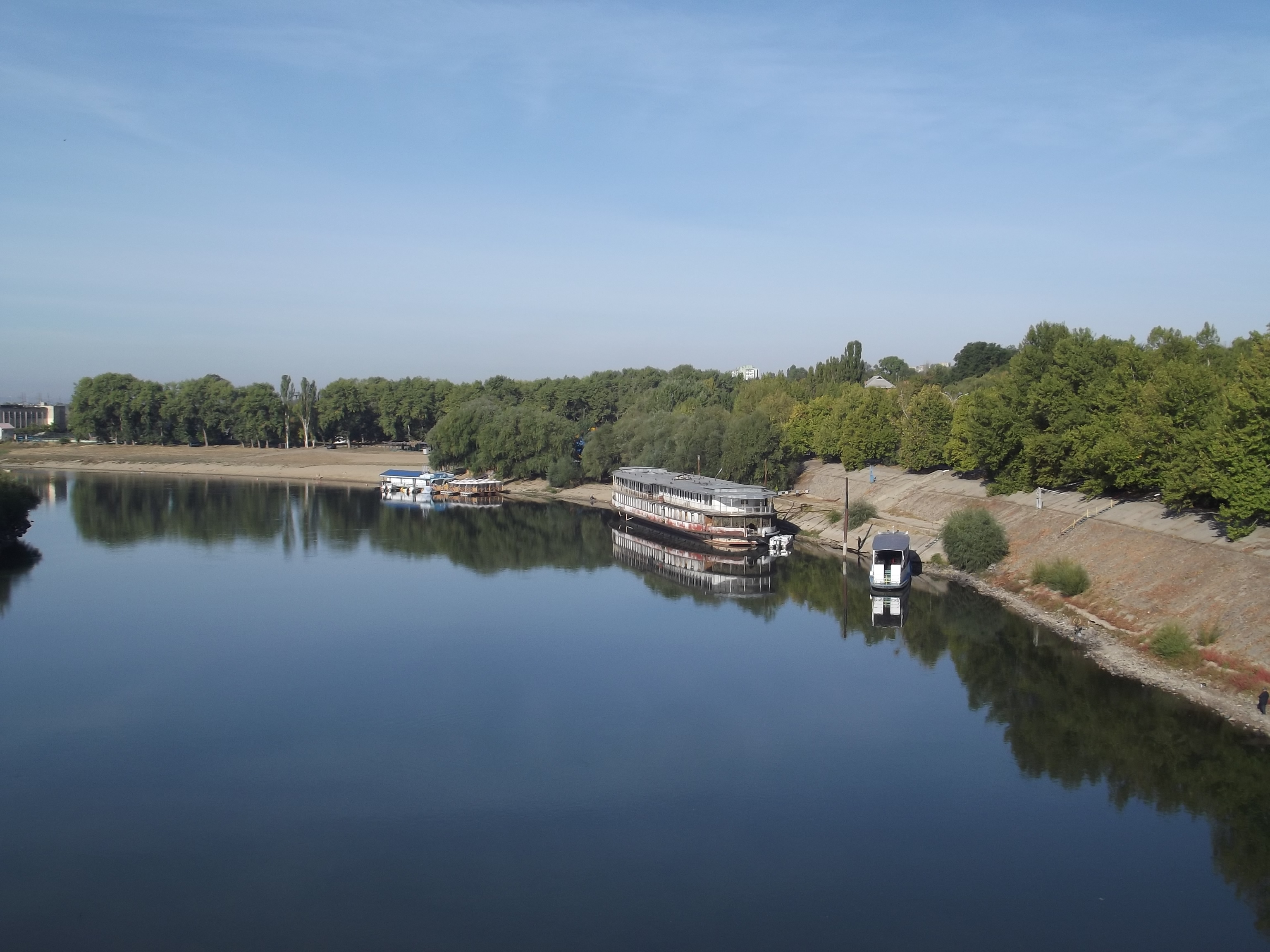
Вид на Днестр

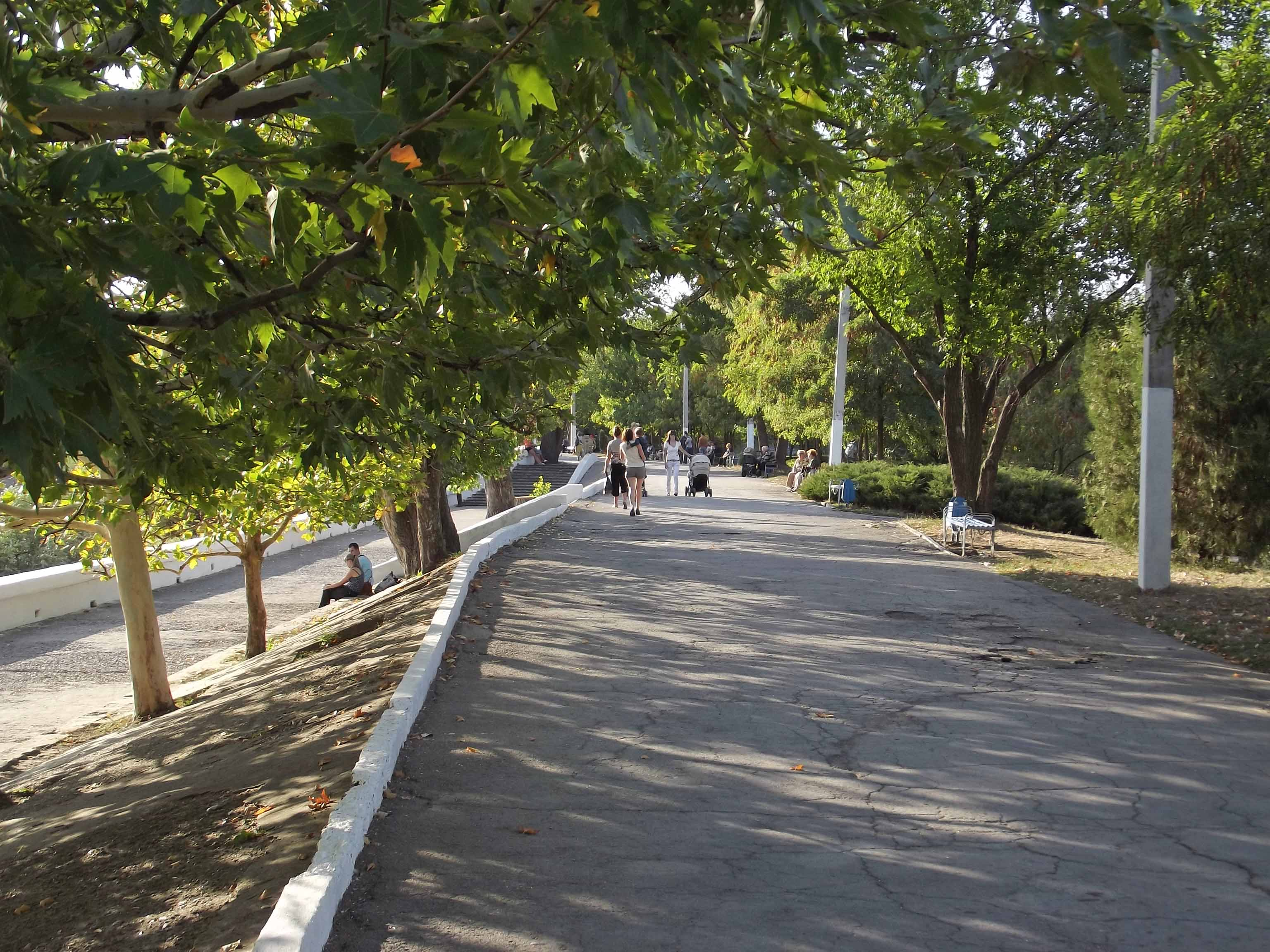
Набережная Днестра в центре города

Склоны долины реки Днестр в районе Тирасполя пологие, слаборасчленённые, реже обрывистые. Поверхность террас рассекают овраги и балки. Самая большая из них — Колкотовая балка, проходящая в восточной части города, длиной около 10 км. По дну балки течёт ручей с местным названием — Гапчучка (официальное название — ручей Светлый), впадающий в Днестр у села Суклея. Берега ручья заболочены, заросли камышом и осокой. В верхней части балки, на её левом склоне, ранее разрабатывался песчано-гравийный карьер. Его заброшенные участки имеют обнажённые уступы, которые размываются и разрушаются дождевыми водами, в результате чего образовались большие и глубокие промоины, позволившие обнаружить большое количество древних окаменелостей.
Через центральную часть города в направлении с северо-запада на юго-восток проходит балка Красный Яр длиной около 5 км. От места пересечения балки с железнодорожным полотном по её дну течёт небольшой ручей. В нижней части он заключён в железобетонный лоток, который впадает в Днестр, а дно балки засыпано и застроено. На старых фотографиях можно увидеть мост через этот ручей на месте нынешней площади Суворова.
Река Днестр в районе Тирасполя сильно петляет и разрезает пойму левого берега на две части. Для защиты поймы от паводковых вод её берега были обвалованы, а на участке от гостиницы «Аист» до городского пляжа тщательно укреплены; здесь же построена набережная.
В окрестностях города расположен пойменный Кицканский лес, состоящий из тополя, ивы, дуба черешчатого, клёна татарского, вяза с подлеском из ежевики, свидины, боярышника, бересклета, бузины. На правом берегу реки напротив городской набережной находится лес, в котором вдоль берегов Днестра построены летние пансионаты и детские оздоровительные лагеря.
Из-за высокой освоенности территории естественная растительность занимает в настоящее время лишь небольшие площади. Кроме Кицканского леса, она сохранилась в пойме в виде очагов луговой растительности из клевера, вязеля, щавеля и участков степной растительности из ковыля, шалфея, чабреца, астрагала в северо-западной части города вокруг аэродрома.

### Климат
Климат в Тирасполе благоприятный. Зима — короткая, длится примерно 80 дней. Снежный покров неустойчив из-за частых оттепелей, его мощность редко превышает 20 см. Резкие понижения температур непродолжительны — от трёх до пяти дней. Весна в Тирасполе ранняя, устойчивый переход среднесуточных температур через 0 °C наблюдается в начале марта. С десятых чисел мая до двадцатых чисел сентября в Тирасполе среднесуточная температура обычно выше 20 °C, и господствует летняя погода. Осенний период продолжается 75—80 дней. Для него характерны первые заморозки в октябре, реже — в начале ноября.

Улица города зимой
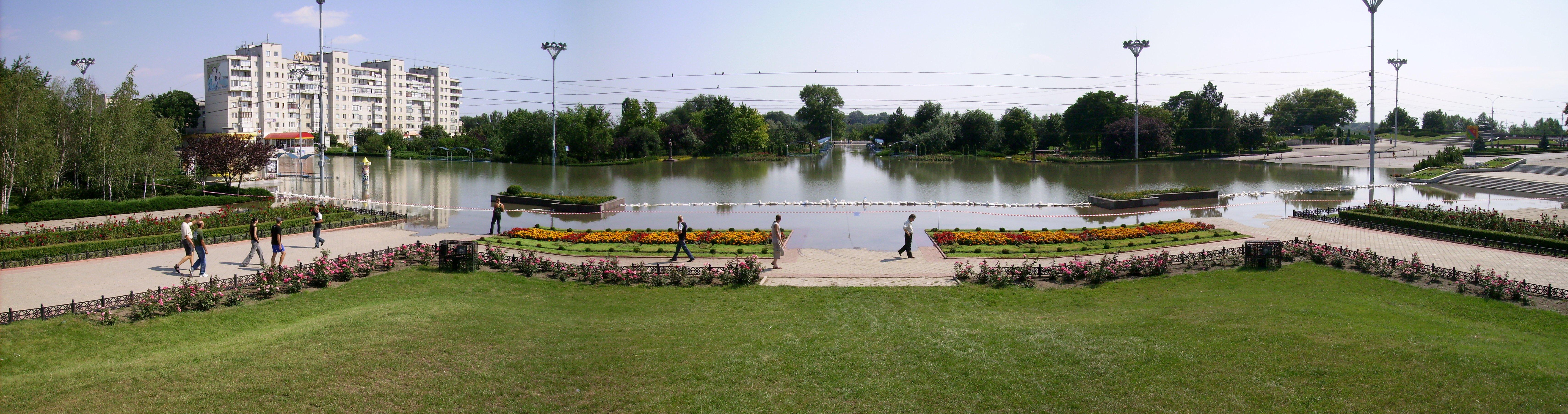
Панорама затопленной площади Суворова
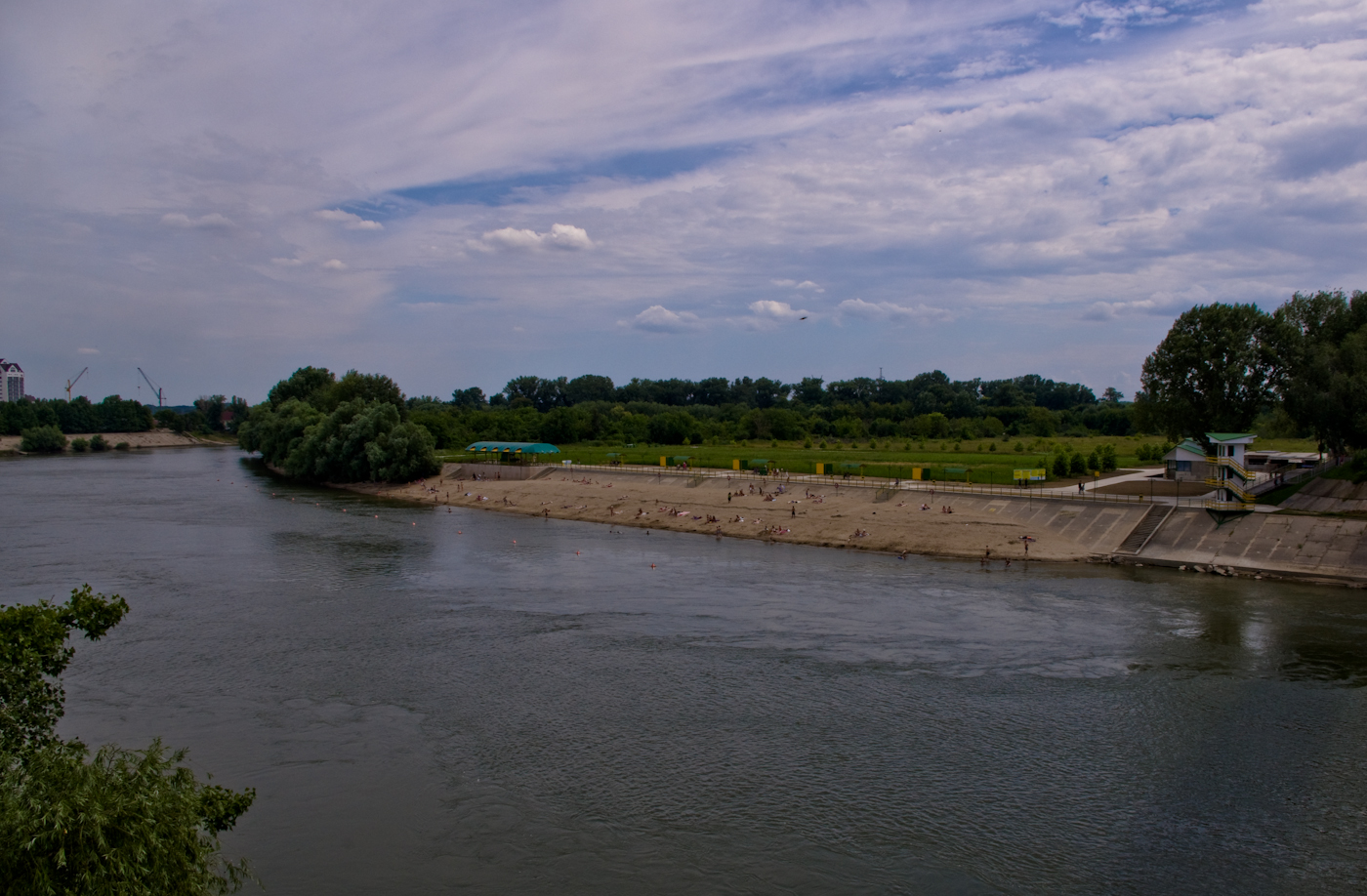
Тираспольский пляж

Среднемесячная температура самого жаркого месяца июля — +22 °C, самого холодного — января −3,0 °C. Среднегодовая температура — +9,6 °C. Абсолютный максимум — +41 °C, абсолютный минимум — −30 °C. Продолжительность безморозного периода в году составляет 210—220 дней. В целом годовой ход температур характеризуется стабильностью, отсутствием резких перепадов.
Общая циркуляция атмосферы характеризуется преобладанием антициклональной погоды в летнее время, циклональной в течение холодного периода с преобладанием ветров северо-западного направления. Ясная солнечная погода для города — обычное явление.
| Показатель                    | Янв. | Фев. | Март | Апр. | Май  | Июнь | Июль | Авг. | Сен. | Окт. | Нояб. | Дек. | Год  |
| ----------------------------- | ---- | ---- | ---- | ---- | ---- | ---- | ---- | ---- | ---- | ---- | ----- | ---- | ---- |
| Средний суточный максимум, °C | 0,7  | 2,3  | 7,8  | 16,5 | 22,5 | 25,8 | 27,4 | 27,3 | 23   | 16,1 | 8,6   | 3,3  | 15,1 |
| Средний суточный минимум, °C  | −6,1 | −4,3 | −0,7 | 5,1  | 10,3 | 13,8 | 15,5 | 14,7 | 10,3 | 5,3  | 1,3   | −2,8 | 4,7  |
| Норма осадков, мм             | 33   | 35   | 28   | 35   | 52   | 72   | 63   | 49   | 38   | 26   | 36    | 38   | 504  |
| Источник: worldweather.org    |      |      |      |      |      |      |      |      |      |      |       |      |      |

## Население

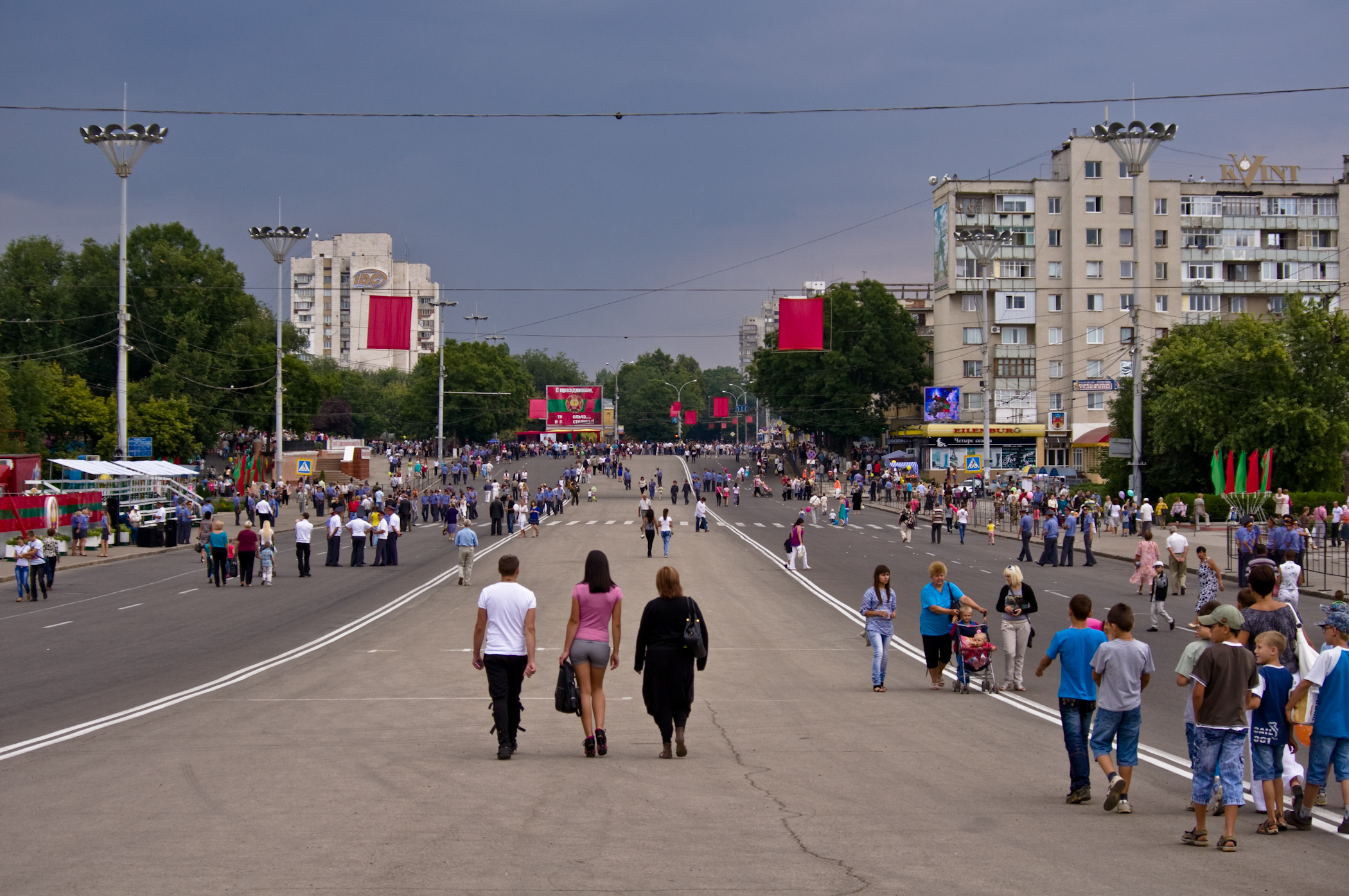
Празднование дня независимости ПМР на площади Суворова.
2 сентября 2011 года

Тирасполь — третий по величине город в Молдове (после Кишинёва и Бельц) и крупнейший в Приднестровье. Согласно данным переписи населения, проведённой в ПМР в ноябре 2004 года, население Тирасполя составило 144 199 человек (с подчинёнными населёнными пунктами — 159 163 человека), в том числе:
- городское население — 158 069 человек, из них:
  - город Тирасполь — 144 199 человек,
  - город Днестровск — 12 382 человека,
  - посёлок городского типа Ново-Тираспольский (ныне вошёл в состав города Тирасполя) — 1488 человек,
- сельское население — 1094 жителя села Кременчуг, расположенного на правом берегу Днестра, но административно подчинённого государственной администрации Тирасполя.

Из общей численности населения мужчин было 72 240 человек (45,4 %), женщин — 86 923 человека (54,6 %).
По данным государственной службы статистики ПМР, население города на 1 января 2014 года составило 133 807 человек; с подчинёнными населёнными пунктами — 145 332 человека (на 1 января 2019 года — 137 016 человек), в том числе:
- городское население — 144 243 человека
  - город Тирасполь — на 1 января 2019 года — 127 тыс. человек
  - город Днестровск — 10 436 человек
- сельское население (село Кременчуг) — 1089 человек.

Ввиду относительно высокой плотности населения на юге Приднестровья и фактического отсутствия границ между Тирасполем и окрестными населёнными пунктами уместно говорить о Тираспольско-Бендерской агломерации с населением около 350 тыс. человек. На юге Тирасполь граничит с крупным (с населением более 10 тыс. человек и с многоэтажной застройкой) селом Суклея, слившимся с городом ещё в 1980-е годы.
Города Тирасполь и Бендеры, о реальном объединении которых уже много лет ведутся дискуссии, составляют единую систему с интенсивными производственными, транспортными и культурными связями. В частности, их соединяет единая троллейбусная система. Между городами также курсирует общее для Тирасполя и Бендер маршрутное такси № 20. В Бендерах расположены филиалы учебных заведений Тирасполя, в том числе — Приднестровского государственного университета. Для Тирасполя и Бендер характерна маятниковая миграция населения.
Единая транспортная система (автобусы и маршрутные такси) связывает Тирасполь с сёлами Суклея, Карагаш, Терновка, а также с десятками других близлежащих населённых пунктов.

### Национальный состав и гражданство
Этнический состав населения города Тирасполя, согласно данным переписи 2004 года, характеризовался преобладанием русских — 43,4 % и украинцев — 34,4 %. Молдаване составляли 15,9 % населения, а представители других национальностей (в основном болгары, гагаузы, белорусы, немцы, евреи и армяне) — 6,3 %. При этом в 1926 году население города достигало 29,7 тыс. человек, из них русских было 55 %, евреев — 29 %, украинцев — 12 %, молдаван — 1 %.
Национальный состав населения (по переписи населения 2004 года):
| Национальность            | Тирасполь (горсовет) | % от всего | % от указав- ших | Тирасполь (город) | % от всего | % от указав- ших |
| ------------------------- | -------------------- | ---------- | ---------------- | ----------------- | ---------- | ---------------- |
| Русские                   | 66 281               | 41,64      | 43,43            | 60 679            | 41,65      | 43,43            |
| Украинцы                  | 52 481               | 32,97      | 34,39            | 48 888            | 33,56      | 34,99            |
| Молдаване                 | 24 205               | 15,21      | 15,86            | 21 161            | 14,52      | 15,15            |
| Болгары                   | 2461                 | 1,55       | 1,61             | 2319              | 1,59       | 1,66             |
| Гагаузы                   | 1995                 | 1,25       | 1,31             | 1927              | 1,32       | 1,38             |
| Белорусы                  | 1727                 | 1,09       | 1,13             | 1538              | 1,06       | 1,10             |
| Немцы                     | 723                  | 0,45       | 0,47             | 634               | 0,44       | 0,45             |
| Евреи                     | 573                  | 0,36       | 0,38             | 563               | 0,39       | 0,40             |
| Другие                    | 2170                 | 1,36       | 1,42             | 1993              | 1,37       | 1,43             |
| Указали национальность    | 152 616              | 95,89      | 100,00           | 139 702           | 95,89      | 100,00           |
| Не указали национальность | 6547                 | 4,11       |                  | 5985              | 4,11       |                  |
| Всего                     | 159 163              | 100,00     |                  | 145 687           | 100,00     |                  |

Согласно данным переписи 2004 года, 90,4 % жителей города приняли гражданство ПМР, при этом часть из них одновременно являлась гражданами следующих государств: Республики Молдова — 16,2 %, Российской Федерации — 16,1 %, Украины — 12,4 %.

### Динамика
Динамика численности населения Тирасполя

## Экономика

### Финансовые услуги
В городе расположен Приднестровский республиканский банк, а также ряд коммерческих банков: ЗАО «Приднестровский сберегательный банк», ЗАО «Агропромбанк», ОАО «Эксимбанк».
В 2005 году создан Тираспольский монетный двор, который занимается чеканкой всех видов приднестровских монет.
Кроме того, в городе находится НП «Приднестровская фондовая биржа», на которой проводятся торги акциями приватизированных государственных предприятий.

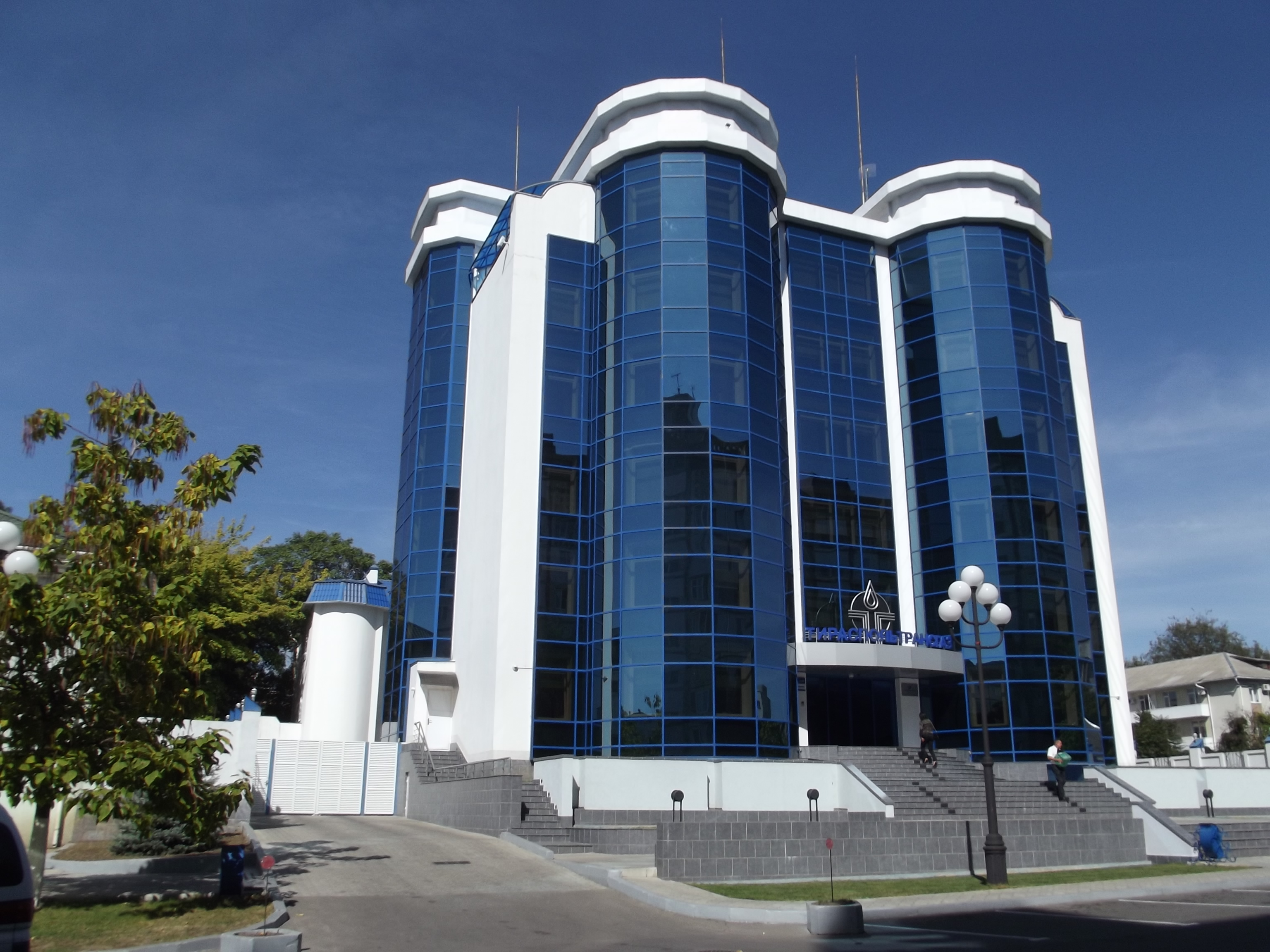
ООО «Тираспольтрансгаз-Приднестровье»
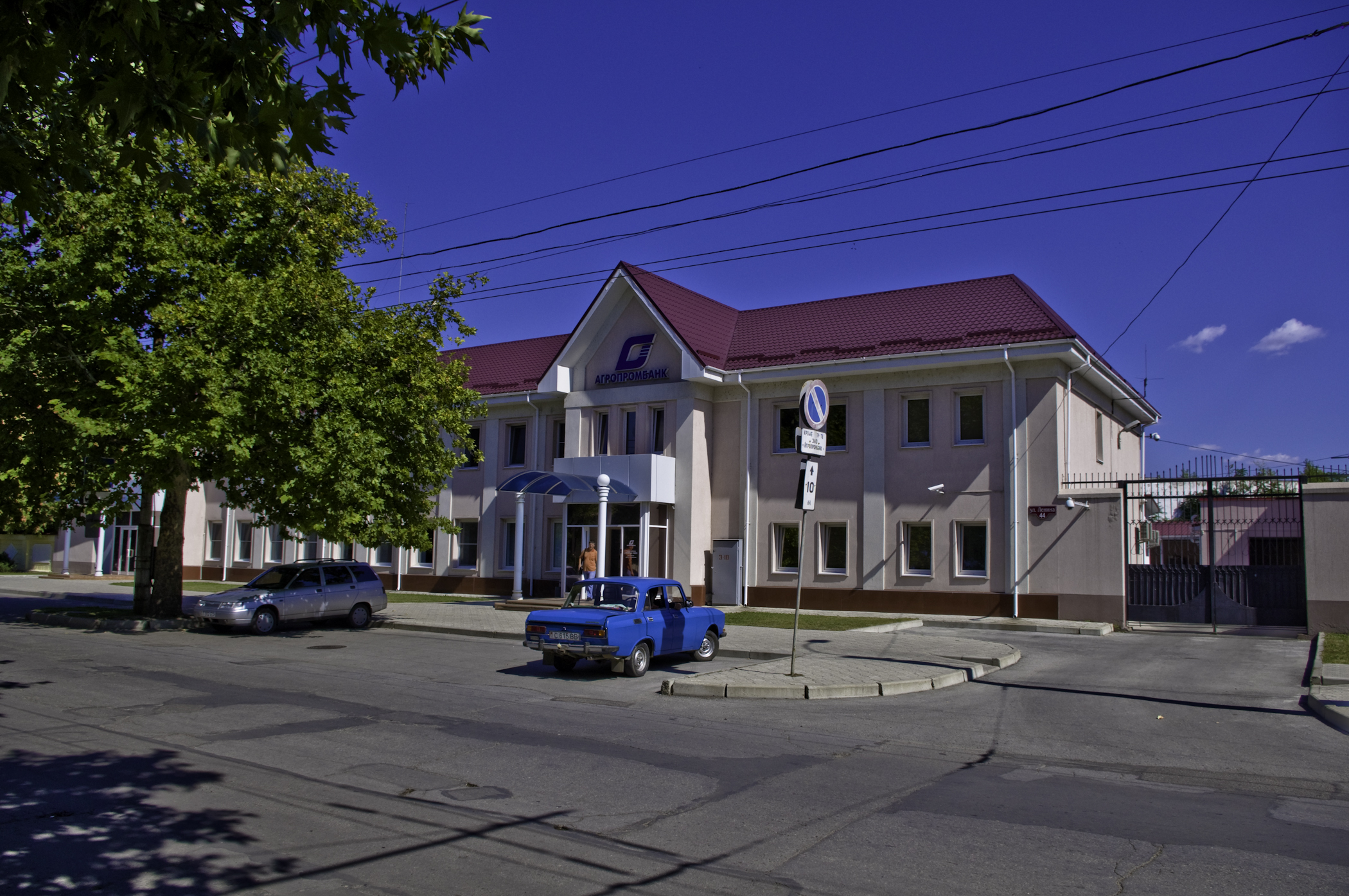
ЗАО «Агропромбанк»
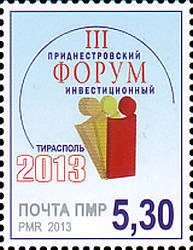
Марка с эмблемой 3-го Инвестиционного форума Приднестровья, 2013 год

### Торговля и сфера услуг
Тирасполь всегда развивался как торговый и промышленный город благодаря своему географическому расположению между Кишинёвом и Одессой. После 2000 года основным работодателем в городе стал холдинг «Шериф». Данная фирма владеет сетью супермаркетов, в которых работает более 2,5 тыс. человек, и автозаправочных станций. Также компания является монополистом в сфере мобильной и проводной телефонной связи. С 1997 года фирма занимается кабельным телевидением, а в 2005 году открыла салон игровых автоматов. Всего в холдинге работает около 13 тыс. человек.
В Тирасполе существует три сети супермаркетов электроники — «Хайтек», «Тираэт» и «Максимум». В городе работает несколько продуктовых рынков, расположенных в разных районах города. Самым посещаемым является центральный продуктовый рынок, который расположен в центре столицы (в выходные — от 7 до 10 тыс. покупателей, будни — от 3 до 5 тыс.). На территории Тирасполя также находится много различных торговых центров: «Атлантика», «Ритм», «ИнтерЦентрЛюкс», «Монарх», «Минск», «Столичный», «Тимп», «Евростиль», «Сокол», «Причерноморье», «Одесса» и другие. Кроме этого, в городе расположен автоцентр «Мерседес», который является официальным дилером пяти брендов: Mercedes, Mitsubishi, Hyundai, KIA и Škoda.

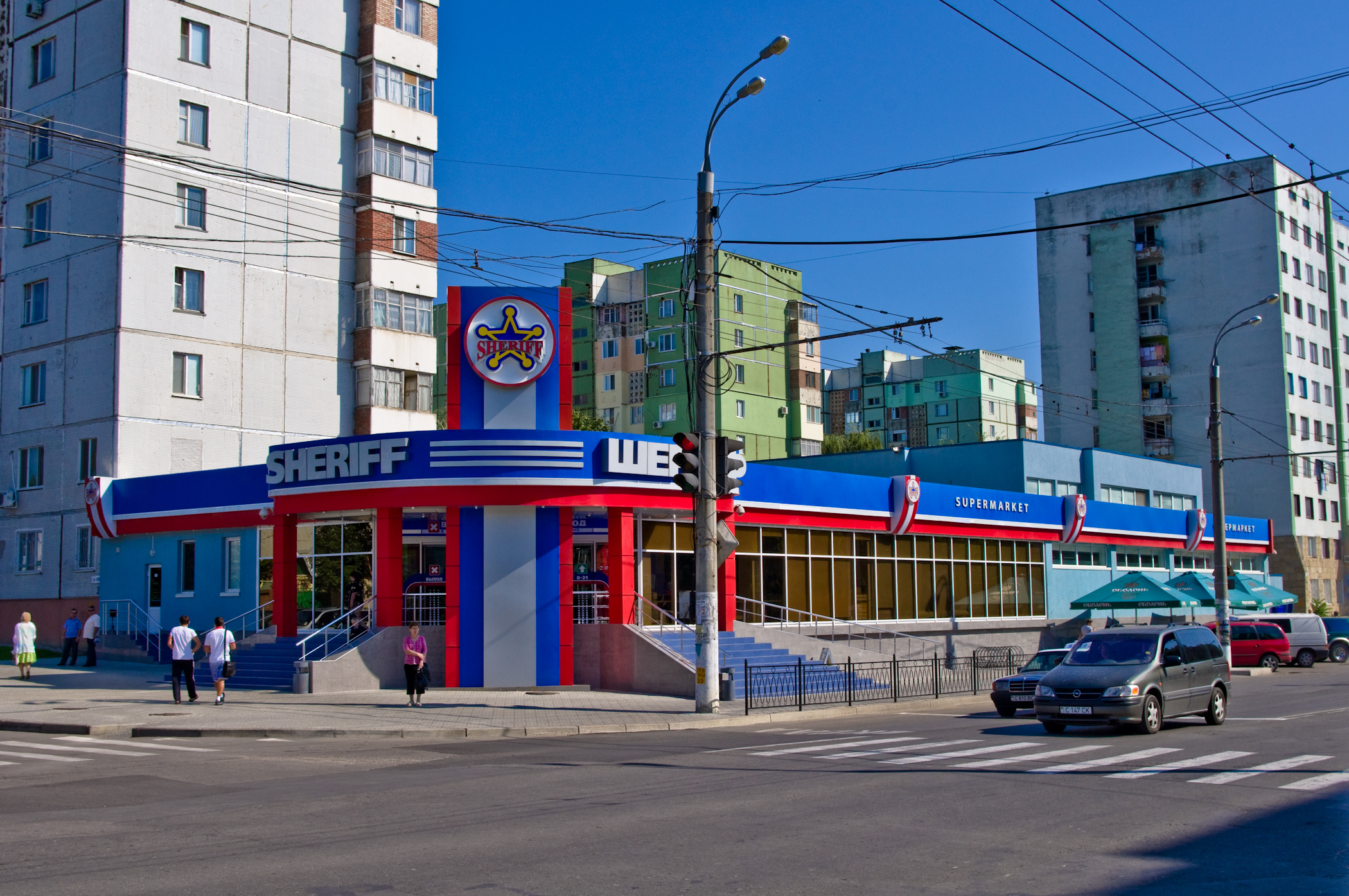
Супермаркет «Шериф»

В осенний период в городе проводятся сельскохозяйственные ярмарки, в которых принимают участие производители сельхозпродукции и предприятия перерабатывающей промышленности из близлежащих районов, а также местные жители.
В 2013 году открыт медицинский центр «Медин», который предоставляет широкий спектр лечебно-диагностических услуг.
В городе работают несколько рекламных агентств: «Эксклюзив», «Никита», «Взгляд».

### Промышленность

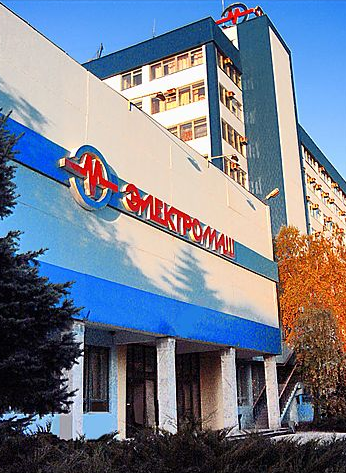
НП ЗАО «Электромаш»

Современная экономика города развивается в сложных экономических и политических условиях. Распад СССР в начале 1990-х годов повлёк за собой разрыв привычных связей, что резко ухудшило экономическое положение Тирасполя. Город оказался отрезанным от традиционных источников сырья, поставщиков комплектующих деталей, основных потребителей узкоспециализированной продукции. Начавшийся тяжёлый экономический кризис привёл к резкому падению производства, гиперинфляции и снижению уровня жизни населения. Военный конфликт 1992 года усугубил тяжёлое социально-экономическое положение Приднестровья и Тирасполя в частности. Многие производства технически устаревали, отрывались от реалий современной экономики, утрачивали связи с поставщиками комплектующих и рынками сбыта. Потребовались смена собственника и коренная модернизация производства. После тяжёлого кризиса 1990-х годов промышленность ПМР медленно адаптировалась к новым условиям хозяйствования. Из-за отрицательного влияния разнообразных внешних ограничений, в течение последних лет приднестровские производители продолжают нести убытки и работать не на полную мощность.
Промышленное производство и сейчас является одной из главных функций города Тирасполя. Несмотря на снижение числа занятых в отраслях материального производства, Тирасполь остаётся самым важным промышленным центром Приднестровья.
В Тирасполе развиты лёгкая, пищевая промышленность и электротехническое машиностроение. Базой промышленности Тирасполя являются Молдавская ГРЭС, ЗАО «Тиротекс», винно-коньячный завод «KVINT», «Тираспольтрансгаз», ГИПП «Типар», НП ЗАО «Электромаш», ОАО «Литмаш» и другие.
| Отрасли                                         | Предприятия |
| ----------------------------------------------- | --- |
| Машиностроение и металлообработка               | НП ЗАО «Электромаш» \| ЗАО «Молдавизолит» \| АО «Тираспольский электроаппаратный завод» \| АО «Литмаш»                                                              |
| Лёгкая промышленность                           | «Тиротекс» \| ЗАО «Одема» \| ТПФ «Интерцентр-Люкс» \| ОАО «Руно» \| ООО Производственная фирма «Олимп»                                                              |
| Промышленность стройматериалов                  | ОАО «Тирстекло» \| Кирпичный завод \| Завод железобетонных изделий \| ООО «Тирнистром»                                                                              |
| Электроэнергетика                               | Единые распределительные электросети \| Тиротекс-Энерго |
| Пищевая промышленность                          | Винно-коньячный завод «KVINT» \| Хлебокомбинат \| Консервный завод «1 Мая» \| Завод детского питания \| Осетровый комплекс «Акватир» \| Молокозавод \| Мясокомбинат |
| Деревообрабатывающая и мебельная промышленность | ООО Фабрика мебели «Фаворит» \| ООО Мебельная фабрика «Евростиль» \| ЗАО Фабрика сувениров «Лучафэр»                                                                |

### Электроэнергетика
26 сентября 1964 года была запущена Молдавская государственная районная электростанция в городе Днестровске, который находится в подчинении государственной администрации города Тирасполя. Общая мощность станции составляет 2520 МВт. Она имеет возможность производить электроэнергию с использованием природного газа, угля и мазута.
В 2010 году ЗАО «Тиротекс» запустило в работу собственную когенерационную станцию «Тиротекс-Энерго», которая способна ежегодно вырабатывать свыше 250 млн кВт/ч электроэнергии, а также тепловую энергию на нужды производства.

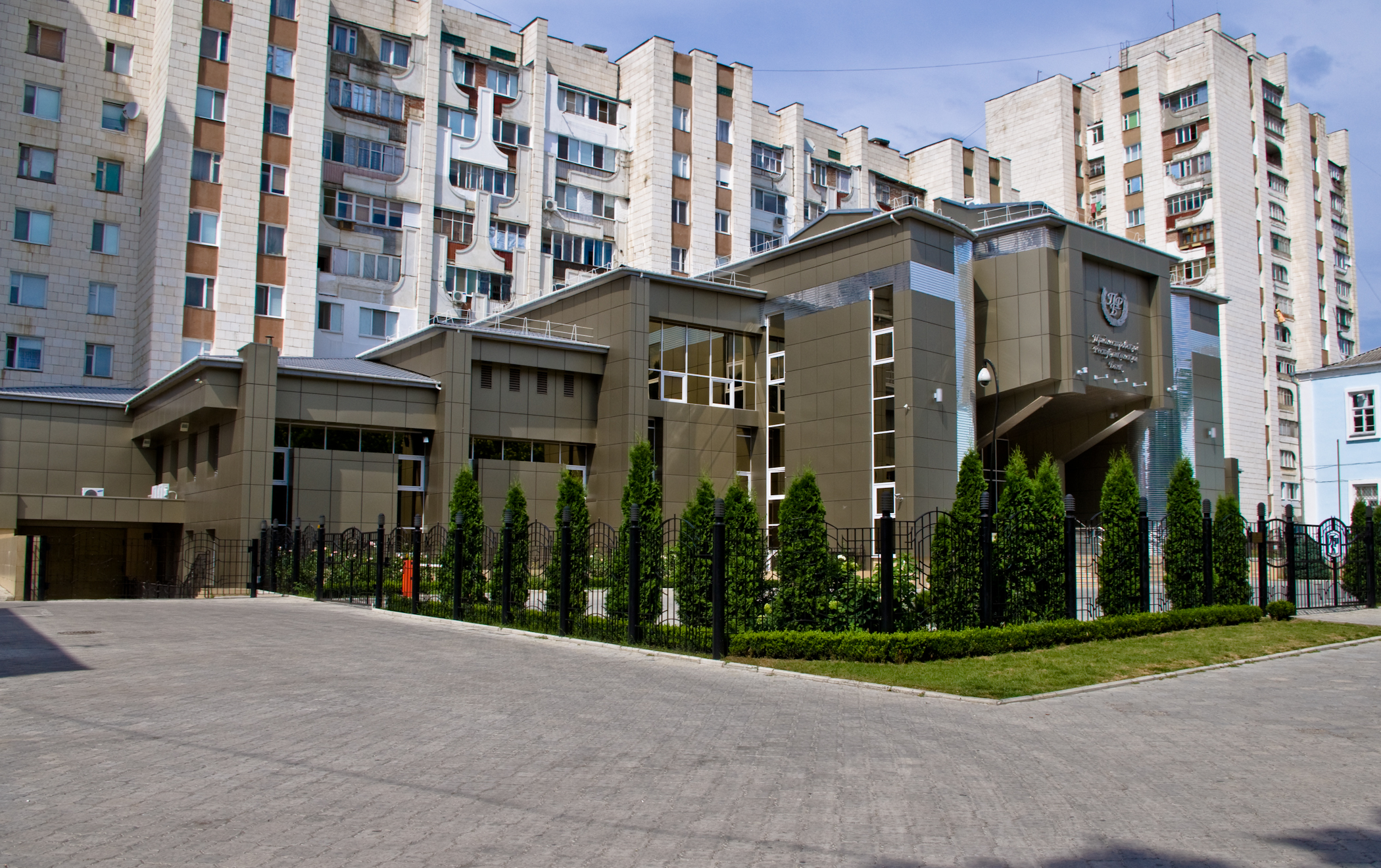
Приднестровский республиканский банк
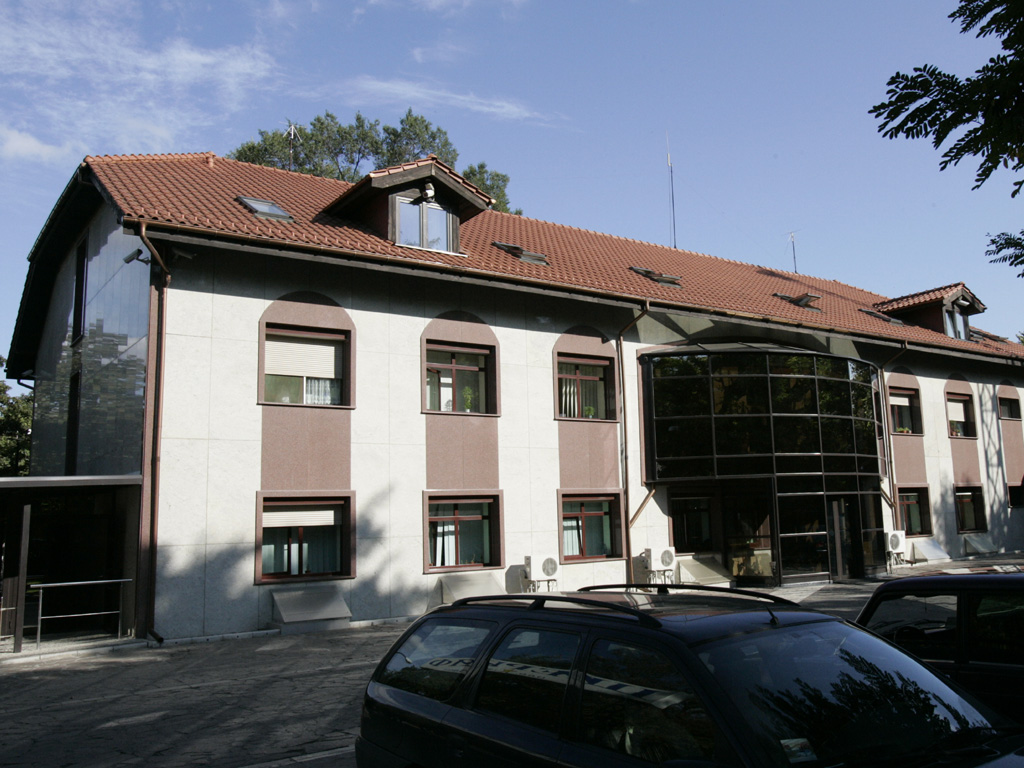
Офис ООО «Шериф»
Когенерационная электростанция

### Туризм

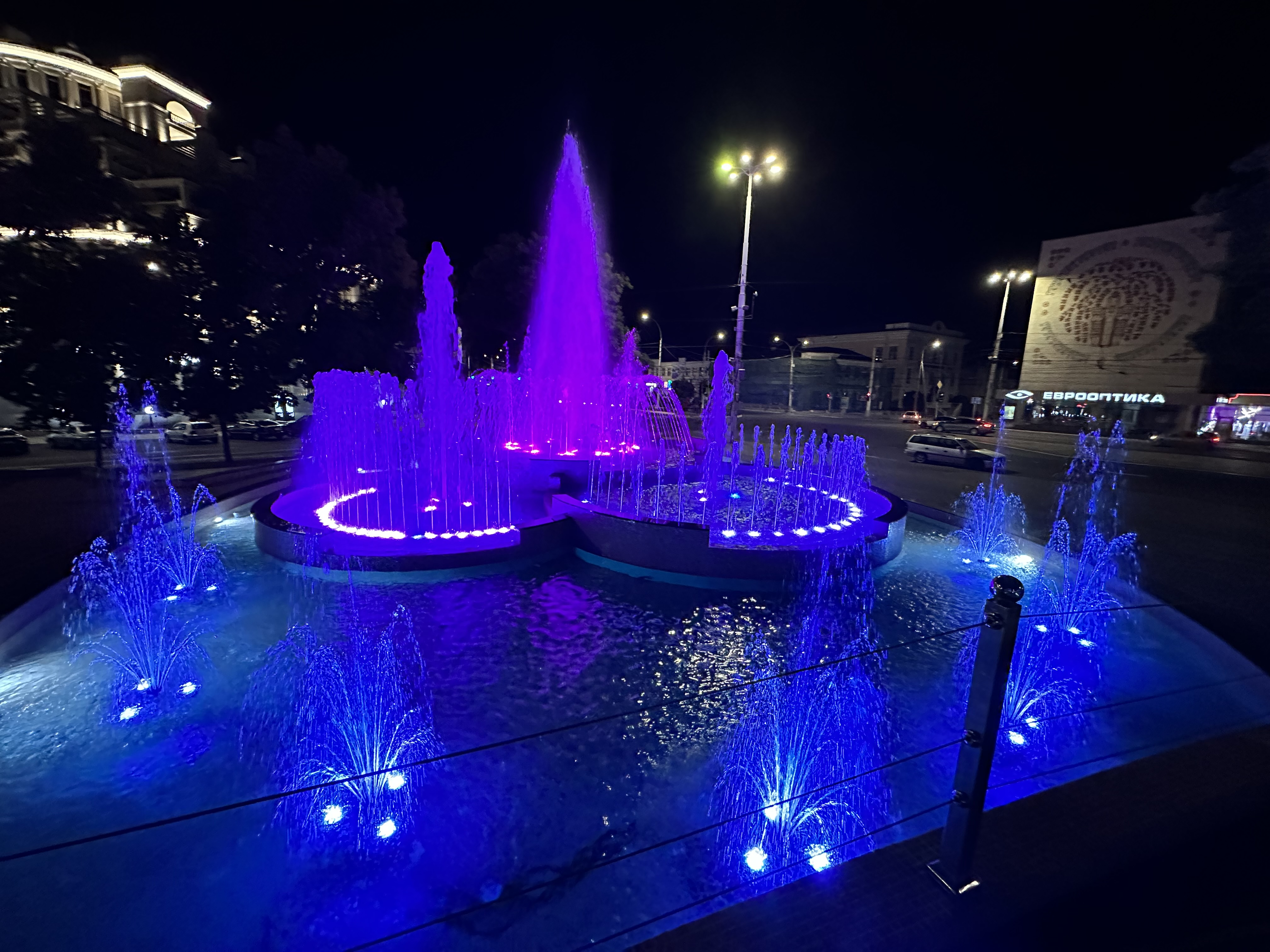
Музыкальный фонтан в Тирасполе

Тирасполь — один из самых посещаемых туристами городов Приднестровья. Наибольший интерес для гостей города представляют центральная площадь и мемориал Славы, спроектированный Гарри Файфом. Спортивный туризм стимулируется современным спорткомплексом «Шериф», а исторический — музеями города, входящими в состав Тираспольского объединённого музея. Среди других достопримечательностей города — сохранившийся пороховой погреб Тираспольской земляной крепости, ботанический сад и Приднестровский государственный театр драмы и комедии — старейший театр советской Молдавии.
В 2008 году в городе был открыт мини-зоопарк на территории НИИ сельского хозяйства при Государственной службе исполнения наказаний Министерства юстиции ПМР.
В 2020 году был открыт Екатерининский парк, который стал одной из основных достопримечательностью города.
В городе действует пять гостиниц ( «Park Hotel»,  «Sem Uglov»,  «В. В. П. клуб»,  «CityClub» и  «Россия»). Также работает гостиница при станции юных туристов, в которой размещаются приезжие группы на время соревнований.

## Транспорт
Согласно отчёту государственной администрации Тирасполя, в 2018 году регулярное сообщение городского транспорта осуществлялось по 28 маршрутам, включая 20 маршрутов автомобильного транспорта и 8 маршрутов электротранспорта, обслуживаемых шестью предприятиями-перевозчиками. Восемь маршрутов городского транспорта Тирасполя обслуживают также прилегающие к городу населённые пункты Слободзейского района и город Бендеры. На городские маршруты ежедневно выходят в среднем 120 маршрутных такси и 17 троллейбусов. Кроме того, ежедневно работает в среднем 270 единиц легкового такси.

### Троллейбусы

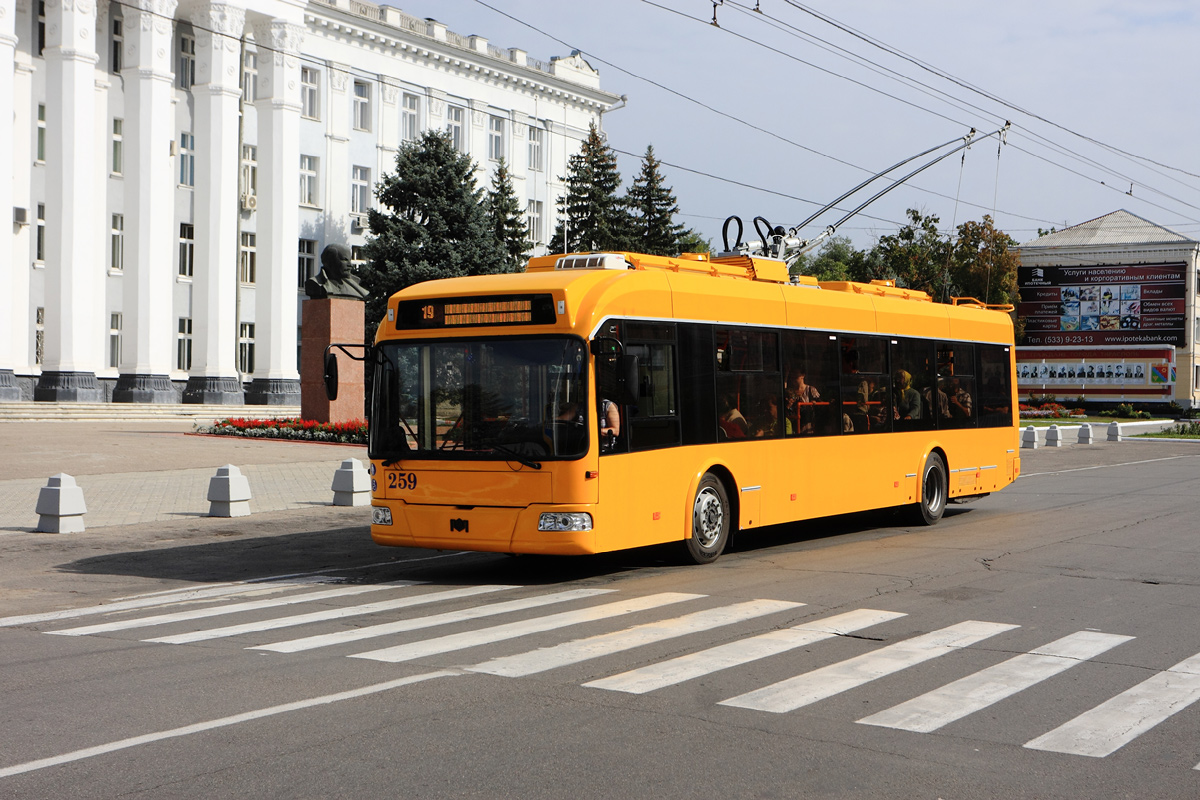
Троллейбус АКСМ-321 в Тирасполе

Троллейбусное сообщение появилось в Тирасполе в 1967 году. К 1987 году в городе действовало уже девять маршрутов. В 1993 году был открыт междугородный троллейбусный маршрут № 19 Тирасполь — Бендеры. Протяжённость троллейбусной линии Тирасполь — Бендеры составляет 13,3 км. По состоянию на 2024 год, протяжённость внутригородских линий — более 70 км. Функционируют семь внутригородских троллейбусных маршрутов и один междугородний (имеется 29 троллейбусов ЗиУ-682, 10 троллейбусов АКСМ-321, 5 троллейбусов МАЗ-103Т и 2 троллейбуса АКСМ-420). В ноябре 2013 года впервые был выпущен на городскую линию троллейбус, оснащённый беспроводной точкой доступа в интернет (Wi-Fi). 9 мая 2014 года в Тирасполе появились 2 новых троллейбуса марки ВМЗ-5298.01-50 «Авангард».
Городским электротранспортом за 2018 год перевезено 8305 тыс. чел., и по сравнению с 2017 годом (в 2017 году — 8 790,3 тыс. чел.) их число уменьшилось на 5,5 %. Количество платных пассажиров составляет 2641 тыс. чел. или 31,8 % от общего числа. Доходы от перевозки пассажиров на действующих регулярных маршрутах электрического наземного транспорта составили 5 431,1 тыс. руб.

### Маршрутное такси
Маршрутное такси Тирасполя — один из основных видов транспорта, который соединяет все микрорайоны столицы друг с другом. По итогам 2024 года в городе действует 20 внутригородских маршрутов и около 80 пригородных, которые охватывают все районы города и его пригороды. Перевозками занимаются в основном частные компании. Также 13 частных компаний круглосуточно оказывают услуги такси.
В 2018 году маршрутными такси города перевезено 11 754,4 тыс. пассажиров, что на 4,1 % больше, чем в 2017 году (2017 год — 11 291,3 тыс. чел.). На право перевозки пассажиров легковыми такси выдано 8888 регистрационных талонов

### Автобусы

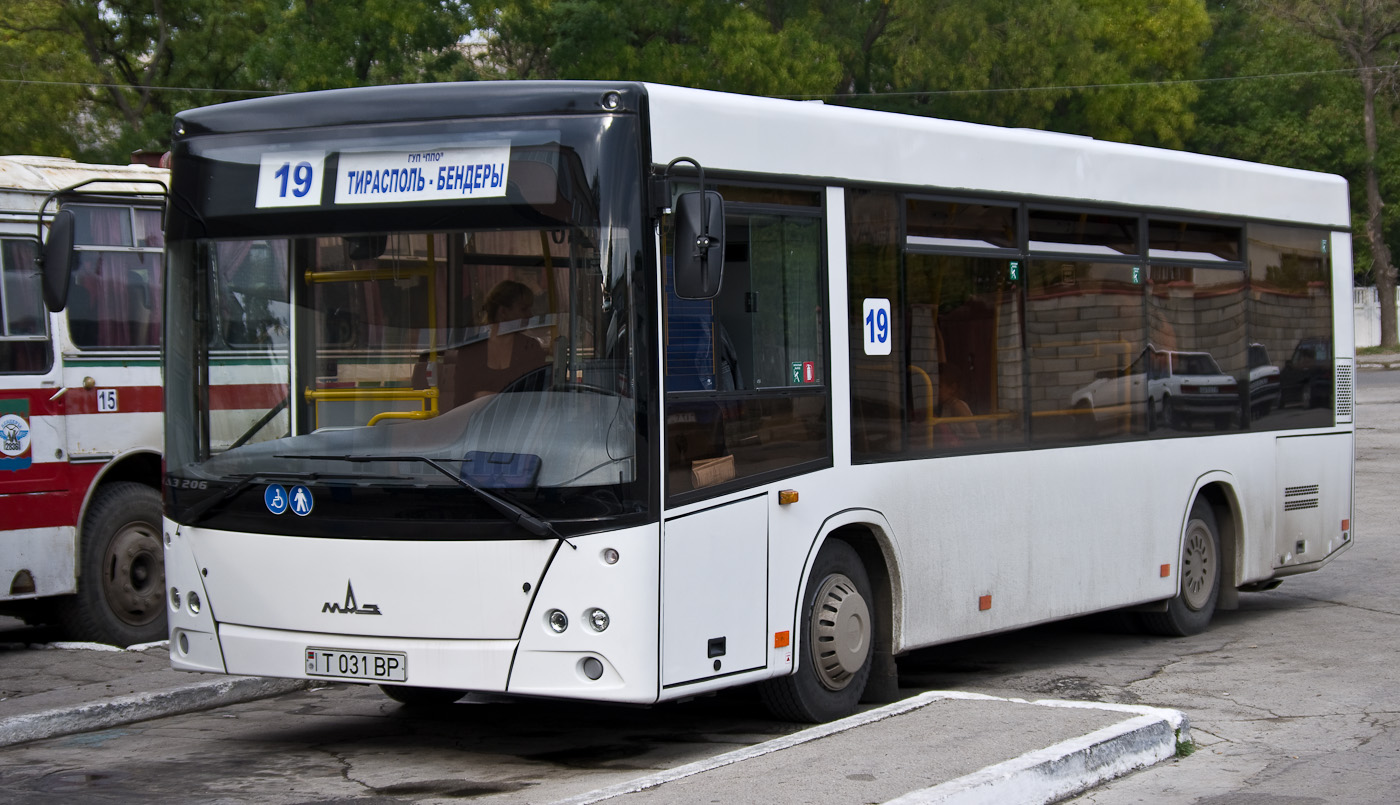
Автобус МАЗ-206 маршрута Тирасполь — Бендеры

До 1967 года автобусы являлись единственным видом городского транспорта Тирасполя. Затем, с развитием сети троллейбусных маршрутов и появлением маршрутных такси, автобусные маршруты стали сокращаться. К началу 1990-х годов в городе действовали внутригородские маршруты № 3, 4, 6, 7, 9, 11. К концу 1990-х годов автобусное движение в Тирасполе исчезло по причине изношенности автобусного парка. В 2012 году было принято решение восстановить некоторые автобусные маршруты благодаря закупке нового подвижного состава.
В настоящее время автобусы МАЗ-103 и МАЗ-104 курсируют по внутригородским маршрутам Тиротекс — Микрорайон Западный, Тиротекс — Ближний Хутор, Тиротекс — Терновка.
Автобусы МАЗ-206 до июля 2013 года курсировали по междугородному маршруту № 19 [Тирасполь (Тиротекс) — Бендеры].

### Железнодорожный вокзал

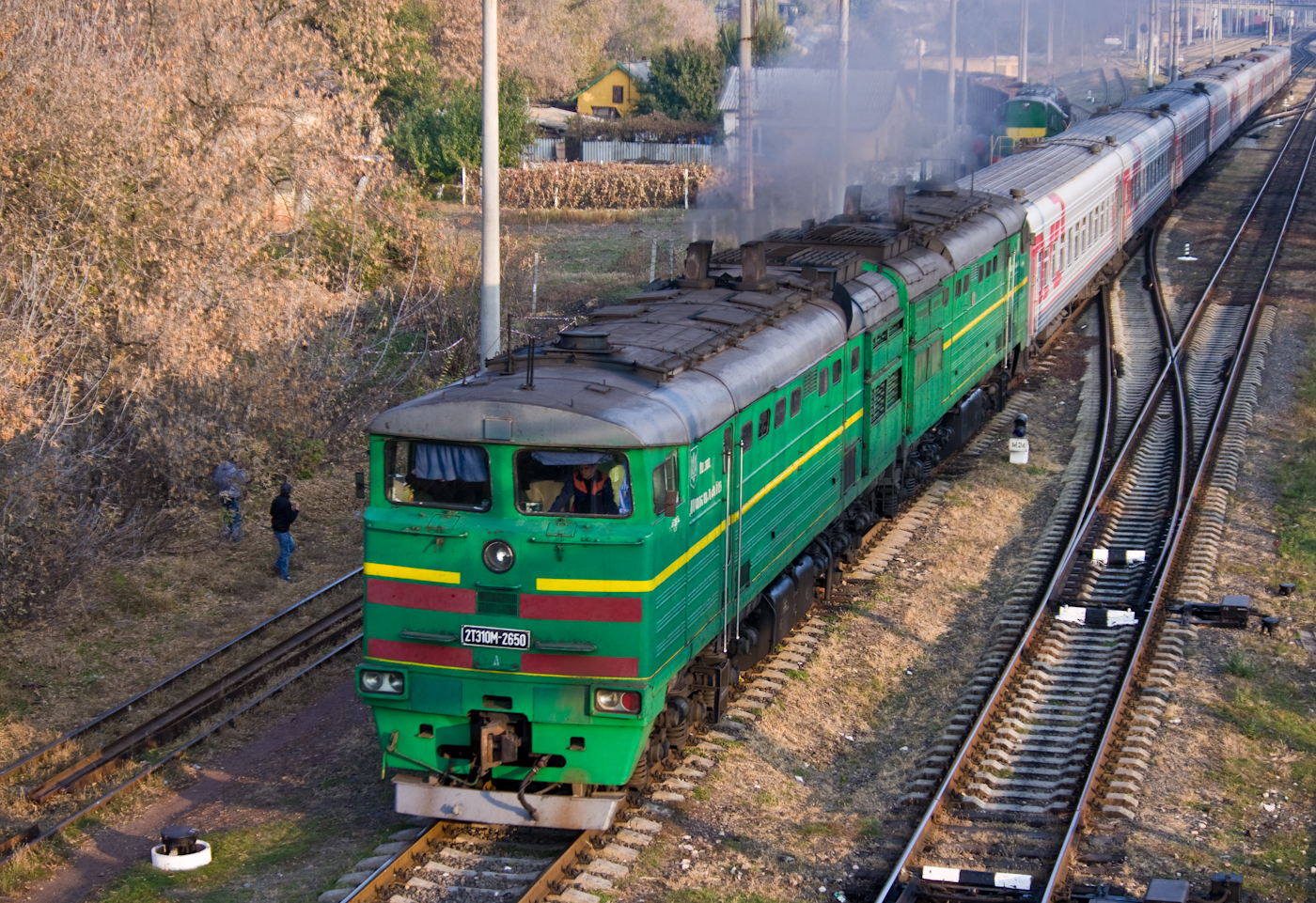
Тепловоз 2ТЭ10М-2650 на линии Москва — Кишинёв

В 1846 году бельгийский инженер Зюбер начал разработку первоначального проекта железной дороги между Одессой, Тирасполем и Парканами. В начале второй половины 60-х годов XIX века началось строительство железнодорожной ветки к Тирасполю. В 1867 году была проложена железная дорога от станции Раздельная до станции Тирасполь, благодаря чему Тирасполь стал первым городом региона, соединённым прямым путём с Одессой. В конце 1867 года в Тирасполе был построен железнодорожный вокзал. В 1870 году построена железная дорога к Парканам.
В начале XX века пассажирское движение занимало важное место в железнодорожном сообщении региона. На Одессу и Кишинёв через Тирасполь ходили поезда разных классов: почтовые, товаро-пассажирские, курьерские. В апреле 1944 года вокзал в Тирасполе сожжён отступающими немецко-румынскими войсками, впоследствии он стал одним из первых восстановленных после освобождения города объектов.
По причине неурегулированности отношений между железнодорожными структурами Молдовы и Приднестровья с 2006 года через вокзал Тирасполя круглогодично проходил только скорый поезд № 65 «Москва — Кишинёв», а в летние месяцы — поезд «Саратов — Варна». С 1 октября 2010 года возобновилось курсирование поезда № 641/642 «Кишинёв — Одесса».
В 2013 году была проведена реконструкция привокзальной площади — уложена новая плитка, заменён асфальт на перроне. Планируется по всему вокзалу установить новую подсветку, которая будет работать и днём. В то же время будет произведён ремонт главного здания.
Поезда перестали курсировать в сторону Одессы с начала пандемии COVID-19, а в 2022 году после начала войны на Украине логистика также перестала работать.

### Аэродром
В одном километре к северо-западу от Тирасполя находится аэродром, который до 1989 года использовался как военный аэродром ВВС СССР. В 1991 году проводились работы по перепрофилированию Тираспольского аэродрома в пассажирский аэропорт, который был бы крупнейшим в Приднестровье. Однако, перепрофилирование было остановлено из-за отсутствия финансирования и политической неурегулированности статуса Приднестровья. В октябре 2012 года президент ПМР Евгений Шевчук заявил о намерении создать в Тирасполе на территории бывшего военного аэродрома гражданский международный аэропорт. Глава делегации Государственной думы России Сергей Гаврилов подтвердил, что аэропорт в Тирасполе будет реконструирован за счёт средств российского бюджета. По состоянию на 2024 год никаких работ произведено не было.
В 2024 году в результате атаки дрона-камикадзе по аэродрому был подбит вертолёт, который полностью сгорел, из людей никто не пострадал.

## Социальная сфера и культура

### Образование

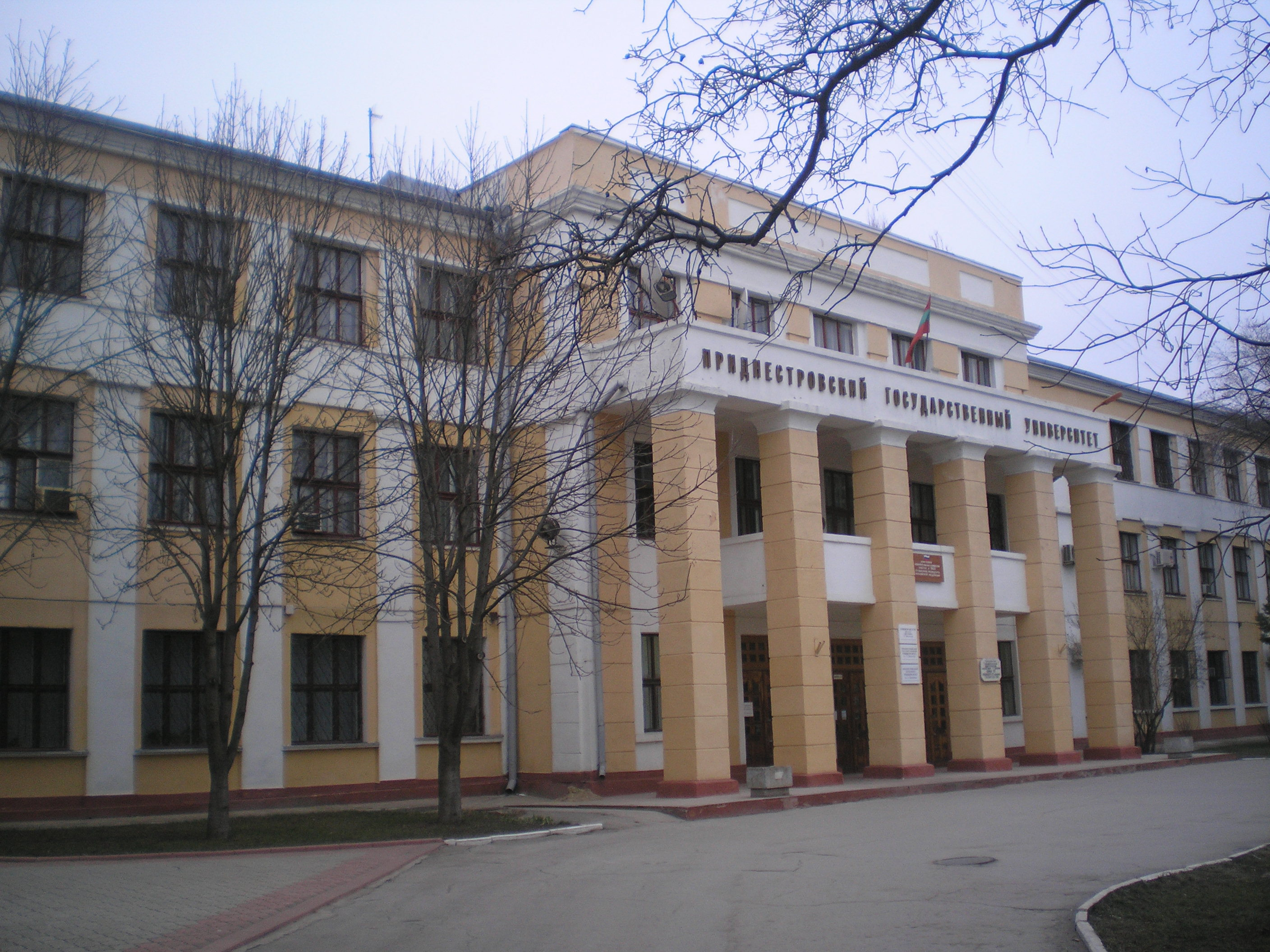
Здание ПГУ имени Т. Г. Шевченко

В Тирасполе действуют около 20 дошкольных образовательных учреждений, 9 учреждений дополнительного образования, 30 общеобразовательных школ (в том числе коррекционные), включая два городских теоретических лицея и гуманитарно-математическую гимназию; имеющие статус республиканских украинский и молдавский лицеи; а так же румынский лицей «Лучиан Блага» на базе школы № 20. Также в городе работает детская художественная школа имени А. Ф. Фойницкого, которая была основана в 1959 году. За время существования школы её закончило более 2100 учеников. Наряду с художественной школой, в Тирасполе существуют Детская школа искусств имени С. В. Рахманинова и Детская музыкальная школа имени П. И. Чайковского.
Среди высших учебных заведений выделяется Приднестровский государственный университет имени Т. Г. Шевченко (ПГУ) — старейший вуз Молдовы, основанный ещё в 1930 году и имеющий российскую аккредитацию. При ПГУ работает аспирантура по ряду научных направлений, а также Южное отделение Российской академии образования.
В 2011 году во всех школах города появилась новая дисциплина «тирасполеведение» (на этом предмете изучается региональная история, проводятся экскурсии по городу, посещаются различные памятные и значимые места города), а обучение стало шестидневным для всех школьников с 5-го по 11-й классы.
На базе бывшей школы милиции действует Тираспольский юридический институт. На основе бывшего музыкального училища создан Высший музыкальный колледж имени А. Рубинштейна, который 22 августа 2013 года преобразовали в Приднестровский государственный институт искусств. Кроме собственно тираспольских, в городе работают филиалы вузов Москвы (Московского института предпринимательства и права, Московского педагогического университета имени М. А. Шолохова), Киева (Киевская межрегиональная академия управления персоналом), Одессы (Одесская национальная юридическая академия).
В 2008 году на основе военного факультета Приднестровского государственного университета создан Военный институт Министерства обороны ПМР имени генерал-лейтенанта Александра Ивановича Лебедя. На базе государственного образовательного учреждения «Республиканская кадетская школа-интернат имени Ф. Э. Дзержинского Министерства внутренних дел Приднестровской Молдавской Республики» в 2017 году открыто Тираспольское суворовское военное училище.

### Культура

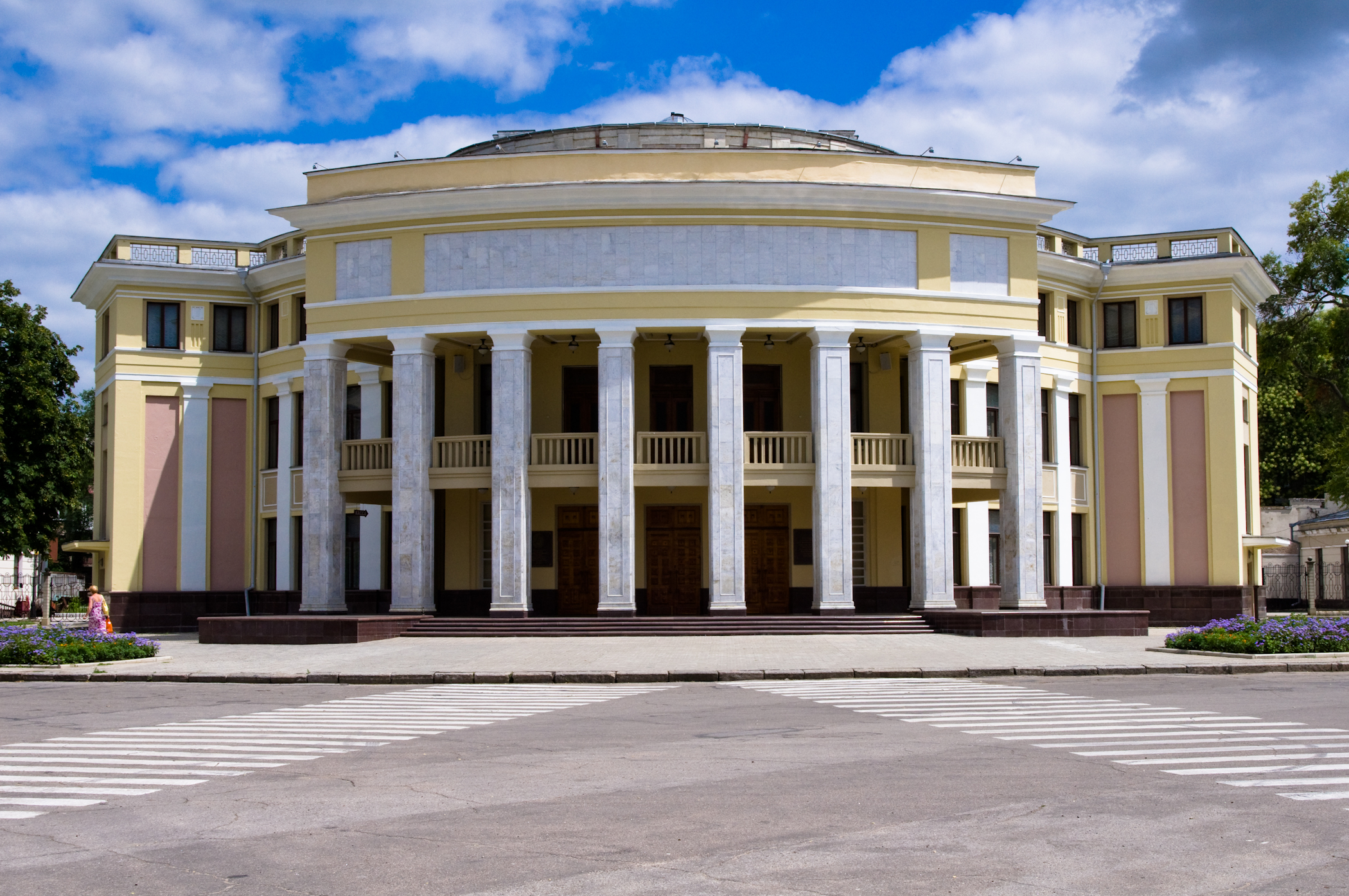
Приднестровский государственный театр драмы и комедии имени Н. С. Аронецкой

Культурную жизнь города обеспечивает ряд учреждений муниципального и республиканского уровня. Существует Тираспольский объединённый музей, в состав которого входит пять музеев. Также в городе работает Центральная городская библиотека имени А. С. Пушкина и восемь её филиалов, а для детей функционирует центральная детская библиотека имени В. Маяковского.
В Тирасполе имеется шесть клубных учреждений и государственный культурный центр «Дворец Республики», на базе которого находятся Государственный симфонический оркестр, Приднестровский государственный хор, Приднестровский государственный ансамбль танца и народной музыки «Виорика», квинтет «Либерти» и государственный цирк.
В начале 1930-х годов основан драматический театр, который сейчас носит имя основателя театра Н. С. Аронецкой.
До распада СССР в городе работали пять кинотеатров: «Тирасполь» (на площади Суворова), «Юность» (на улице Юности в Октябрьском районе), «Спутник» (на бульваре Гагарина), «Октябрь» (на улице Ленина), «Мир» (в Кировском районе). В настоящее время остался только один кинотеатр «Тирасполь», в котором имеется три зала.
С 1947 года в Тирасполе функционирует главный городской парк — «Победа», где ныне расположены летняя эстрада и аттракционы. В этом же году был построен городской Дворец культуры, на базе которого сегодня работают художественные коллективы: оркестры (народный и камерный), театральные (драматический и театр юного зрителя), цирковой, хореографические (народного, восточного, эстрадного и бального направления), театр мод, хоровое пение. В 1995 году создан муниципальный ансамбль народной музыки и танца «Ватра», который является одним из самых активных участников всех городских и республиканских мероприятий.
В январе 1993 года по инициативе Тираспольского городского отдела культуры образована Международная ассоциация работников культуры и искусства (МАРКИС). Тогда ассоциация объединяла более 36 организаций, учреждений культуры и искусства и отдельных участников из 24 городов, стран ближнего и дальнего зарубежья. Ныне правление ассоциации находится в городе Солнечногорске Московской области Российской Федерации, а в Тирасполе располагается координационный центр, возглавляемый ответственным секретарём МАРКИС Н. В. Дымченко.
При Приднестровском государственном университете работают четыре музея (музей истории университета, музей археологии, зоологический музей, геолого-палеонтологический музей). В январе 2014 года при Республиканском украинском теоретическом лицее-комплексе «Джерела» был открыт музей-театр Т. Г. Шевченко.
В Тирасполе родились и жили многие известные артисты, а также появились некоторые популярные музыкальные коллективы. В их числе — Александр Кирницкий, Валерий Гаина, ExNN, Влад Сташевский, Нелли Чобану, SunStroke Project, Павел Парфений и Longa. Из киноактёров наиболее известна жена Дмитрия Харатьяна — Марина Майко.

### Спорт

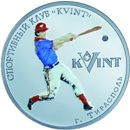
Монета «Спортивный клуб „KVINT“»

В Тирасполе развиваются различные виды спорта, а спортсмены и команды выступают как во внутренних турнирах, так и в чемпионатах Молдовы и Украины.
В столице Приднестровья базируется самый титулованный клуб в истории молдавского футбола — «Шериф», который является восемнадцатикратным чемпионом Молдовы, десятикратным обладателем Кубка Молдовы, семикратным обладателем Суперкубка Молдовы, двукратным обладателем Кубка чемпионов Содружества, а также первым молдавским клубом, вышедшим в групповой этап Лиги Европы и Лиги чемпионов. До 2015 года в городе существовал футбольный клуб «Тирасполь», а 24 июля 2009 года был основан клуб «Динамо-Авто», на данный момент выступающий в Национальном дивизионе Молдовы. В Тирасполе базировался и старейший футбольный клуб Молдовы — «Тилигул», основанный в 1938 году, команда являлась трёхкратным обладателем Кубка Молдовы, в 2009 году из-за финансовых проблем «Тилигул» прекратил своё существование.
Развитием футбола, баскетбола, бейсбола и волейбола в Тирасполе занимается специализированная детско-юношеская школа Олимпийского резерва футбола и игровых видов спорта имени И. И. Добровольского. Самым известным её воспитанником является футболист сборных СССР, СНГ и России, чемпион Летних Олимпийских игр 1988 года в составе сборной СССР и победитель Лиги чемпионов 1993 года — Игорь Добровольский.
В городе есть школа борьбы и бокса, где развивают греко-римскую борьбу, кикбоксинг, дзюдо и бокс. В 2008 году был открыт ледовый комплекс «Снежинка», который стал базой хоккейного клуба «Платина». На этой ледовой арене проводятся домашние игры команды в первенстве Молодёжной хоккейной лиги.
С советских времён в Тирасполе находится школа гребли и стрельбы, в которой обучают академической гребле, гребле на байдарках и каноэ, стрельбе из лука, пулевой стрельбе, спортивной акробатике. В 1980 году олимпийской чемпионкой в гребле на лодке-двойке парной вместе с Еленой Хлопцевой стала воспитанница тираспольской школы Лариса Попова. На прошедших в 2012 году Летних Олимпийских играх в Лондоне Александр Дьяченко вместе с Юрием Постригаем стали первыми в истории олимпийскими чемпионами в дисциплине «байдарка-двойка на дистанции 200 метров» и первыми олимпийскими чемпионами в новейшей истории России на байдарках-двойках. В 1992 году Наталья Валеева в составе Объединённой команды СНГ выступала на летних Олимпийских играх в Барселоне и завоевала две бронзовые медали в индивидуальных и командных соревнованиях по стрельбе из лука. Всего же лучница была участницей шести Олимпийских игр и является четырёхкратной чемпионкой мира в стрельбе из лука.
С 1995 года в городе функционирует спортивный клуб «KVINT», в состав которого входит большой теннис, бокс, айкибудо и бейсбольная команда «KVINT». Бейсбольная команда с 1996 по 2003 годы становилась чемпионом Молдовы. В 1996, 1997 и 2003 годах команда стала серебряным призёром, а в 1998 и 1999 годах бронзовым призёром на открытом чемпионате Украины.
В 2004 году появилась секция кикбоксинга при СК «Рекорд» ПГУ имени Т. Г. Шевченко, а 9 ноября 2012 года в Тирасполе состоялся первый международный турнир по кикбоксингу в дисциплине К-1 по правилам WAKO PRO.
В чемпионате Молдовы по гандболу среди мужских команд участвует тираспольская команда «ПГУ-СДЮШОР-1», которая стала обладателем Кубка Молдовы по гандболу 2012 года.
В Национальном дивизионе Молдовы по футзалу (AMF) выступает тираспольский клуб «Сокол-ПГУ».
В августе 2013 года на ледовом катке «Снежинка» открыта Академия хоккея, тогда же состоялся и первый международный турнир памяти Владимира Крутова, в котором приняли участие шесть молодёжных команд из Молдовы, России, Украины, Чехии и Венгрии.

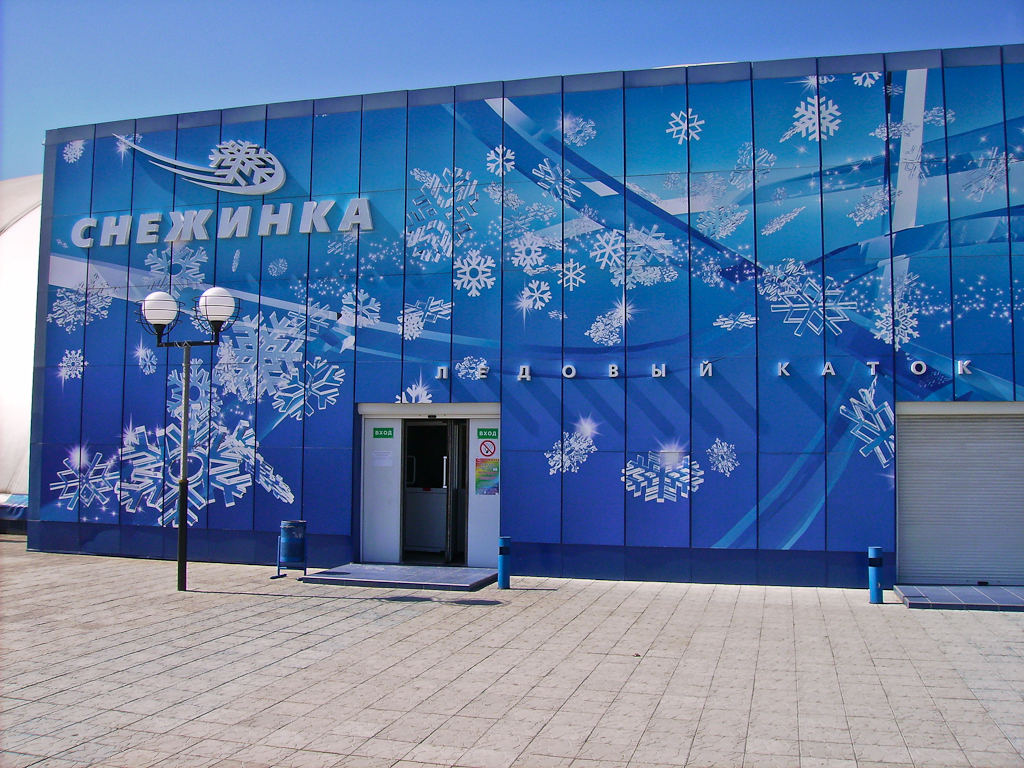
Ледовый комплекс «Снежинка»
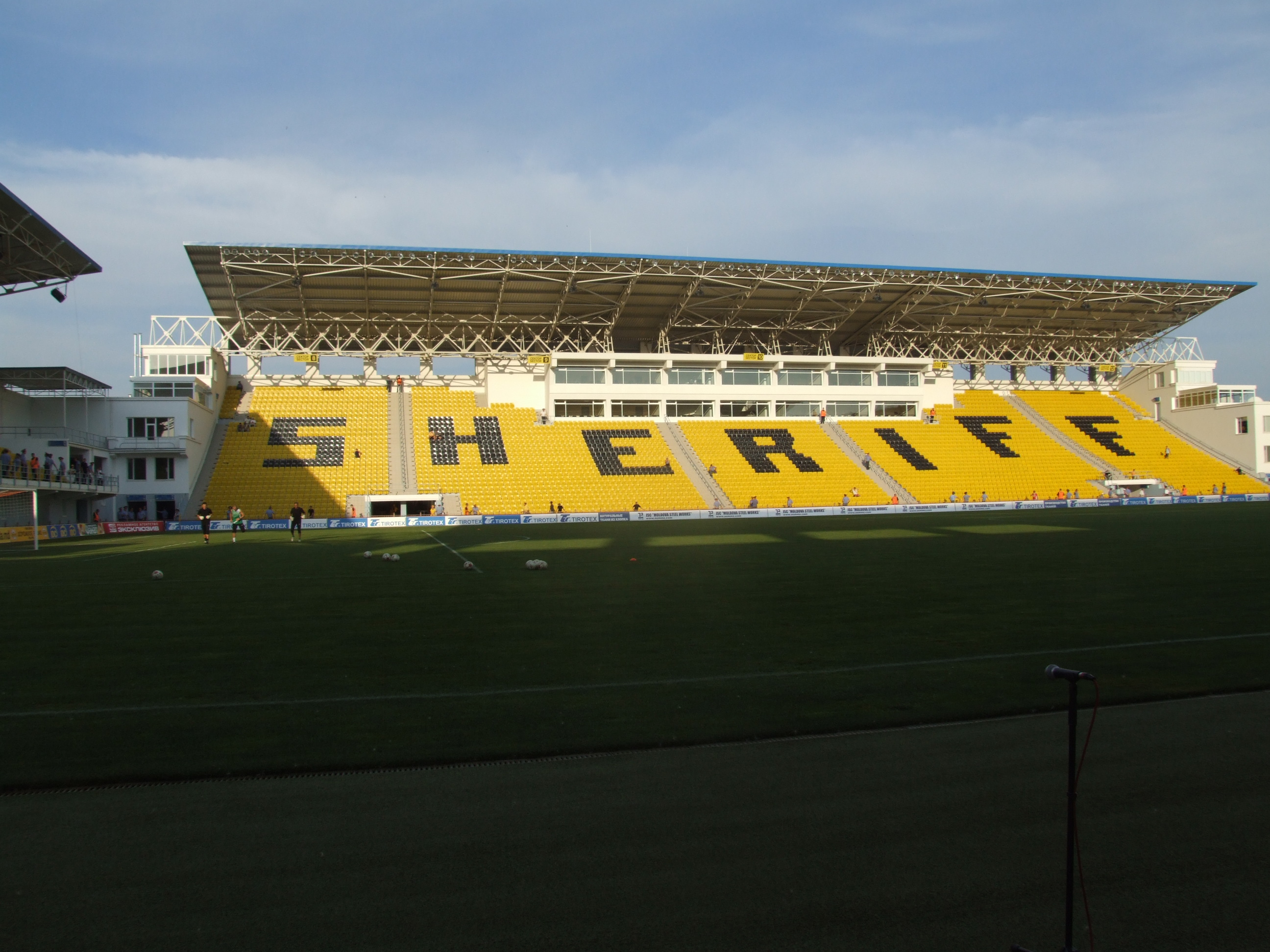
Главная арена спортивного комплекса «Шериф»
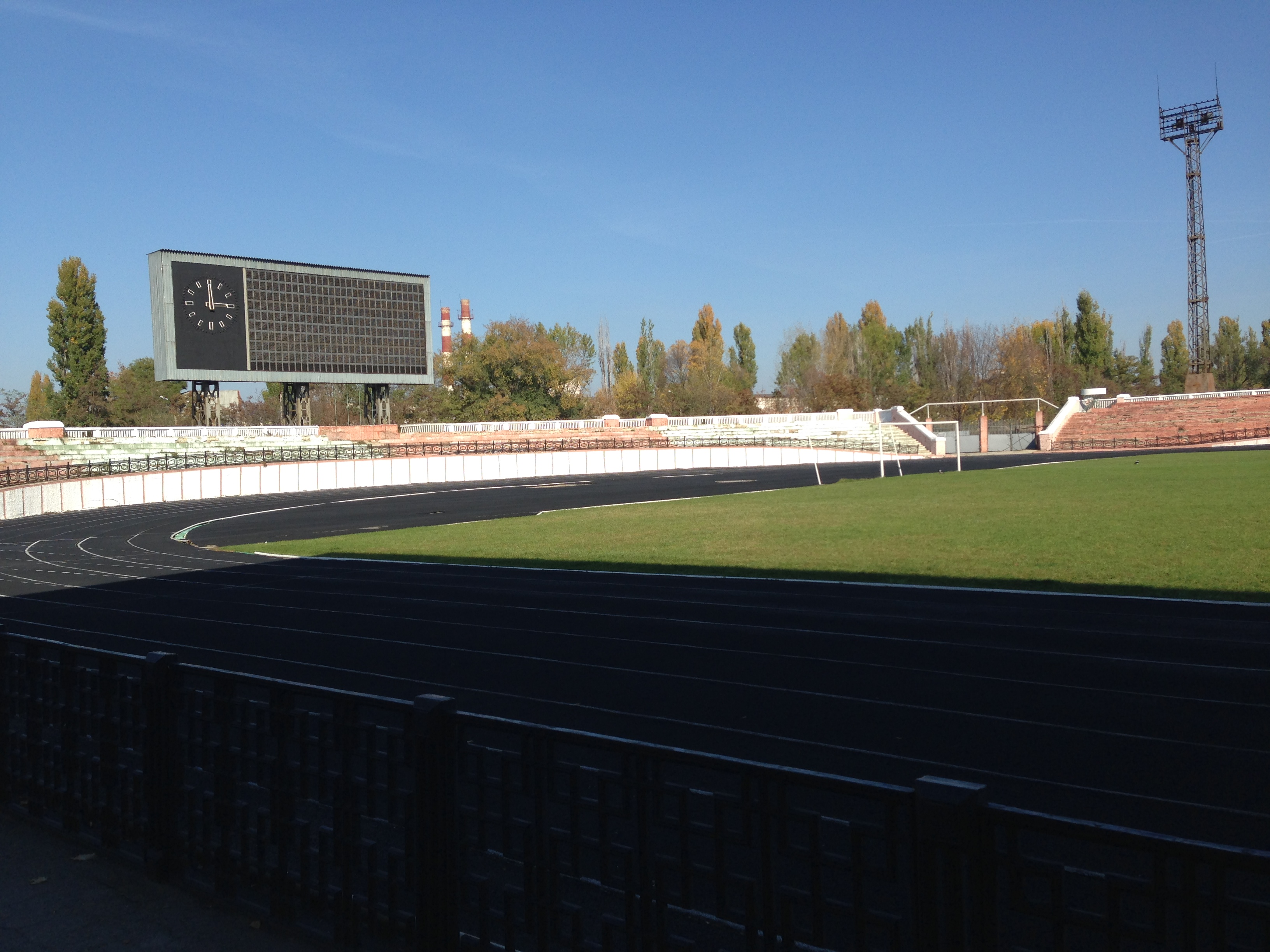
Городской стадион

### Религия

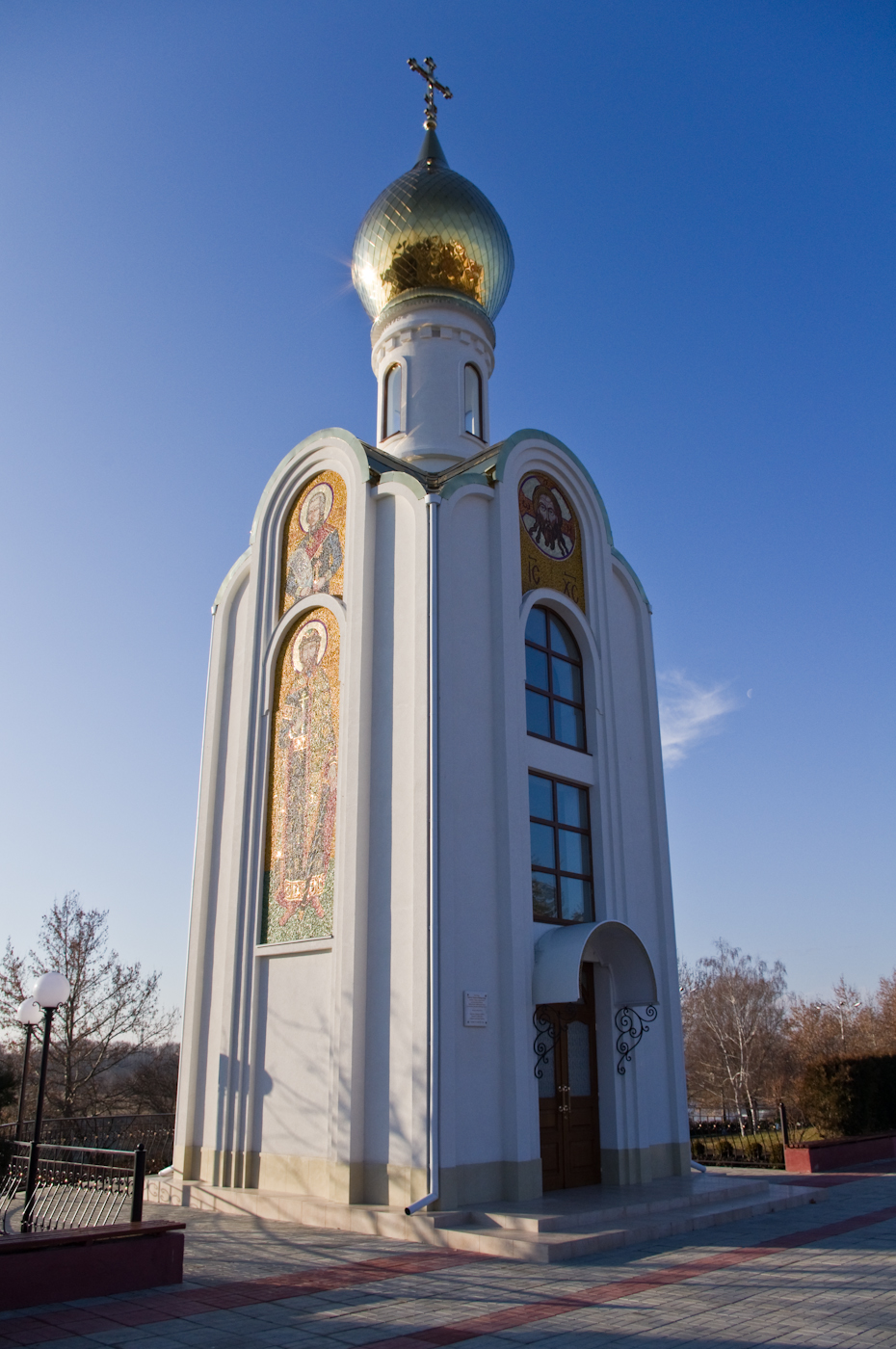
Часовня Святого Георгия Победоносца

К началу XX века в Тирасполе свыше 45 % населения Тирасполя составляли православные, кроме того, в городе было много иудеев и старообрядцев. Действовали две православные церкви, одна единоверческая церковь, две старообрядческие молельни, две синагоги и четыре еврейских молитвенных дома.
По данным переписи населения 2004 года, бо́льшая часть жителей города и республики исповедуют православие. Тирасполь является центром Тираспольской епархии Русской православной церкви. В 2000 году был открыт кафедральный собор Рождества Христова, а в 2010 году на месте бывшего парка имени Кирова началось строительство Свято-Введенско-Пахомиева женского монастыря. Также в городе находятся следующие православные храмы: Покрова Пресвятой Богородицы, Святителя Николая Чудотворца, Архиерейское подворье Святого апостола Андрея Первозванного, Благовещения Пресвятой Богородицы, Сретенская, домовая церковь в честь иконы Божией Матери «Всех скорбящих Радость» при Республиканской клинической больнице, домовые храмы Святых Царственных мучеников и Блаженной Ксении Петербургской при исправительных учреждениях города, Святых равноапостольных Кирилла и Мефодия (г. Днестровск).
В Тирасполе действует старообрядческая Покровская церковь — единственная церковь в городе, которая не закрывалась в советское время.
Также представлены иудаизм в виде единственной синагоги; католицизм — приход Святой Троицы Римско-католической церкви; протестантизм: церковь Христа Спасителя, немецкая евангелическо-лютеранская община, адвентисты седьмого дня — церковь «Маранафа» и церковь «Еманнуил».
В октябре 2011 года на Мемориале Славы была построена и освящена часовня во имя Святого Георгия Победоносца.
C 8 по 9 сентября 2013 года Патриарх Московский и всея Руси Кирилл находился с двухдневным визитом в Приднестровье. В первый день своего визита Кирилл посетил Кафедральный собор Рождества Христова, где совершил молебен перед иконой Божией Матери «Взыскание погибших», именуемой Тираспольской. На следующий день Патриарх Кирилл помолился вместе с верующими и обратился к народу Приднестровья на главной площади города Тирасполя.

## Архитектура

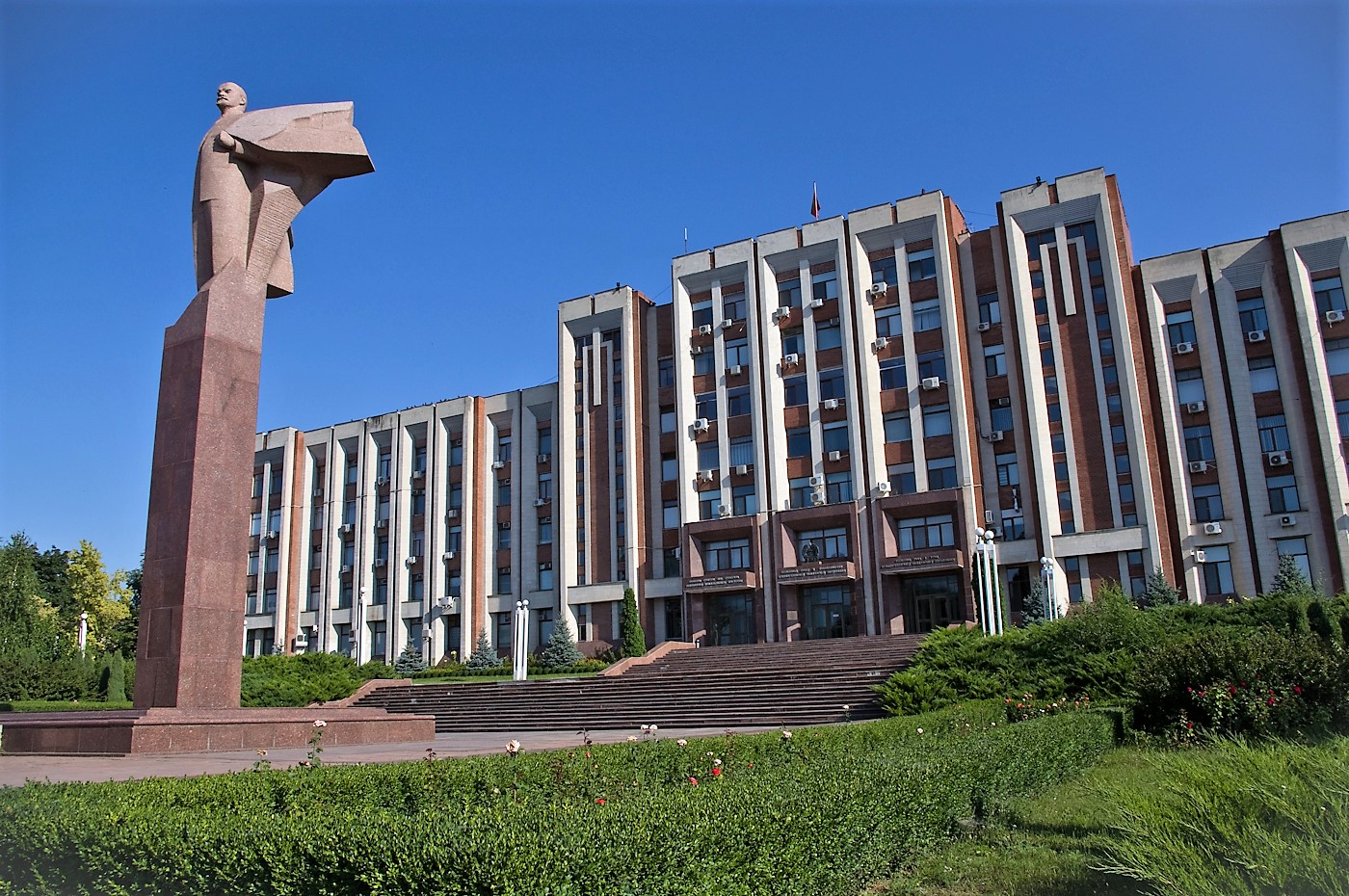
Дом Правительства и Верховного Совета Приднестровья

В Тирасполе сохранилось 30 памятников истории, 18 памятников архитектуры и градостроительства и 15 памятников монументального искусства. Все архитектурные достопримечательности расположены на центральной и прилегающих к ней улицах (Покровская ул., ул. Свердлова, ул. Пушкина, ул. Луначарского). Одним из сохранившихся зданий со времён основания города является пороховой погреб бастиона Святого Владимира Тираспольской крепости (инженер Франц де Волан, 1793 год). На центральной улице находится одно из исторических значимых зданий — штаб кавалерийской бригады Г. И. Котовского (начало XX века), которое изначально было первой гостиницей города под названием «Париж». В Тирасполе сохранились здания городской управы (сейчас в нём располагается министерство здравоохранения ПМР) и пожарного депо (начало XX века), а также здание гуманитарно-математической гимназии (первоначально женская гимназия), архитектором которого был А. М. Скорупко (1901 год). Напротив Дома правительства ПМР находится здание Тираспольского объединённого музея, в котором первоначально располагалось дворянское собрание, а в советское время проходили первые съезды Советов Тираспольского уезда, и мемориальный Дом-музей Н. Д. Зелинского. Одним из сохранившихся религиозных зданий, в котором никогда не прекращались богослужения, является старообрядческая церковь (начало XX века).
Архитектурный облик Тирасполя сформировался в 1950—1980-х годах и определяется преимущественно типовой застройкой, не имеющей особого художественного содержания. Здания сталинской эпохи находятся на улице 25 Октября. Среди наиболее монументальных сооружений города можно выделить здания Дворца детского и юношеского творчества, Дворца культуры, кинотеатра «Тирасполь», Дома Правительства и Верховного Совета, Дома Советов, железнодорожного вокзала.
Одним из значимых современных сооружений города стал спортивный комплекс «Шериф» (построен в 2000—2002 годах), который находится на выезде из Тирасполя в сторону города Бендеры.

### Улицы
Во времена СССР многие улицы города были переименованы. Их старые и новые названия указаны в таблицах:
| До 1921 года                                                         | После 1921 года                              |
| -------------------------------------------------------------------- | -------------------------------------------- |
| - пер. Лиманный - пер. Выгонный - пер. Покровский - пер. Казарменный | - пер. Лиманный - пер. Чкалова - пер. Щусева |
| - пер. Садовый - пер. Ярмарочный - пер. Мельничный                   | - пер. Садовый - пер. Мельничный             |

| До 1921 года      | После 1921 года   |
| ----------------- | ----------------- |
| Кладбищенская     | 9 Января          |
| Казарменная       | Советская         |
| Ремесленная       | Карла Либкнехта   |
| Красноярская      | Карла Маркса      |
| Часовенная        | Розы Люксембург   |
| Покровская        | 25 Октября        |
| Базарная          | Свердлова         |
| Рыбная            | Восстания         |
| Клинцовская       | Горького          |
| Садовая           | 1 Мая             |
| пер. Больничный   | пер. Христофорова |
| пер. Николаевский | Энгельса          |
| Колодезная        | Шевченко          |
| Соборная          | Луначарского      |
| Дворянская        | Котовского        |
| Привозная         | Коммунистическая  |
| Вокзальная        | Ленина            |

В 2000 году улица Коммунистическая была переименована в улицу Манойлова.
В 2016 году Лучевой проезд переименован в улицу Синёва.
В 2016 году переулок Красный, сохранивший своё историческое название в советское время, переименован в переулок Бочковского.
23 ноября 2023 года городской совет депутатов принял решение о том, что центральная улица города — 25 Октября — в течение 10-летнего переходного периода будет носить одновременно два названия: 25 Октября и Покровская (при этом в официальных документах она будет именоваться как Покровская, что является возвращением её исторического названия).

### Памятники
В городе находится много памятников, мемориальных досок и мемориальных комплексов, созданных или установленных в честь значимых событий, а также известных людей, чья жизнь была связана с Тирасполем.

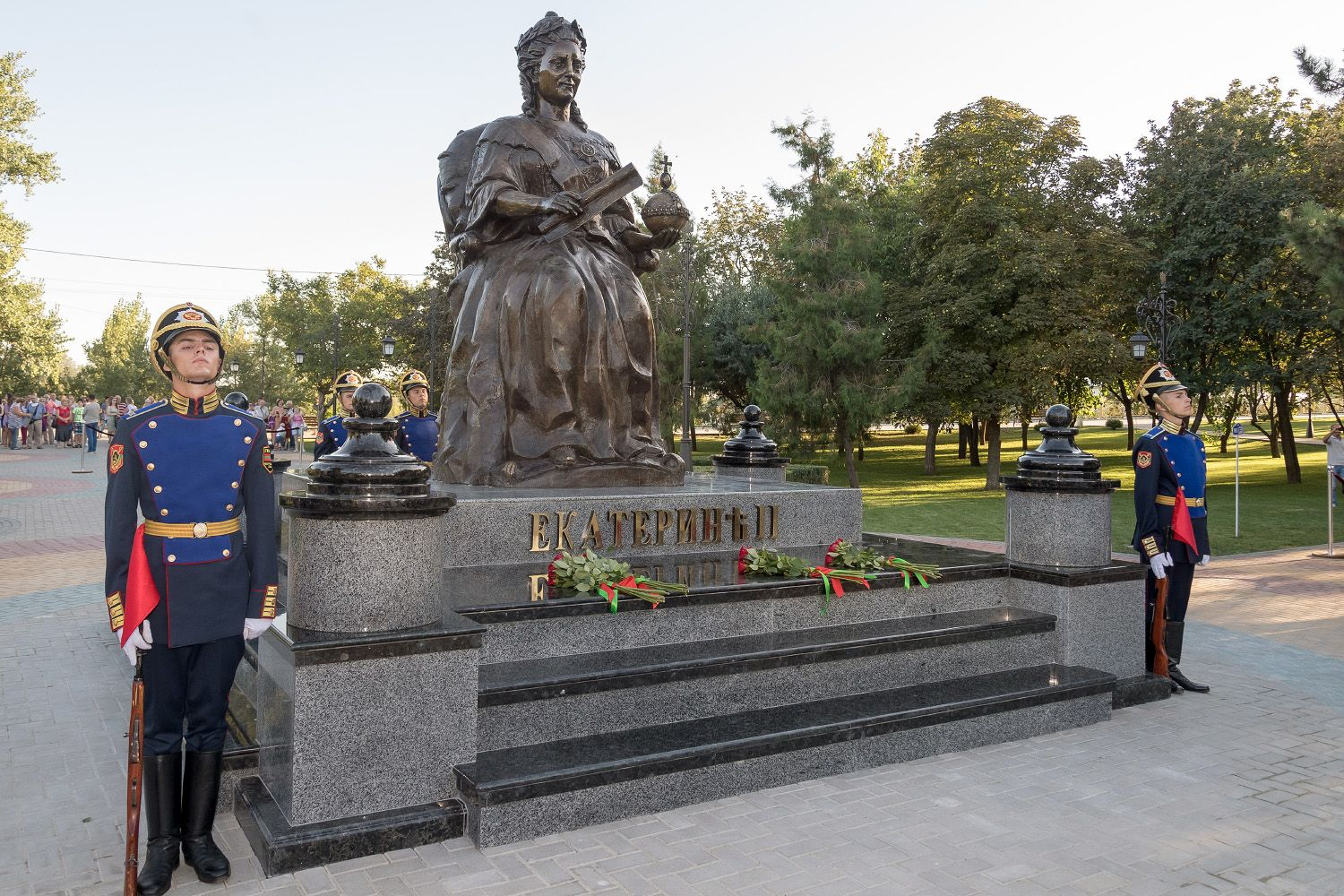
Памятник Екатерине II
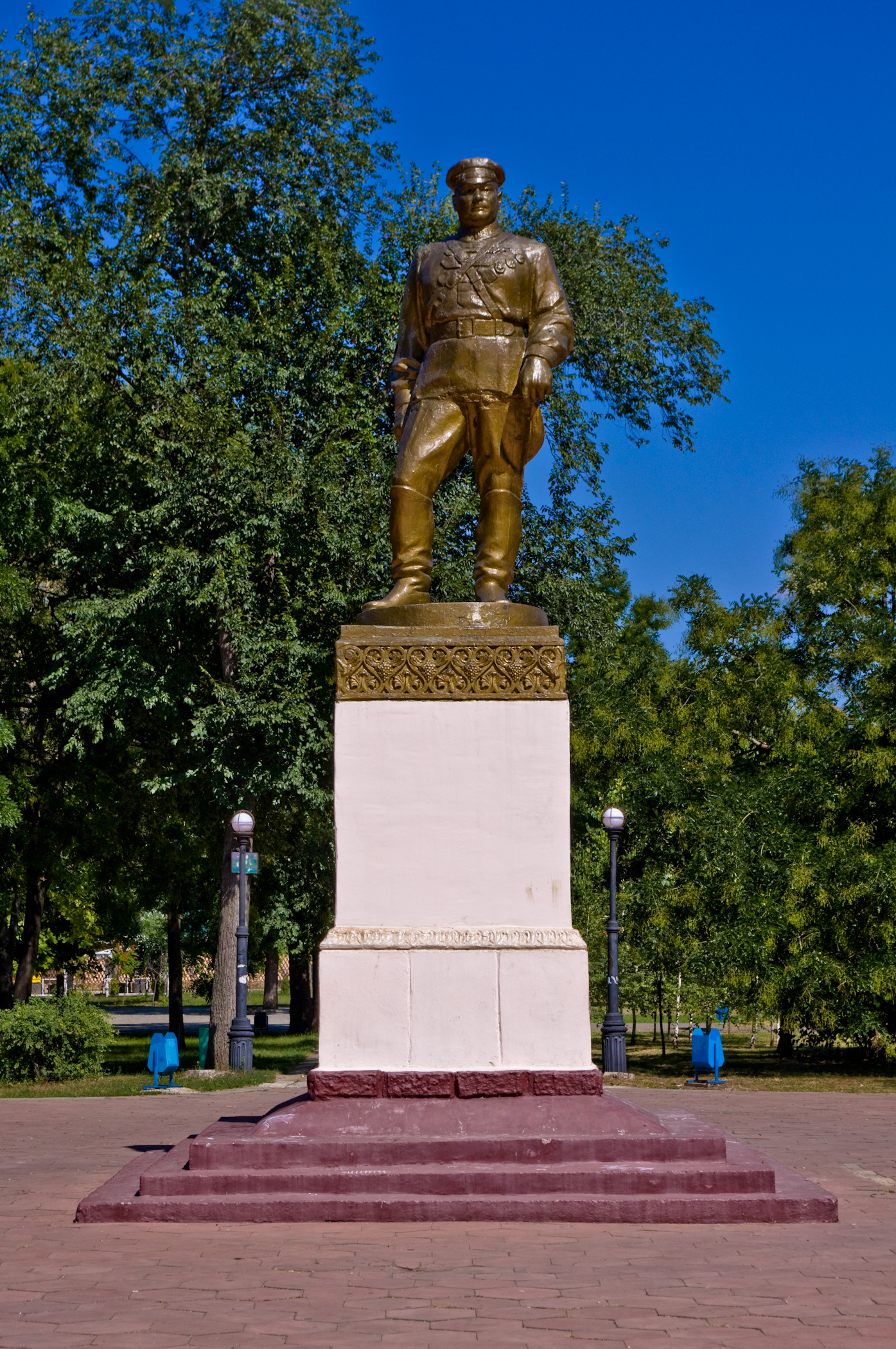
Памятник Г. И. Котовскому
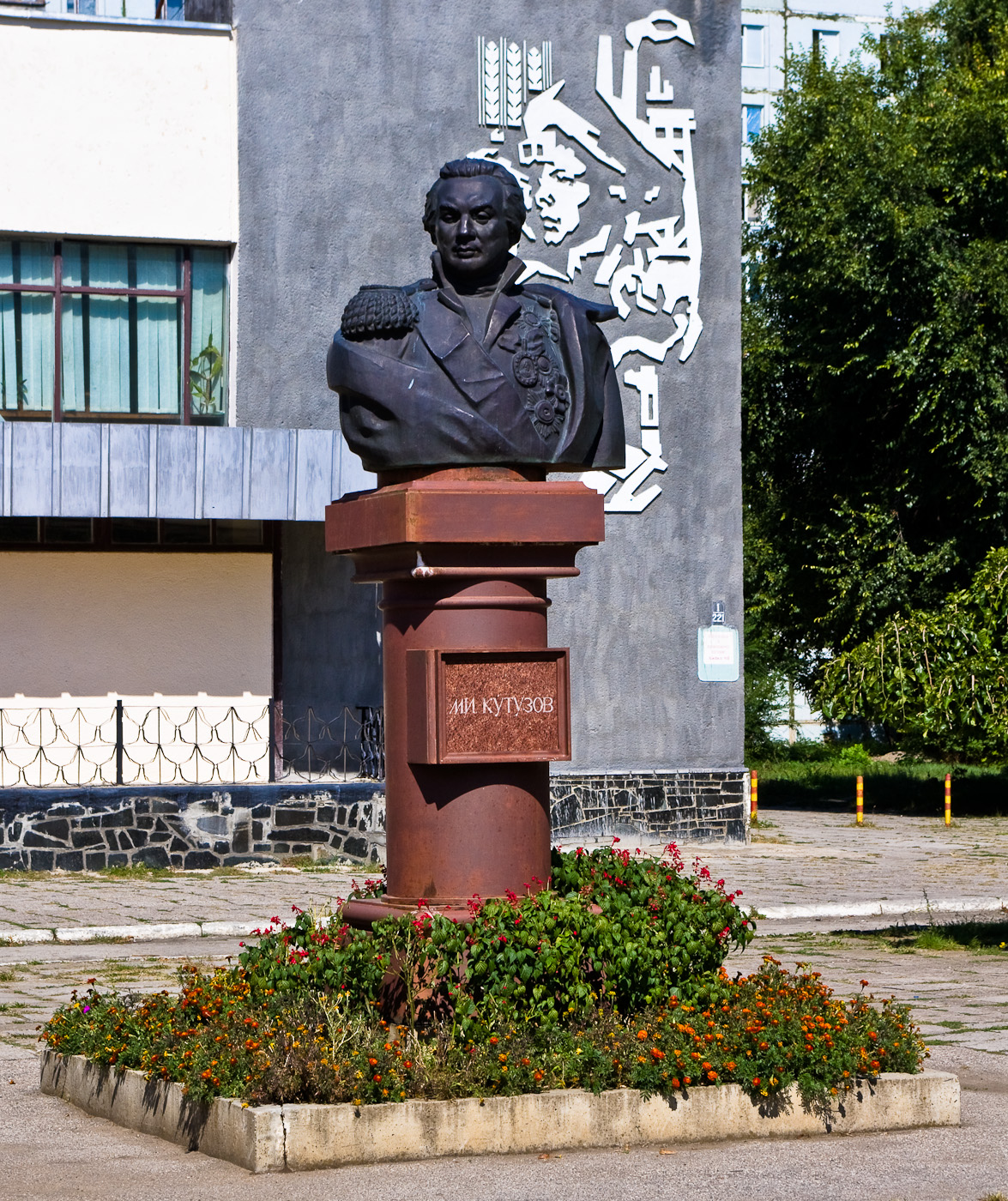
Памятник М. И. Кутузову
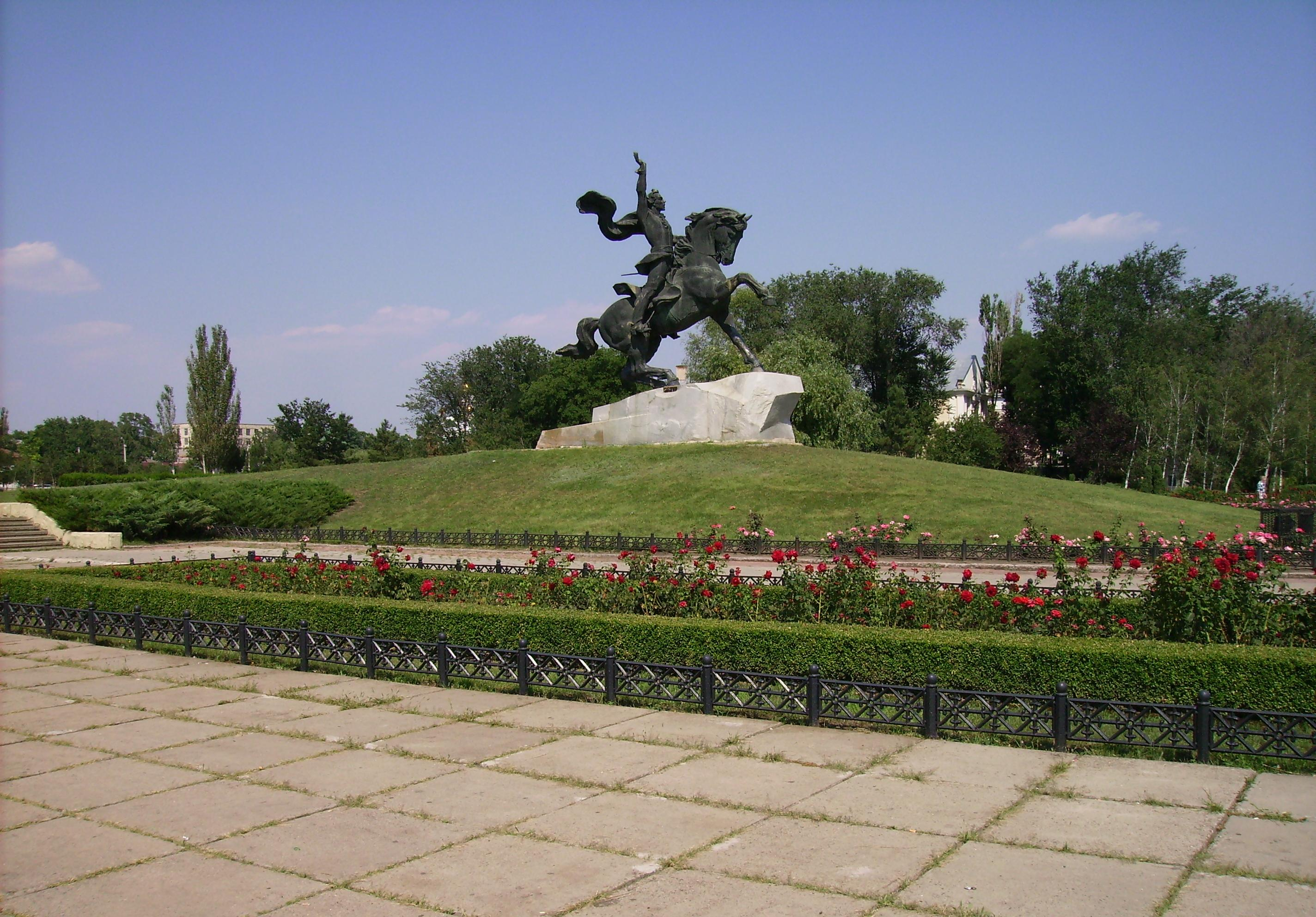
Памятник А. В. Суворову
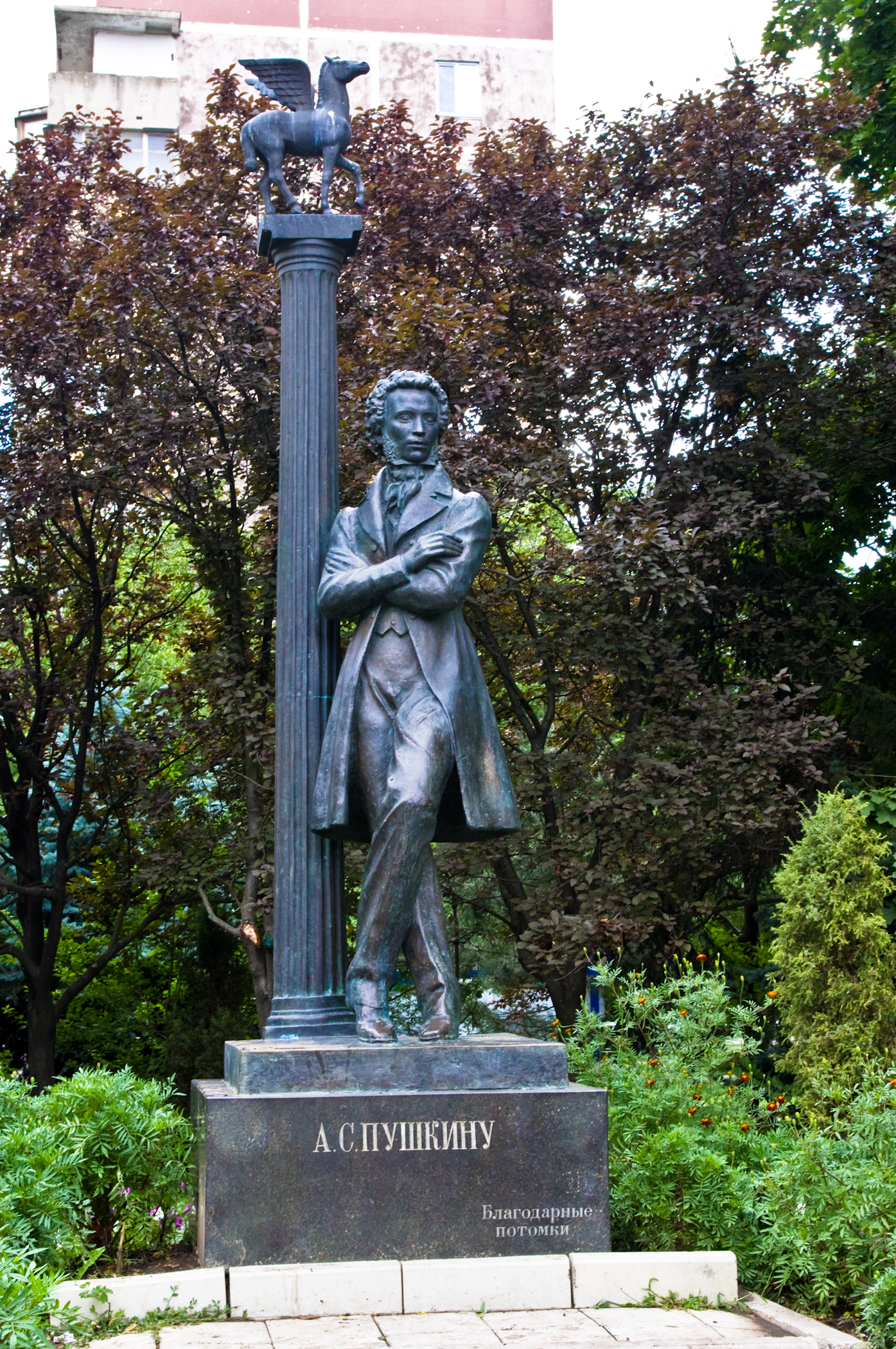
Памятник А. С. Пушкину
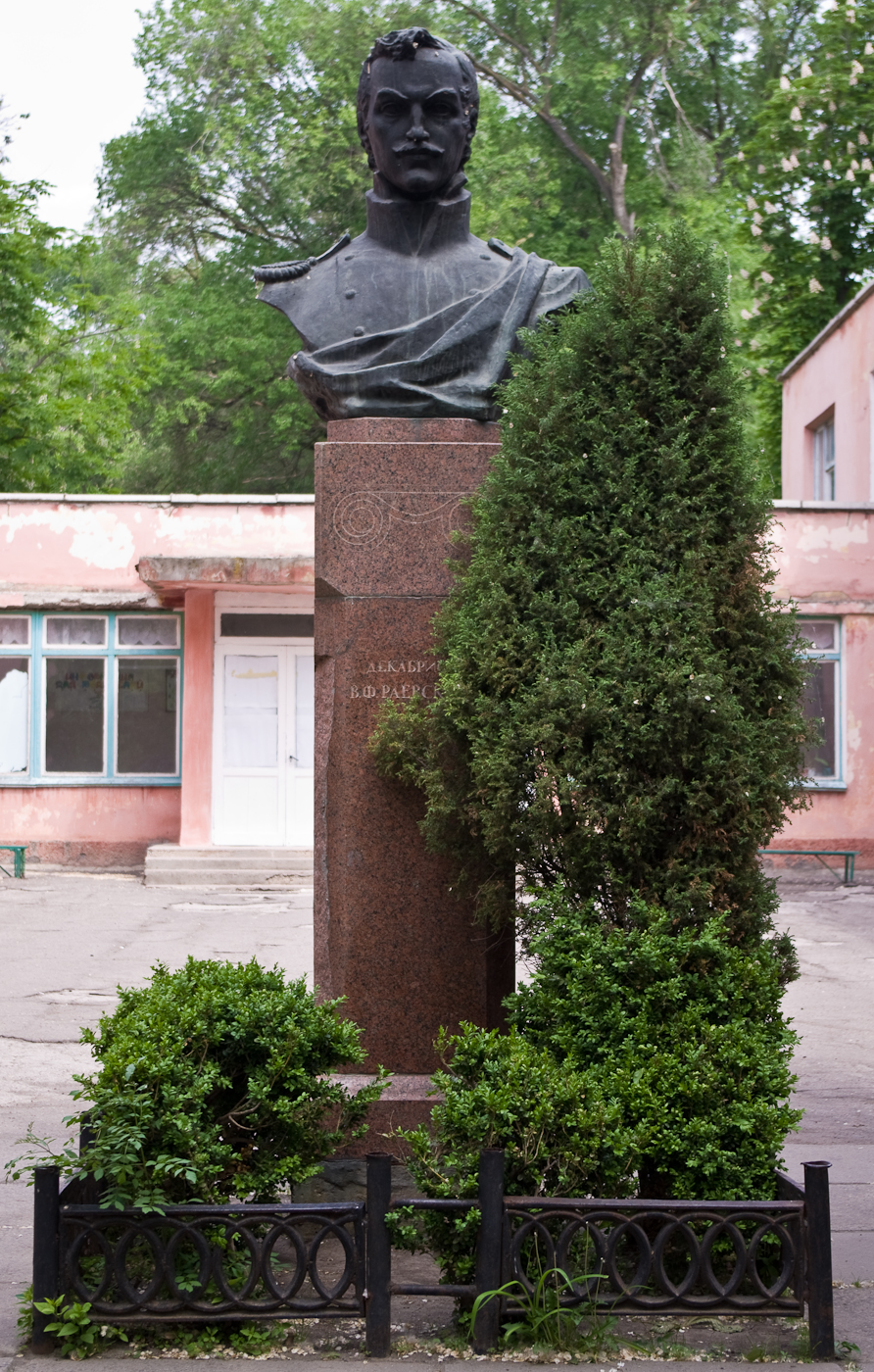
Памятник В. Ф. Раевскому
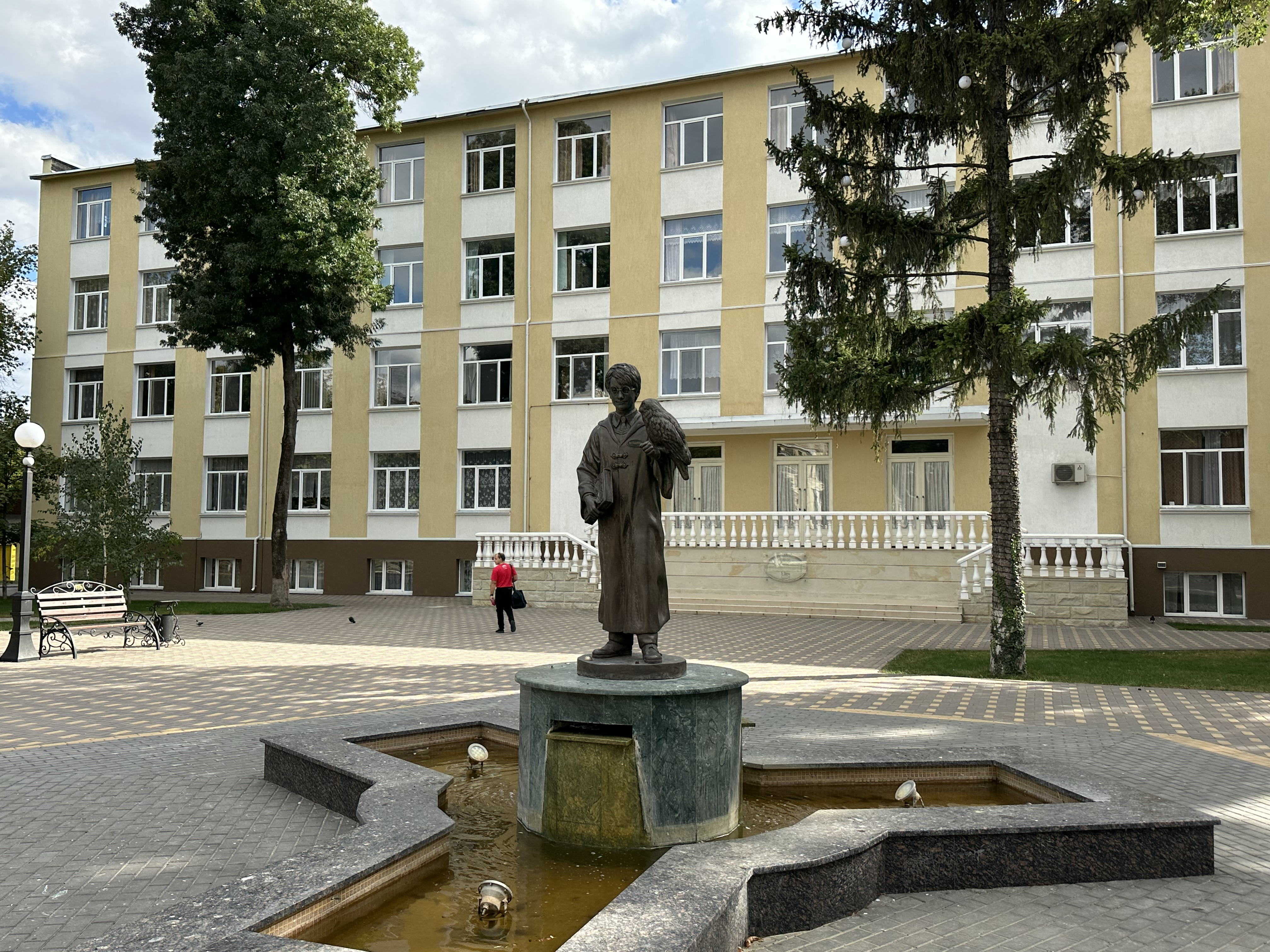
Памятник Гарри Поттеру

## Связь и средства массовой информации

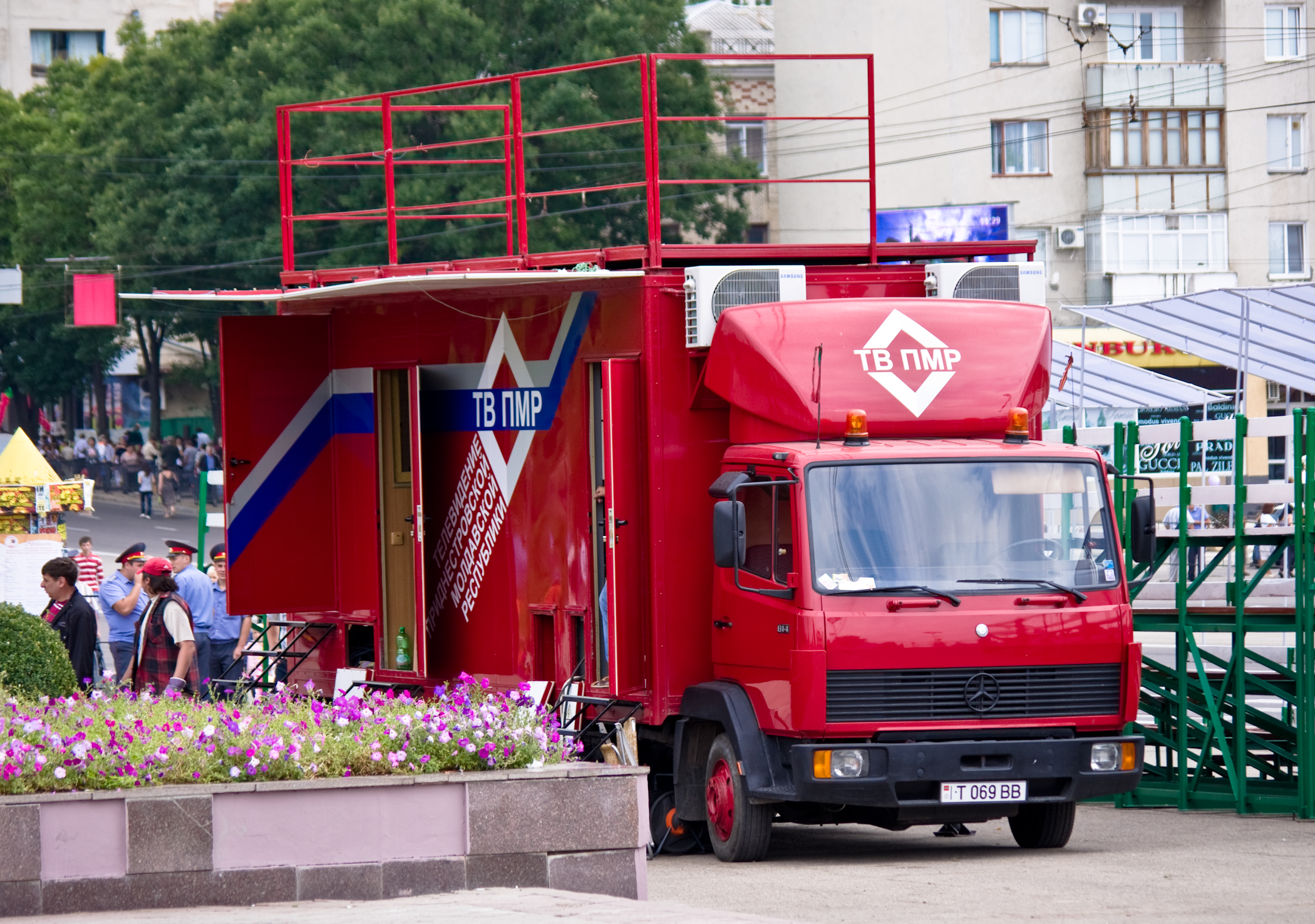
Машина ТВ ПМР в Тирасполе

### Телевидение
В Тирасполе с 9 августа 1992 года базируется и работает «Первый Приднестровский телеканал», который до декабря 2006 года носил название ТВ ПМР. На данный момент штат телеканала включает 5 корпунктов и составляет 157 человек. Программы телеканала транслируются в основном на русском языке, есть семь программ на молдавском и четыре — на украинском. С 30 декабря 1999 года начало вещание «Телевидение свободного выбора». Оба телеканала освещают события города и республики. Также в городе работает цифровое кабельное телевидение от компании Интерднестрком, включающее в себя более 120 теле- и радиоканалов в качестве 576i и 720p, в форматах 4:3 и 16:9. Также часть каналов возможно прослушивать с разным звуковым сопровождением.

### Периодические издания
Одним из ведущих полиграфических предприятий Приднестровья является ЗАО «Типар», которое выпускает городские и республиканские газеты, такие как «Приднестровье», «Днестровская правда», «Адевэрул Нистрян», «Маклер», «ЗОЖ», «Человек и его права», «Энергетик» и другие.
Газета «Днестровская правда» издаётся в городе с 1941 года, она освещает различные стороны жизни Тирасполя, повседневные события, политические и экономические проблемы Приднестровья и других стран. В мае 1992 года вышел первый номер республиканской газеты «Профсоюзные вести». Также в городе выходит республиканская газета «Приднестровье», которая была учреждена президентом ПМР и Верховным Советом ПМР 22 июля 1994 года. В 2004 году газета была награждена орденом Почёта ПМР. С 1994 года печатается газета «Адевэрул Нистрян» — единственная газета на молдавском языке (использует кириллицу). Она выходит два раза в неделю тиражом 1380 экземпляров.
В городе выпускаются еженедельные рекламно-информационные газеты «Караван», первый номер которой вышел 29 октября 2003 года, и «Маклер».

### Радиостанции
Список радиостанций FM диапазона (87.50—108.00 МГц) в Тирасполе по состоянию на 2024 года.
| 88,3 — «Радио Вера»        | 91,5 — «Радио Maximum»  | 104,6 — «Радио Маяк»     |
| 88,8 — «Радио Шансон»      | 93,7 — «Радио Дача»     | 105,4 — «Дорожное радио» |
| 89,3 — «Радио Новая Волна» | 100,1 — «Радио Sputnik» | 105,8 — «Радио Sputnik»  |
| 89,6 — «Хит FM»            | 100,7 — «Радио России»  | 107,1 — «Авторадио»      |
| 90,1 — «Ретро FM»          | 102,5 — «Ник FM»        | 107,7 — «Интер FM»       |
| 90,5 — «Радио Рекорд»      | 103,0 — «Новое радио»   |                          |
| 91,2 — «Русское радио»     | 104,1 — «Радио 1»       |                          |

## Награды

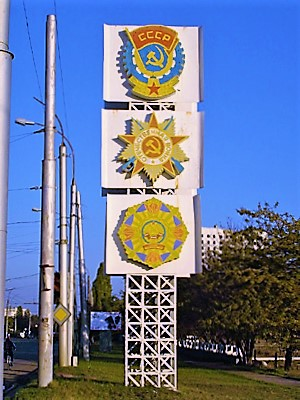
Награды Тирасполя

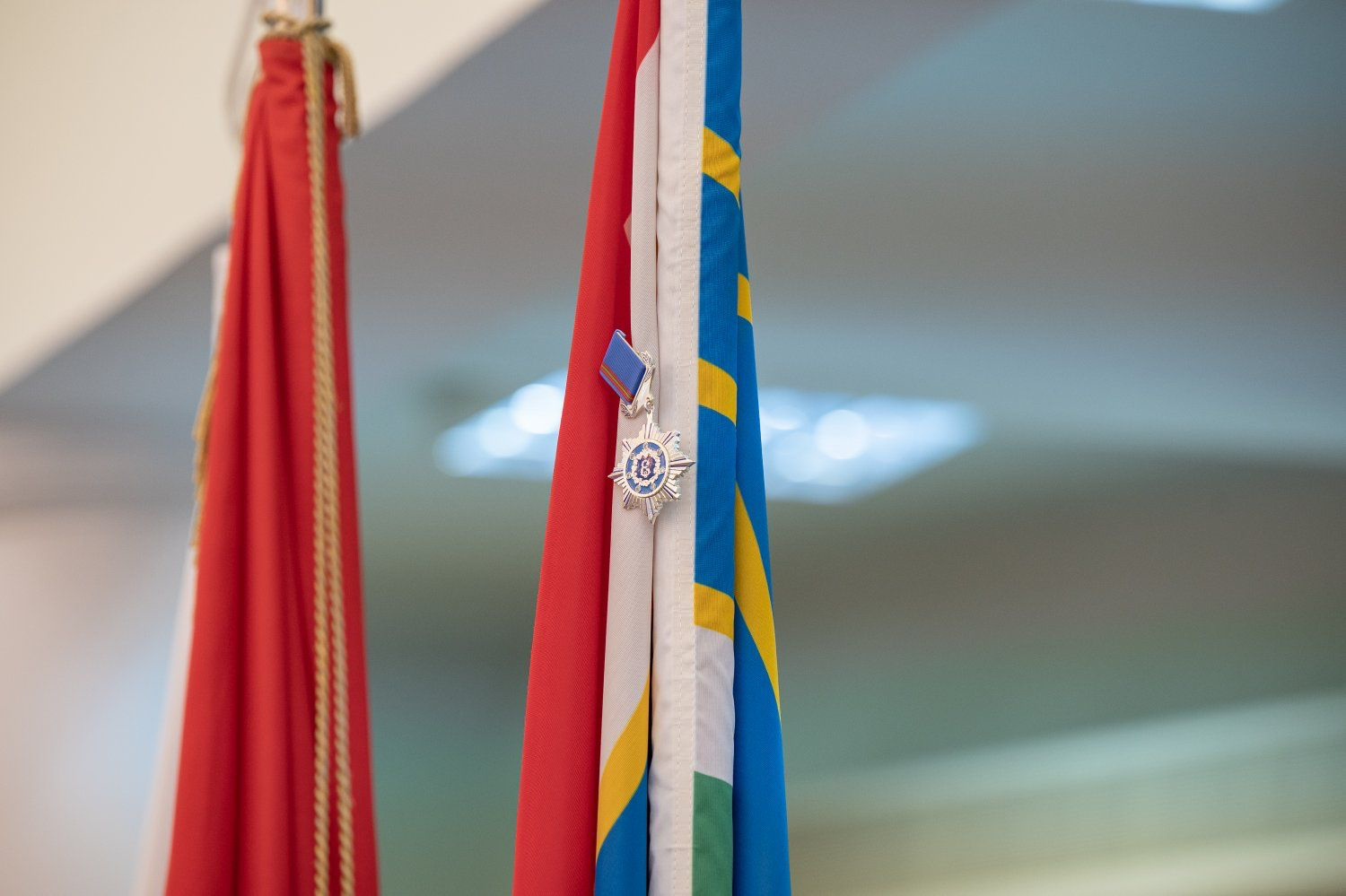
Орден Екатерины Великой на флаге города Тирасполь

- Орден Трудового Красного Знамени (31 декабря 1970 года) — за успехи, достигнутые трудящимися города, в выполнении заданий пятилетнего плана по развитию промышленного производства[15].
- Орден Отечественной войны I степени (7 мая 1985 года) — за мужество и стойкость, проявленные трудящимися города в годы Великой Отечественной войны, и за успехи, достигнутые в хозяйственном и культурном строительстве[15].
- Орден Республики (11 октября 2002 года) — за большой вклад жителей города Тирасполя в становление, защиту и укрепление Приднестровской Молдавской Республики, проявленные мужество и стойкость, сохранение и развитие экономического, социального и культурного потенциала Республики и в связи с 210-летием со дня основания города[15].
- Орден Екатерины Великой (13 октября 2023 года) — за большой вклад жителей в сохранение исторического и культурного наследия и традиций, развитие и укрепление экономического и социального потенциала Приднестровской Молдавской Республики[268][269]

## Почётные граждане Тирасполя
Согласно официальному сайту.
- Андреева, Галина Степановна — председатель женского забастовочного комитета ПМР[270][271]
- Баев, Олег Маркович — генеральный директор «KVINT»
- Большаков, Анатолий Иванович — приднестровский государственный деятель, бывший директор завода «Литмаш»[272][273].
- Бочковский, Владимир Александрович — советский военачальник, участник Великой Отечественной войны, Герой Советского Союза
- Горбатко, Виктор Васильевич — генерал-майор, лётчик-космонавт СССР, дважды Герой Советского Союза
- Дьяченко, Игнат Дмитриевич — заслуженный строитель Молдавской ССР, Герой Социалистического Труда
- Жданович, Степан Наумович — строил, а затем возглавлял завод имени Первого мая, награждён орденом Ленина[274]
- Качуровская, Нина Ильинична — основательница тираспольской аптечной сети[275]
- Крецул, Дмитрий Владимирович — строитель, Герой Социалистического Труда
- Лужков, Юрий Михайлович — российский политический деятель, на протяжении 18 лет (с 1992 по 2010 год) занимавший пост мэра Москвы
- Маракуца, Григорий Степанович — приднестровский государственный и политический деятель, председатель Верховного Совета ПМР (1990—2005)[276][277]
- Москаленко, Кирилл Семёнович — советский военачальник, Маршал Советского Союза, дважды Герой Советского Союза. Депутат Совета Национальностей Верховного Совета СССР 2—11-го созывов (1946—1985) от РСФСР (11-й созыв)
- Ордин, Вилор Николаевич — генеральный директор ЗАО «Тиротекс» (1996—2013)
- Остапенко, Иван Данилович — занимался усовершенствованием оборудования на деревообрабатывающем комбинате[278]
- Осташенко, Фёдор Афанасьевич — Герой Советского Союза, почётный гражданин Тирасполя и Братиславы, кавалер двух орденов Ленина, трёх орденов Красного Знамени, орденов Суворова 2-й степени, Отечественной войны 1-й степени
- Павлов, Иван Александрович — Герой Социалистического Труда
- Петрик, Павел Петрович — бывший первый секретарь Тираспольского горкома Компартии Молдавии, в годы его работы отмечены значительные перемены во внешнем облике города и в улучшении быта горожан[279]
- Синёв, Виктор Григорьевич — государственный деятель Молдавской ССР и Приднестровья
- Смирнов, Игорь Николаевич — первый президент непризнанной Приднестровской Молдавской Республики с 13 декабря 1991 года по 30 декабря 2011 года
- Соловьёва, Валентина Сергеевна — Герой Социалистического Труда, кавалер трёх орденов Ленина, орденов «Трудовая Слава», «Знак Почёта», Ордена Республики (ПМР), множества зарубежных наград и знаков отличия
- Судец, Владимир Александрович — советский военачальник, маршал авиации, Герой Советского Союза
- Фойницкий, Александр Фёдорович — российский и советский художник и педагог, заслуженный деятель искусств Молдавской ССР
- Царёв, Алексей Фёдорович — участник восстания на броненосце «Князь Потёмкин-Таврический», государственный и общественный деятель
- Шарохин, Михаил Николаевич — советский военачальник, генерал-полковник (1945). Командующий 37-й и 57-й армиями СССР, Герой Советского Союза (1945)[280]
- Юстиниан (Овчинников) — архиепископ Элистинский и Калмыцкий (РПЦ)

## Тирасполь в искусстве

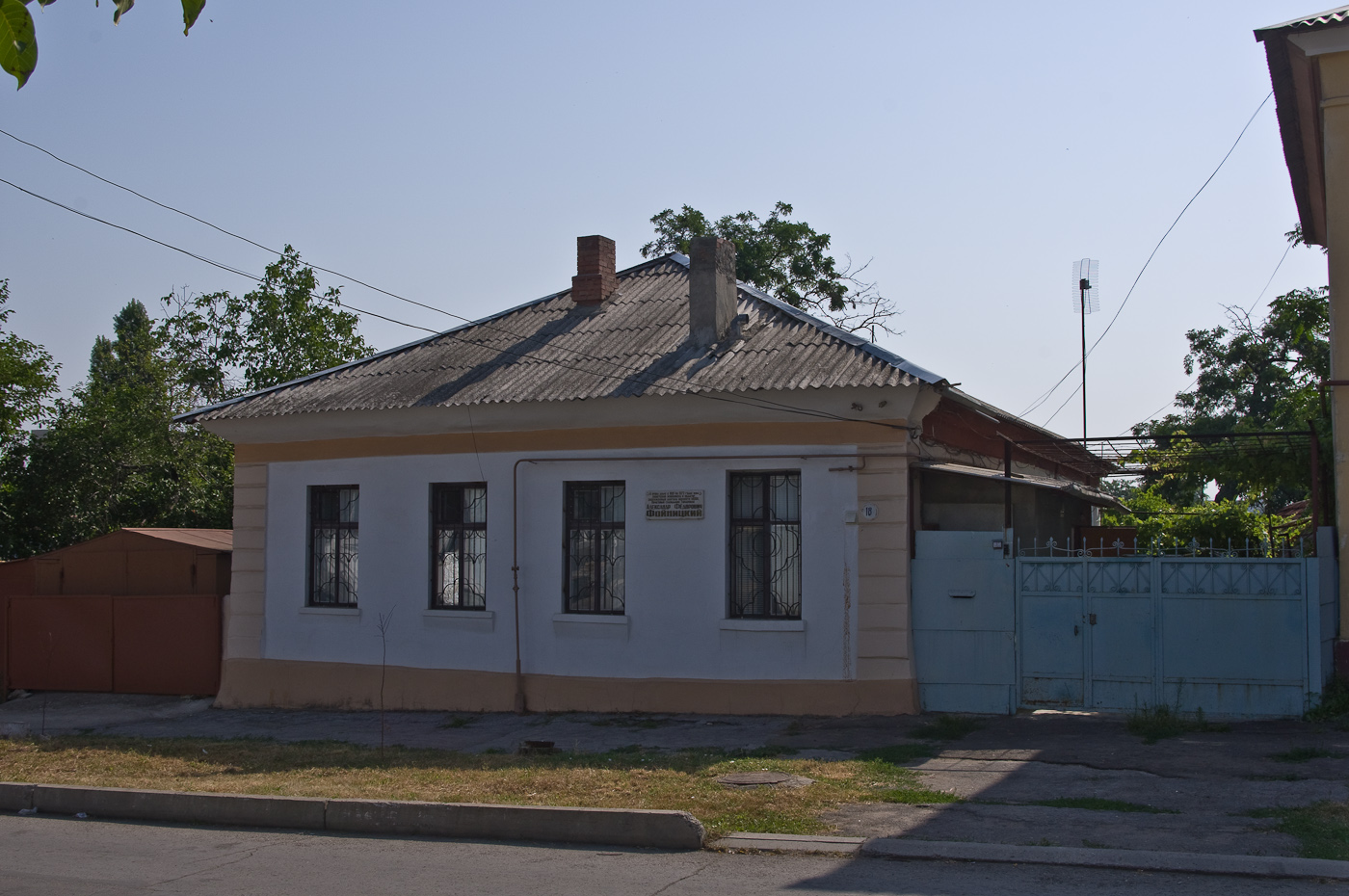
Дом художника А. Ф. Фойницкого в Тирасполе

### В кинематографии
В Тирасполе проводились съёмки ряда советских кинофильмов: «Не имей 100 рублей…» (1959), «Никушор из племени трудных» (1975), «Вам телеграмма» (1983), «Одинокий автобус под дождём» (1987).

### В живописи
Ряд своих картин известный русский художник Михаил Ларионов написал в Тирасполе, где он родился и жил некоторое время: «Бульвар в Тирасполе» (1911 год), «Окно Тирасполя» (1909), «Дровосеки», «Жатва», «Прачки», «Купание коней», «Развод караула», «Утро в казарме» (1910), «Офицерский парикмахер» (1909 год). Здесь же художник создал серию солдатских работ «Венеры» — «солдатской», «кацапской», «молдавской», «еврейской».
Историю города во многих своих картинах отобразил почётный гражданин Тирасполя, художник Александр Фойницкий: «Митинг по поводу образования МАССР. 28 июля 1924 года», «Первомайский парад в Тирасполе в 1925 году», «Тирасполь строится», «Новые дома в Тирасполе», «Учительский институт в Тирасполе», «Весна. Строительство театра в Тирасполе» и других.

## Город в филателии и нумизматике
В 1865 году в Тираспольском уезде Херсонской губернии была создана земская управа, а 1 января 1873 года в уезде открылась земская почта. Корреспонденция из Тирасполя отправлялась по двум маршрутам два раза в неделю в населённые пункты уезда.
Доставка частной корреспонденции оплачивалась земскими марками, которые выпускались в 1873 году (имели круглую форму) и в 1879 году (прямоугольной формы с изображением уездного герба). В 1875 году для использования на служебной (казённой) корреспонденции были выпущены бесплатные служебные облатки, не имевшие отношения к знакам почтовой оплаты.
В апреле 1994 года вышел первый почтовый блок ПМР — «50 лет освобождения Приднестровья от немецко-фашистских захватчиков». В основу его рисунка положена репродукция картины местного художника В. Шихова «Воспоминание». Это был первый коммеморативный выпуск ПМР.
В 2008 году к 50-летию Тираспольского объединённого музея ГУП «Марка Приднестровья» выпустило юбилейную серию почтовых марок. На марках изображены наиболее интересные и ценные экспонаты музея — например, археологические находки — вазы и кувшины, происхождение которых историки относят II—III векам до нашей эры. Дизайн марок разработал директор «Марки Приднестровья» Евгений Котенко, материалы предоставил сам музей-юбиляр. Тираж каждой марки — 330 штук.
В 2002 году Приднестровский республиканский банк выпустил серебряную памятную монету номиналом в сто рублей ПМР.
В 2007 году Приднестровский республиканский банк выпустил золотую памятную монету номиналом в три рубля ПМР.
В декабре 2014 года Приднестровский республиканский банк выпустил памятную монету из номиналом один рубль ПМР. На ней изображён памятник А. В. Суворову на фоне плана Тираспольской крепости, в верхней части — год основания города.
В 2017 году Приднестровский республиканский банк выпустил памятную монету номиналом в один рубль ПМР.

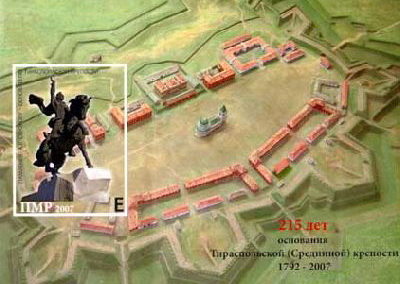
Почтовый блок Приднестровья, посвящённый 215-летию основания Тираспольской крепости
Почтовый конверт Приднестровья, посвящённый III Международному кинофестивалю «Золотой Витязь»
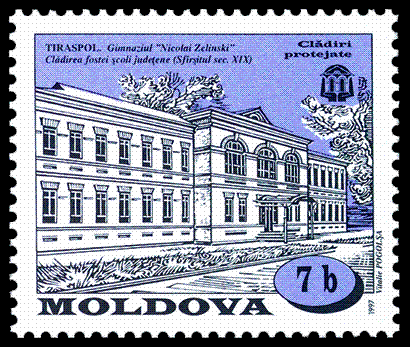
Почтовая марка Республики Молдова. Тираспольская женская гимназия
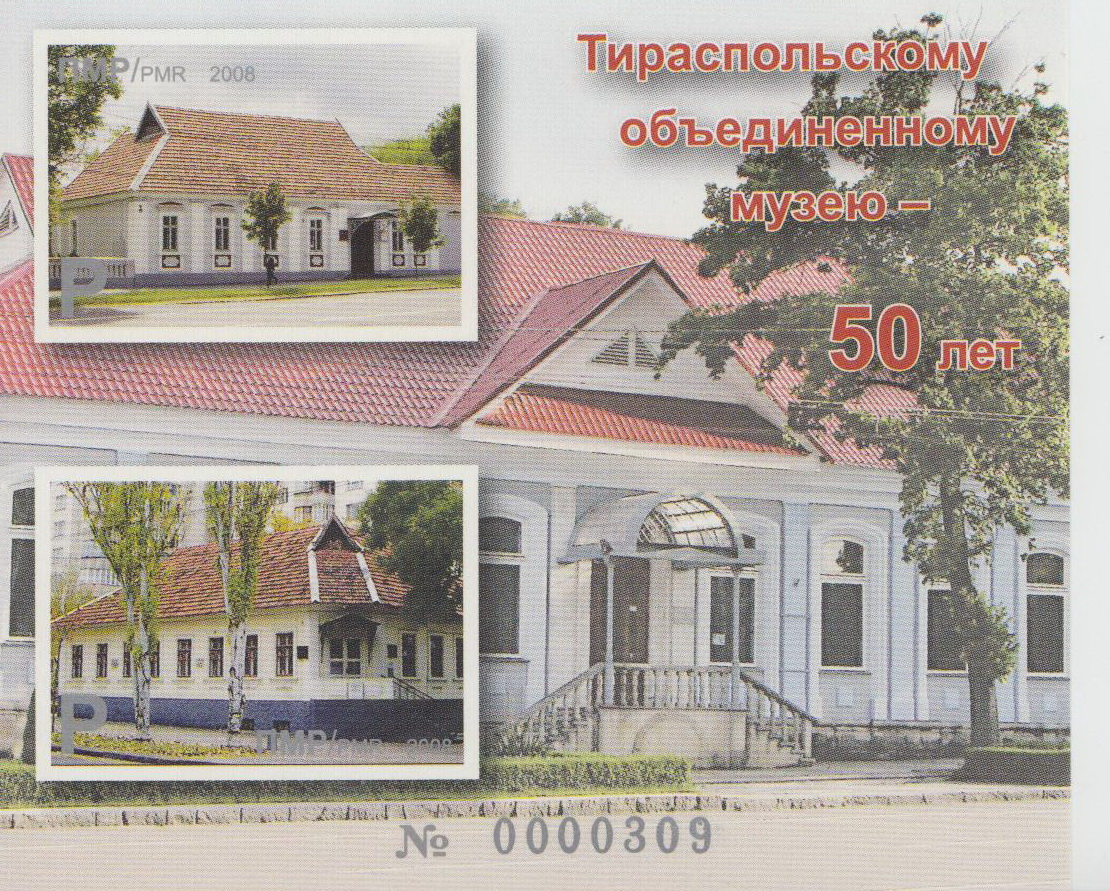
Почтовый блок Приднестровья, выпущенный к 50-летию Тираспольского объединённого музея
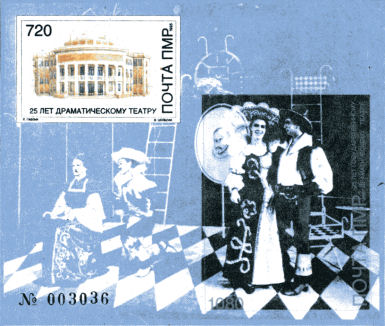
Почтовый блок Приднестровья, выпущенный к 25-летию Приднестровского государственного театра драмы и комедии

## Города-побратимы

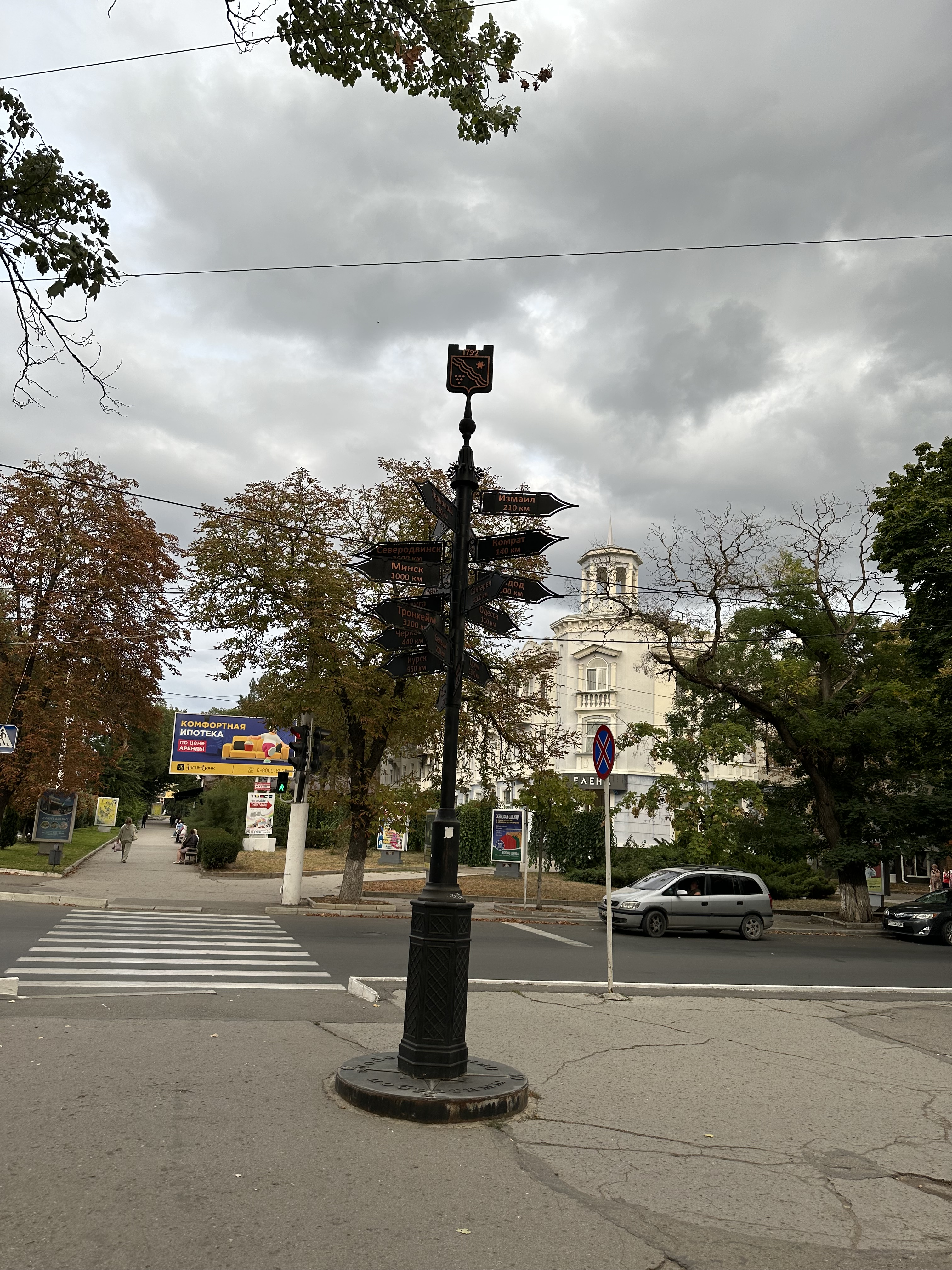
Указатель расстояния до городов-побратимов Тирасполя

- Украина: Николаев, Тернополь, Херсон, Черкассы[294]
- Германия: Айленбург[295][296] (партнёрство аннулировано в 2017 году)[297]
- Россия: Волгоград[296], Курск[296], Обнинск[296], Калуга[296], Северодвинск[296] и управа Рязанского района Юго-Восточного административного округа города Москвы[298], Новосибирск[299][300][301]
- Беларусь: Минск (Ленинский район)[302][303]
- Абхазия: Сухум[304]
- Норвегия: Тронхейм[296][302]
- Израиль: Ашдод[296][302]
- Португалия: Сантарен[296][302]
- Молдова: Бельцы[302], Комрат[302]
- Южная Осетия: Цхинвал[302][305]